# عمارة قوطية
العمارة القوطية هي طراز ازدهر في أوروبا خلال القرون الوسطى العليا والمتأخرة. تطور هذا الطراز من العمارة الرومانسيكية وتبعتها عمارة عصر النهضة. نشأ في فرنسا في القرن الثاني عشر، واستُخدم على نطاق واسع خاصة في الكاتدرائيات والكنائس حتى القرن السادس عشر.
تضمنت أبرز معالم العمارة القوطية استخدام العقد وكتف التدعيم، الذي سمح بتوازن ثقل السقف من خلال دعائم خارج المبنى، وهذا ما أعطى ارتفاعًا أكبر ومساحة أكبر للنوافذ. تميزت أيضًا بالاستخدام المكثف للزجاج المعشق، والنافذة الدائرية لإضفاء الضوء واللون على الداخل. هناك أيضًا ميزة أخرى تتمثل باستخدام التماثيل الواقعية في الخارج خصوصًا فوق البوابات لتوضيح القصص الإنجيلية لرعايا الأبرشية الأمّيين بمعظمهم.
وُجدت بعض المعالم المعمارية الرئيسية مثل القوس المدبب ونوع زخرفي من العقد في وقت سابق خارج أوروبا، ولعلها استُمدت من العمارة الإسلامية. توافرت هذه الميزات أيضًا في العمارة الرومانية لكنها استُخدمت على نطاق واسع وبطرق أكثر ابتكارًا لجعل الكاتدرائيات القوطية أعلى وأقوى وممتلئة بالضوء.
تُعتبر كنيسة سان دوني المثال الأول الأكثر أهمية على العمارة القوطية. تقع الكاتدرائية بالقرب من باريس، إذ أُعيد بناء الجزء المخصص للجوقة فيها باستخدام العقد والنوافذ الزجاجية المعشقة كبيرة الحجم بين عامي 1140 و1144.

## الاسم
عُرفت العمارة القوطية خلال الفترة باسم أوبس فرانسيجينم («العمل الفرنسي الفرنجي»). نشأ مصطلح «العمارة القوطية» في القرن السادس عشر وحمل في بداية الأمر معنى سلبيًا للغاية، إذ كان يشير إلى شيء همجي. استخدم جورجيو فازاري مصطلح «النمط الألماني الهمجي» في كتابه حياة الفنانين عام 1550، لوصف ما يُعرف الآن بالطراز القوطي، وعزى العديد من المعالم المعمارية في مقدمة الكتاب إلى «القوط» وحملهم مسؤولية تدمير المباني القديمة بعد غزو روما، وإقامة مبان جديدة على هذا الطراز.

## لمحة تاريخية

### الأصول - أوائل القوطية (1130- 1200)
نشأ الطراز القوطي في منطقة إيل دو فرانس في شمال فرنسا خلال النصف الأول من القرن الثاني عشر. أخضعت سلالة جديدة من الملوك الفرنسيين والكابيتيين الأمراء الإقطاعيين وأصبحوا أقوى الحكام في فرنسا واتخذوا من باريس عاصمة لهم. تحالفوا مع أساقفة المدن الكبرى في شمال فرنسا وقللوا من السلطة العدائية لرؤساء الأديرة وأديرتهم الإقطاعية. تزامن صعود هذه السلالة مع النمو الهائل في عدد السكان وازدهار مدن شمال فرنسا. تمنى ملوك الكابيتيين وأساقفتهم بناء كاتدرائيات جديدة تكون آثارًا على قوتهم وثروتهم وإيمانهم الديني.
تعد كنيسة سان دوني النموذج الرئيسي للطراز القوطي، التي أعاد أبوت سوجر إعمار الجزء الخاص بالجوقة فيها لأول مرة وتلاها الواجهة (1140- 1144). كان سوجر حليفًا للملك الفرنسي لويس السابع وكاتبًا لسيرته الذاتية، ويُعد كاثوليكيًا شرسًا ومعماريًا مؤسسًا لجامعة باريس. أعاد سوجر تشكيل الرواق المحيط بالدير وأزال الملحقات التي فصلت المصليات واستبدل الهيكل الحالي بالأعمدة العالية والعقود. خلق هذا مدى أعلى وأوسع امتلأ بنوافذ أكبر سمحت لكمية أكبر من النور بالوصول إلى نهاية الكنيسة. أعاد سوجر بناء الواجهة بعد فترة قصيرة مضيفًا ثلاث بوابات عميقة تحمل كل منها طبلة وقوسًا ونقوشًا توضح قصصًا من الإنجيل. أُحيطت الواجهة الجديدة ببرجين. أنشأ سوجر أيضًا نافذة دائرية صغيرة فوق البوابة المركزية. شكل هذا التصميم النموذج الأصلي لسلسلة من الكاتدرائيات الفرنسية الجديدة.
كانت كاتدرائية سينس (التي بدأت بين عامي 1135 و1140) أول كاتدرائية تُبنى على الطراز الجديد (سان دوني هي كنيسة وليست كاتدرائية). ظهرت بعدها نماذج أخرى من النمط الجديد في كاتدرائية نويون (بدأت عام 1150) وكاتدرائية لاون (بدأت عام 1165) وكاتدرائية نوتردام دو باري الأشهر على الإطلاق التي بدأ بناؤها عام 1160.
تبنت بعض النظم الرهبانية الفرنسية الطراز القوطي، خاصة النظام السيستيرسي تحت حكم برنارد من كليرفو. استُخدم الطراز بشكل متقشف دون زخرفة في دير السيستيرسيان الجديد في فونتيناي (1139- 1147) وكنيسة كليرفو التي يشغلها اليوم سجن فرنسي.
نُسخ النمط الجديد خارج مملكة فرنسا أيضًا في دوقية نورماندي. من الأمثلة المبكرة عن نورمان القوطية كاتدرائية كوتانس (1210- 1274) وكاتدرائية بايو (أُعيد بناؤها على الطراز الروماني في القرن الثاني عشر) وكاتدرائية لو مان (أُعيد بناؤها من القرن الثاني عشر الروماني) وكاتدرائية روان. انتقل النمط الجديد إلى إنجلترا من خلال حكم أسرة أنجفين وانتشر من هناك إلى البلدان المنخفضة وألمانيا وإسبانيا وشمال إيطاليا وصقلية. لم يحل الطراز القوطي محل الرومانسيكي في كل أنحاء أوروبا على الفور. واصل العصر الروماني المتأخر ازدهاره في الإمبراطورية الرومانية المقدسة تحت حكم هوهنشتاوفن وراينلاند.

### القوطية العليا (1200-1270)
انتشر الطراز القوطي من إيل دو فرانس إلى مدن أخرى في شمال فرنسا منذ نهاية القرن الثاني عشر وحتى منتصف القرن الثالث عشر. شملت المباني الجديدة في الطراز كلًا من كاتدرائية شارتر (بدأت عام 1200) وكاتدرائية بورج (1195- 1230) وكاتدرائية ريمس (1211- 1275) وكاتدرائية أميان (بدأت عام 1250). سمح استخدام أكتاف التدعيم في شارتر بالتخلص من مستوي منبر الخطابة وهذا ما أتاح مجالًا لأروقة وصحون أعلى ولنوافذ أكبر حجمًا. عُدل النوع الأول من العقود المستخدمة في سان دوني ونوتردام وتحولت الأجزاء الستة إلى أربعة ما جعلها أكثر قوة وبساطة. كانت أميان وشارتر من أوائل الكاتدرائيات التي استخدمت أكتاف التدعيم التي قُوّيَت بقوس إضافي ورواق داعم سمح بجدران أعلى ونوافذ أكثر. أُعطيت الدعامات في ريمس وزنًا وقوة أكبر من خلال إضافة صهوات حجرية ثقيلة في الأعلى. زُينت الصهوات عادة بتماثيل للملائكة التي أصبحت عنصرًا زخرفيًا مهمًا في الطرز القوطية العليا. ظهر عنصر عملي وزخرفي آخر عُرف باسم الغرغول وهو عبارة عن صنبور المطر الزخرفي الذي كانت وظيفته نقل المياه من السقف بعيدًا عن المبنى. كانت نوافذ الصحن في أميان أكبر حجمًا وسمح الصف الإضافي من النوافذ الزجاجية الشفافة للضوء بالوصول إلى المناطق الداخلية. سمحت التقنيات الهيكلية الجديدة بتوسيع الأجنحة المستعرضة والمساحة المخصصة للجوقة في الطرف الشرقي من الكاتدرائيات ما أتاح مساحة إضافية لحلقة من المصليات المنارة جيدًا. أُعيد بناء الجناح المستعرض في نوتردام باستخدام التقنية الجديدة وأُضيفت نافذتان دائريتان مذهلتان.

### القوطية المشعة (1250- 1370)
سميت الفترة التالية باسم «القوطية المشعة» إذ يُعبر مصطلح «المشعة» عن الميل لاستخدام المزيد من الزجاج المعشق والتقليل من استخدام حجارة البناء في تصميم المبنى فبدت الجدران مصنوعة بالكامل من الزجاج. يُعد مصلى سانت تشابيل الكنسي المثال الأكثر شهرة على ذلك، إذ كان المصلى ملحقًا للمقر الملكي في قصر المدينة. جرى التخلص من أكتاف التدعيم والغرف الجانبية ولم يتبق سوى دعامات بسيطة قريبة جدًا من الجدران لدعم الجهة الجانبية من العقد الذي يجب أن تشكله عناصر معدنية مبتكرة تحت الشد. ساعد وزن كل من الجملونات الحجرية فوق أقواس النوافذ الجدران على مقاومة الدفع وتوزيع الثقل.
تعد النوافذ الدائرية الواقعة في الشمال والجنوب من الجناح المعترض في نوتردام من المعالم الأخرى التي تميز القوطية المشعة. أُحيطت هاتان النافذتان بإطار ناعم يشبه الدانتيل، وشغلت كامل المساحة بين الأعمدة. في حين كانت النوافذ الدائرية السابقة مثل نوافذ كاتدرائية أميان مؤطرة بالحجارة وشغلت جزءًا من الجدار فقط.

### القوطية الملتهبة (1350- 1550)
ظهر طراز القوطية الملتهبة في النصف الثاني من القرن الرابع عشر. تميز هذا الطراز بالزخرفة الكثيرة، إذ تنافس المواطنون النبلاء والأثرياء في معظم المدن الفرنسية الشمالية لبناء كنائس وكاتدرائيات تحوي عددًا أكبر من التفاصيل الدقيقة. جاء الاسم من التصميمات المتموجة التي تشبه اللهب وتزين النوافذ. تضمنت الميزات الجديدة الأخرى القوسين المتداخلين والنافذة المزينة بقوس والصهوات الحجرية والنقش الذي يأخذ شكل الأزهار. تضمن الطراز أيضًا زيادة في عدد الأعصاب أو الأضلاع التي زينت كل عقد في السقف ما ساهم في الحصول على دعم وتأثير زخرفي أكبر. تعد الواجهة الغربية لكاتدرائية روان وسانت تشابيل دي فينسين في باريس، وكلاهما بُني في سبعينيات القرن الماضي، والجزء المخصص للجوقة في دير مونت سانت ميشيل (1448 م) من هذا الطراز. انتشر الطراز بعد ذلك في شمال أوروبا، ومن الأمثلة البارزة على القوطية الملتهبة في منطقة البلطيق كنيسة سانت آن في فيلينوس من الطوب في تسعينيات القرن الخامس عشر.

### الإنحدار والتحُول
ابتداءً من منتصف القرن الخامس عشر، فقد النمط القوطي هيمنته تدريجياً في أوروبا. لم يحظ بشعبية في إيطاليا، وفي منتصف القرن الخامس عشر، عاد الإيطاليون، الذين اعتمدوا على الآثار الرومانية القديمة، إلى النماذج الكلاسيكية. كانت قبة كاتدرائية فلورنسا (1420-1436) التي رسمها فيليبو برونليسكي، المستوحاة من البانثيون في روما، واحدة من أولى معالم عصر النهضة، ولكنها استخدمت أيضًا التكنولوجيا القوطية. تم دعم القشرة الخارجية للقبة بإطار من أربعة وعشرين ضلعًا.
كان لملوك فرنسا معرفة مباشرة بالأسلوب الإيطالي الجديد، بسبب الحملة العسكرية التي شنها تشارلز الثامن على نابولي وميلانو (1494)، وخاصة حملات لويس الثاني عشر وفرانسيس الأول (1500-1505) لاستعادة السيطرة الفرنسية على ميلان وجنوة. لقد أعادوا اللوحات الإيطالية والنحت وخطط البناء، والأهم من ذلك، الحرفيين والفنانين الإيطاليين. بنى الكاردينال جورج دامبواز، رئيس وزراء لويس الثاني عشر، قصر جيلون بالقرب من روان (1502-1510) بمساعدة الحرفيين الإيطاليين. قدمت قلعة بلوا (1515–1524) لوجيا (loggia) عصر النهضة والسلالم المفتوحة. نصب الملك فرانسوا الأول ليوناردو دافنشي في قصره في شامبورد عام 1516، وقدم معرضًا طويلًا لعصر النهضة في قصر فونتينبلو في 1528-1540. في عام 1546، بدأ فرانسوا الأول في بناء أول مثال على الكلاسيكية الفرنسية، ساحة الفناء المربعة لقصر اللوفر التي صممها بيير ليسكوت.
في ألمانيا، تم إدخال بعض العناصر الإيطالية في كنيسة فيوجر سانت آن، في أوغسبورغ (1510-1512) جنبًا إلى جنب مع الأقبية القوطية. وآخرون ظهروا في كنيسة القديس ميخائيل في ميونيخ، ولكن في ألمانيا استخدمت عناصر عصر النهضة بشكل أساسي للزينة. ظهرت بعض عناصر عصر النهضة أيضًا في إسبانيا، في القصر الجديد الذي بدأه الإمبراطور تشارلز الخامس في غرناطة، داخل قصر الحمراء (1485-1550)، مستوحى من برامانتي ورافائيل، لكنه لم يكتمل أبدًا. كان أول عمل رئيسي في عصر النهضة في إسبانيا هو الاسكوريال، وهو قصر الدير الذي بناه فيليب الثاني ملك إسبانيا.
في عهد هنري الثامن وإليزابيث الأولى، كانت إنجلترا معزولة إلى حد كبير عن التطورات المعمارية في القارة. كان أول مبنى كلاسيكي في إنجلترا هو منزل سومرست القديم في لندن (1547-1552) (هُدم منذ ذلك الحين)، وقد بناه إدوارد سيمور، دوق سومرست الأول، الذي كان وصيًا على العرش حاميًا لإدوارد السادس حتى بلوغ الملك الشاب سن الرشد 1547. أرسل خليفة سومرست، جون دودل، الدوق الأول لنورثمبرلاند، العالم المعماري جون شوت إلى إيطاليا لدراسة الأسلوب. نشر شوت أول كتاب باللغة الإنجليزية عن العمارة الكلاسيكية في عام 1570. كانت المنازل الإنجليزية الأولى في الطراز الجديد هي بيت برجلي ولونغليت (1550-1580s)، التي بناها شركاء سومرست. مع هذه المباني، بدأ عصر جديد للهندسة المعمارية في إنجلترا.
نجت العمارة القوطية من الفترة الحديثة المبكرة وازدهرت مرة أخرى في حركات الإحياء منذ أواخر القرن الثامن عشر وطوال القرن التاسع عشر. الأسلوب العمودي هو أول أسلوب قوطي تم إحياؤه في القرن الثامن عشر.

## العناصر الهيكلية

### أقواس مدببة
المقال الرئيسي: قوس مدبب (عمارة)
من السمات المشتركة للطراز القوطي القوس المدبب، والذي كان يستخدم على نطاق واسع في كل من الإنشاء والديكور. لم ينشأ القوس المدبب في العمارة القوطية؛ لقد تم توظيفه لقرون في الشرق الأدنى في العمارة ما قبل الإسلام وكذلك في العمارة الإسلامية للأقواس والأقبية المضلعة. في العمارة القوطية، لا سيما في الأساليب القوطية اللاحقة، أصبح العنصر الأكثر وضوحًا وتميزاً، مما أعطى إحساسًا بالعمودية والإشارة الي الأعلى، مثل الأبراج. غطت الأقبية القوطية ذات الأضلاع صحن الكنيسة، وشاع استخدام الأقواس المدببة للأروقة، والنوافذ، والمداخل، والزخرفة، وخاصة في الأنماط القوطية اللاحقة التي تزين الواجهات. كما تم استخدامها أحيانًا لأغراض عملية، مثل جلب الأقبية المستعرضة إلى نفس ارتفاع الأقبية المائلة، كما هو الحال في صحن وممرات كاتدرائية دورهام، التي بنيت عام 1093.
كانت أقدم الأقواس المدببة على الطراز القوطي عبارة عن نوافذ لانسيت أو علي شكل (lancet)، ونوافذ ضيقة تنتهي بقوس علي شكل لانسيت، وقوس نصف قطره أطول من عرضه ويشبه شفرة المشرط. في القرن الثاني عشر، كانت أول مرحلة من العمارة القوطية تسمى أيضًا نمط لانسيت وقبل إدخال الزخرفة في النوافذ في الأنماط اللاحقة، سادت النوافذ المبنية على المبنى القوطي.

كان الطراز القوطي الملتهب معروفًا بشكل خاص بمثل هذه التفاصيل الفخمة المدببة مثل القوس إن- أكوليد (القوس الزخرف)، حيث كان القوس المدبب فوق المدخل تعلوه زخرفة منحوتة مدببة تسمى الزهيرة وذروات مدببة على الجانبين. زينت أقواس المدخل بمنحوتات صغيرة على شكل ملفوف تسمى «تشو فريزي» أو كرنب باللغة الفرنسية.

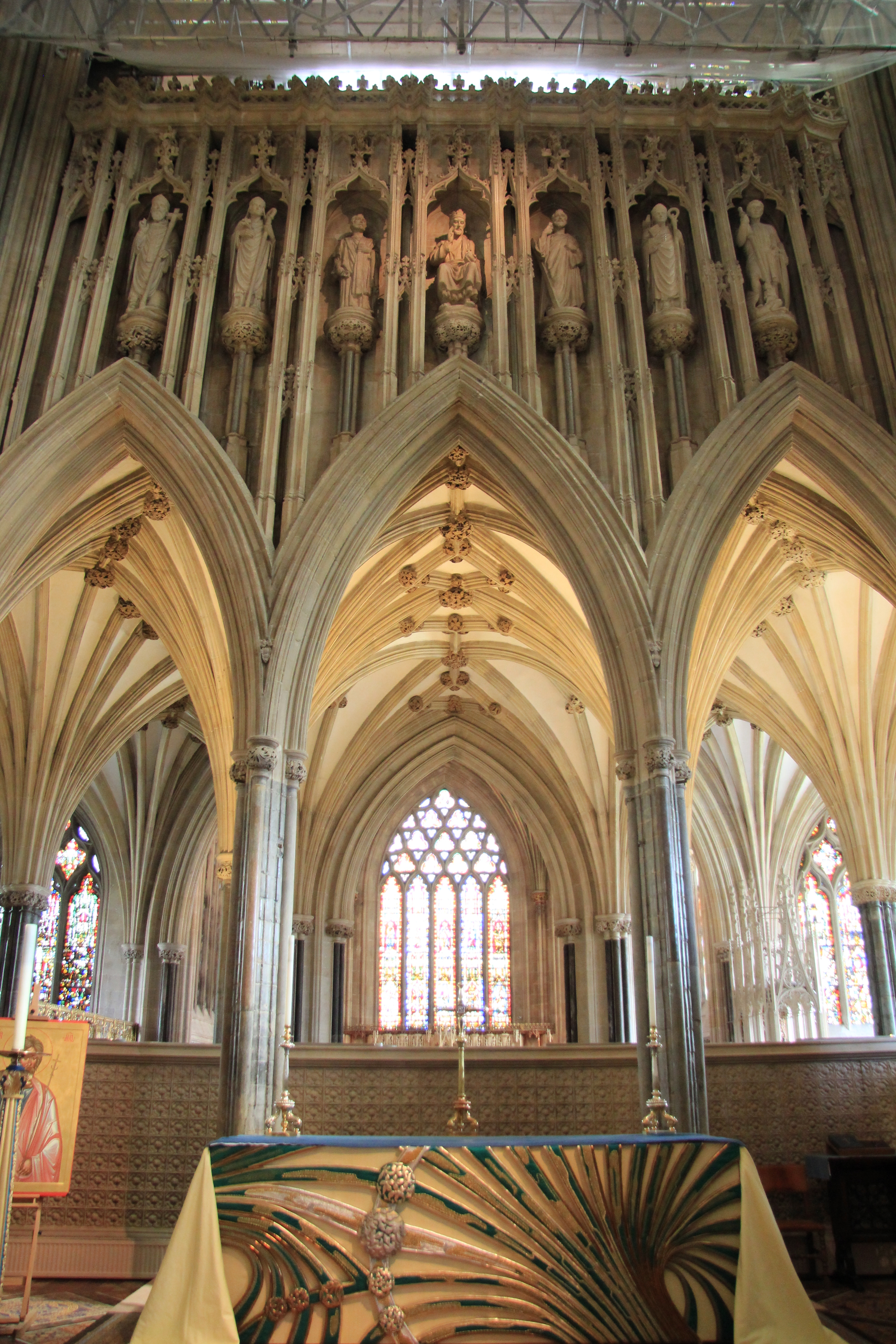
الطرف الشرقي لكاتدرائية ويلز (بدأت عام 1175)
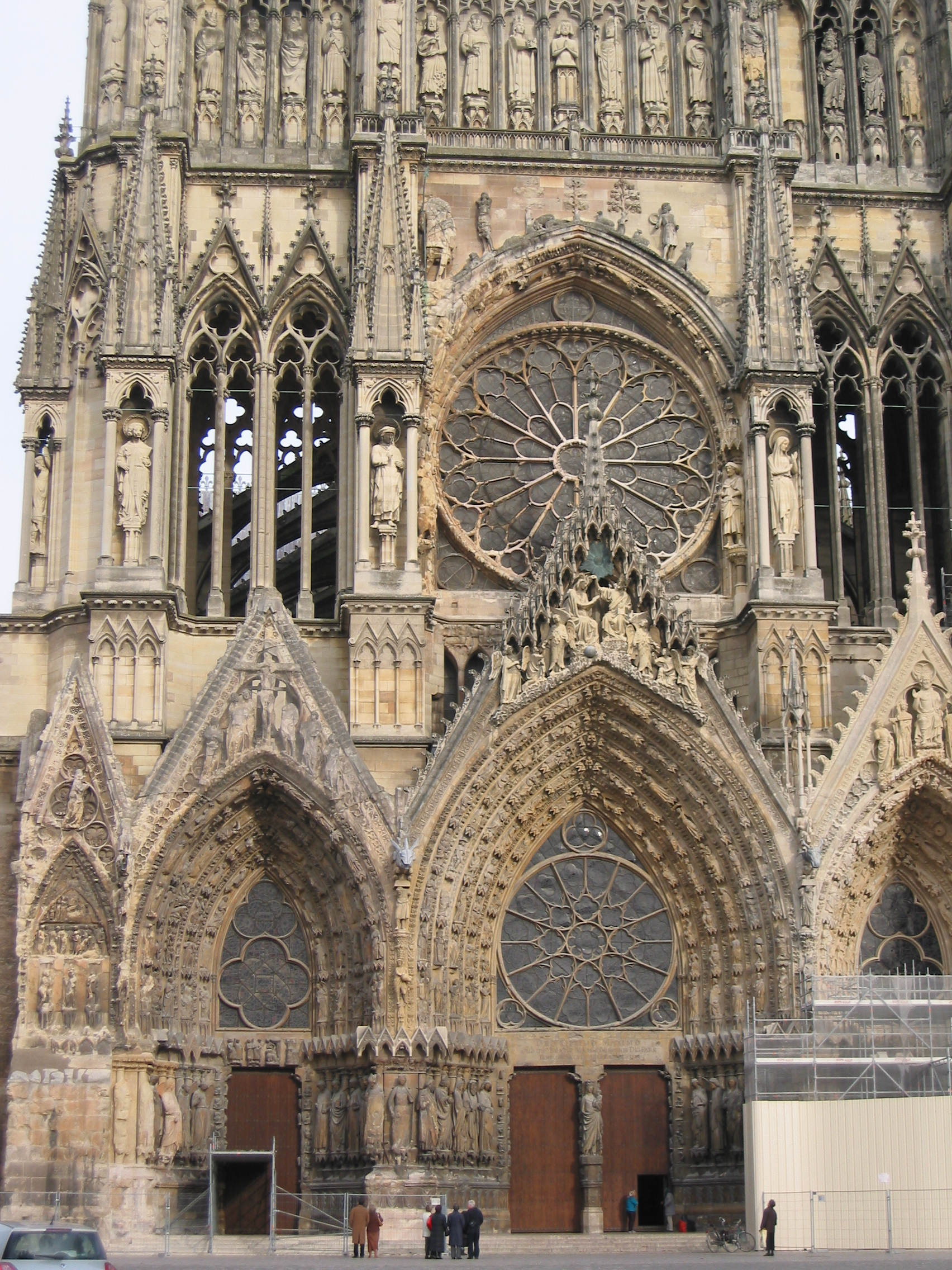
الجهة الغربية من كاتدرائية ريمس، أقواس مدببة داخل أقواس (1211-1275)
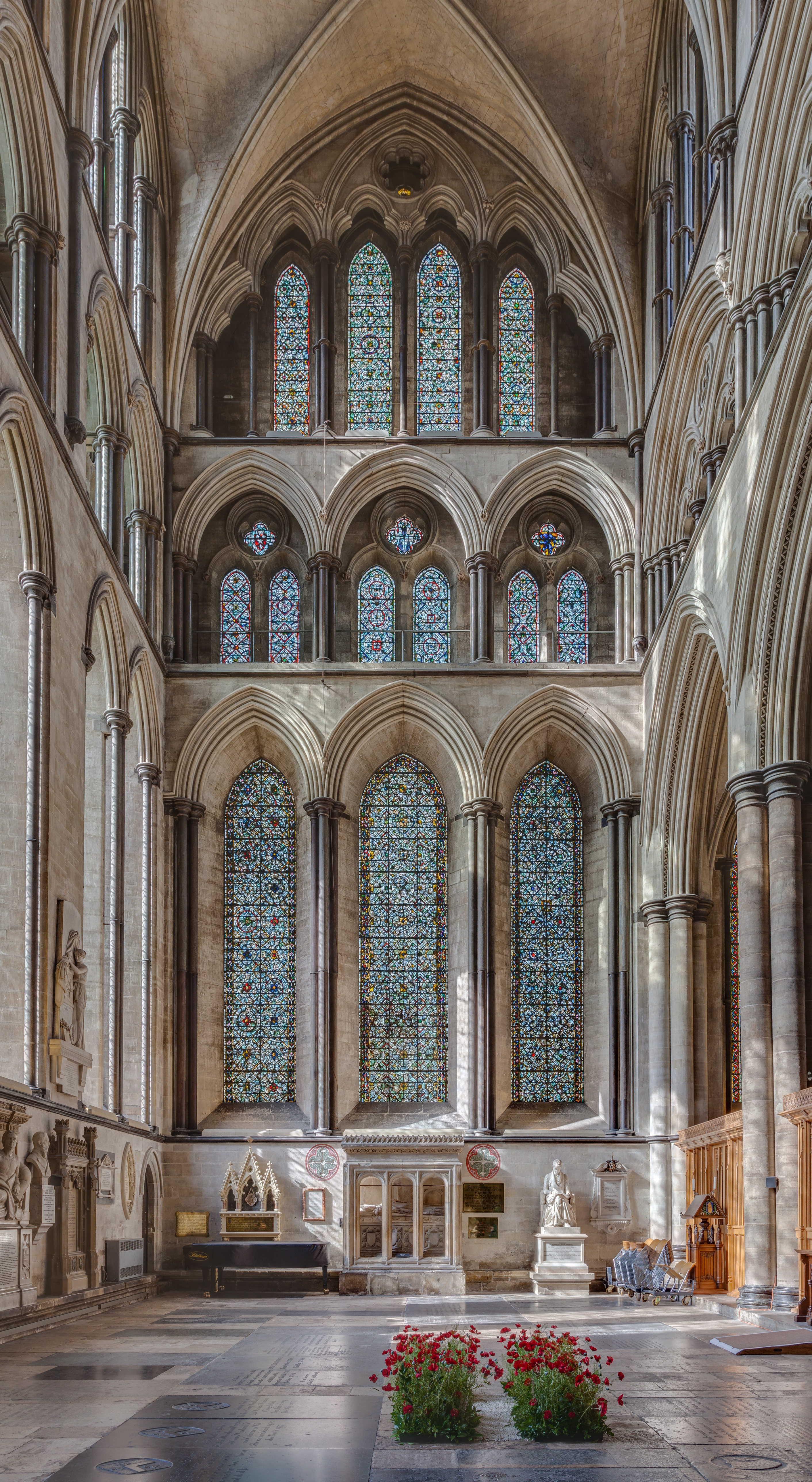
نوافذ لانسيت لجناح كاتدرائية سالزبوري (1220–1258)
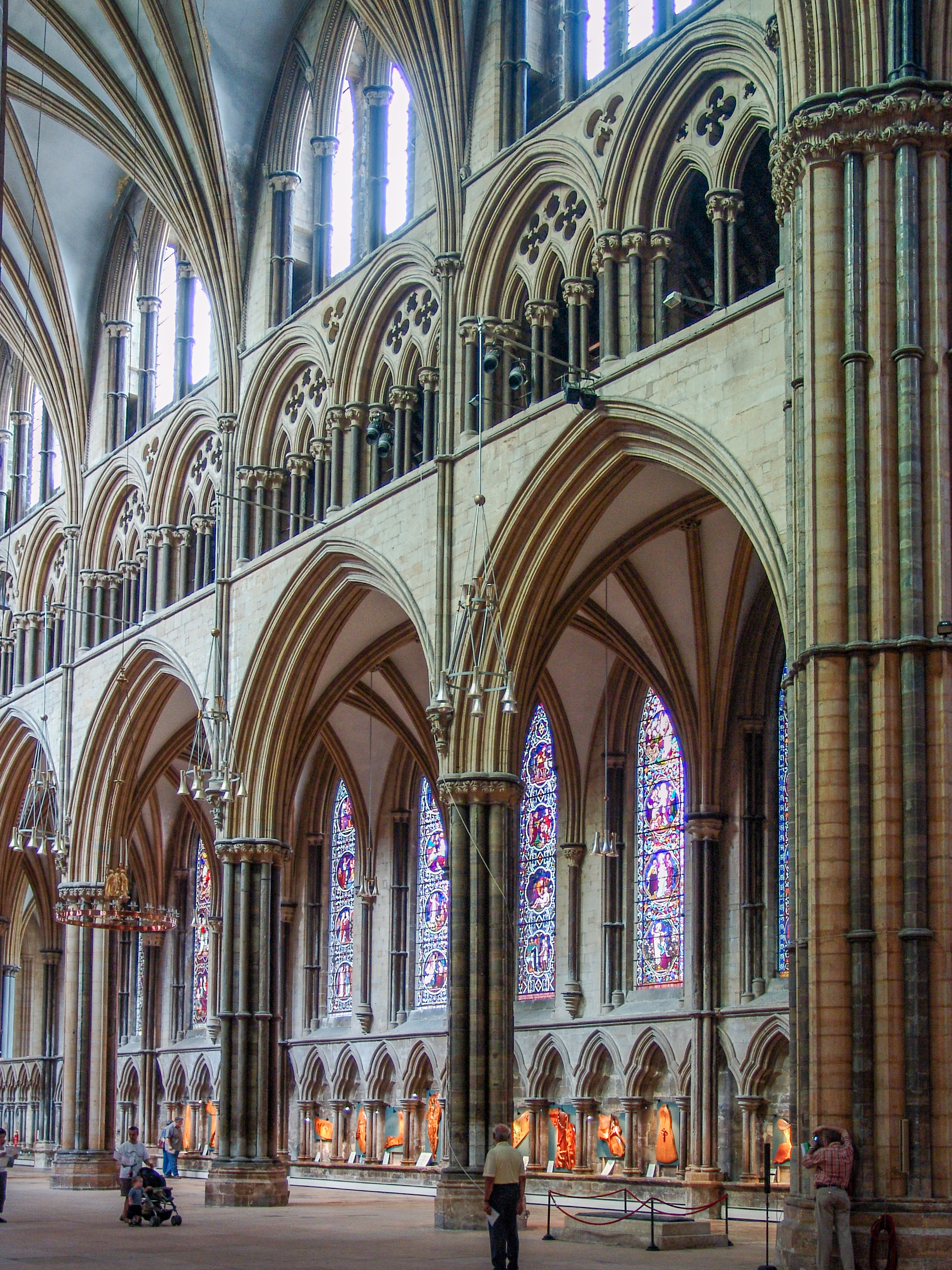
أقواس مدببة في الأروقة، وثلاثي الشكل، وكاتدرائية لينكولن (1185–1311)
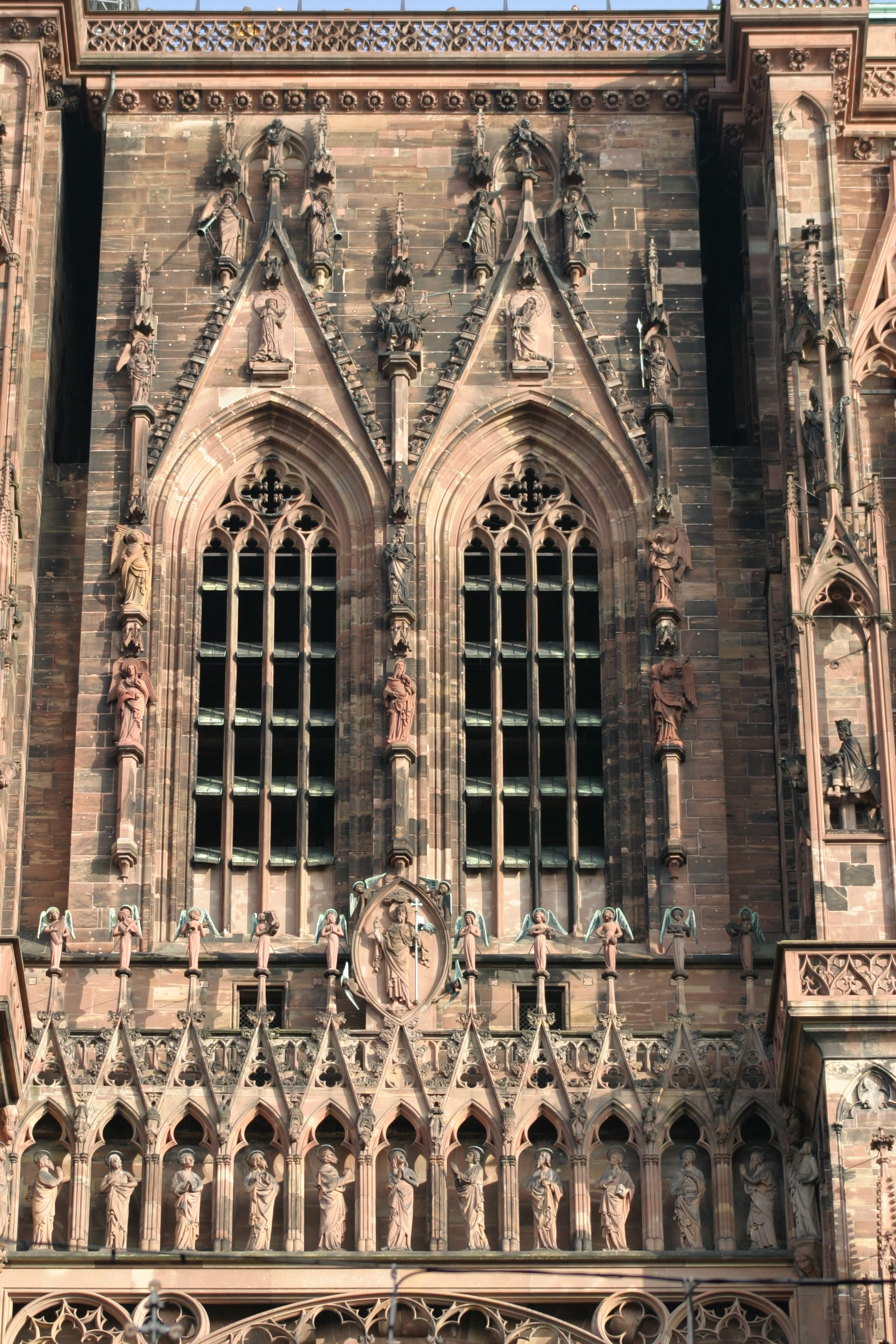
تفاصيل النوافذ وصالات العرض في الواجهة الغربية لكاتدرائية ستراسبورغ (1215-1439)

### القبو المضلع

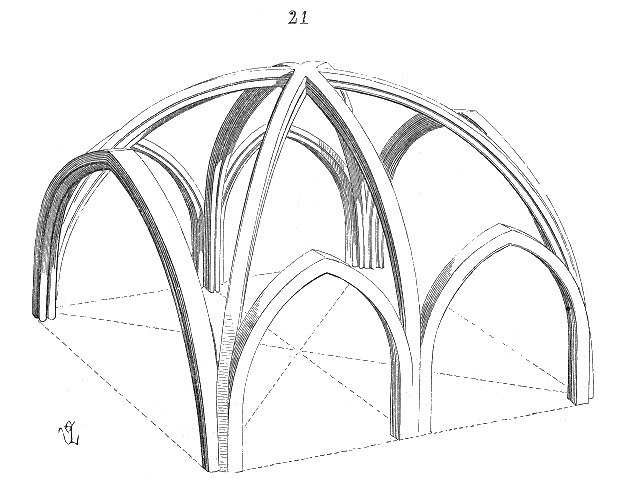
هيكل قبو قوطي مبكر من ستة أجزاء. (رسم بواسطة يوجين فيوليت لو دوك)

كان قبو الضلع القوطي أحد العناصر الأساسية التي جعلت من الممكن تحقيق الارتفاع الكبير والنوافذ الكبيرة ذات الطراز القوطي. على عكس القبو الأسطواني شبه الدائري للمباني الرومانية والرومانيسكية، حيث ضُغط الوزن مباشرة إلى أسفل، وتطلب جدرانًا سميكة ونوافذًا صغيرة، كان القبو القوطي مصنوعًا من أضلاع مقوسة قطرية. وجَهت هذه الأضلاع الدفع إلى الخارج إلى زوايا القبو، وإلى أسفل عبر الأعمدة الرفيعة والأعمدة المجمعة، إلى الأعمدة والأعمدة أدناه. امتلأت المساحة بين الأضلاع بألواح رقيقة من قطع صغيرة من الحجر، والتي كانت أخف بكثير من أقبية الفخذ السابقة. تم مواجهة الدفع الخارجي على الجدران بوزن الدعامات والدعامات الطائرة في وقت لاحق. نتيجة لذلك، لم تعد هناك حاجة للجدران السميكة الضخمة للمباني الرومانية؛ نظرًا لأن الأقبية كانت مدعومة بالأعمدة والدعامات، يمكن أن تكون الجدران أرق وأعلى ومليئة بالنوافذ.

أقبية الأضلاع القوطية السابقة، التي استخدمت في كاتدرائية سانس (بدأت بين 1135 و 1140) ونوتردام دي باريس (بدأت عام 1163)، تم تقسيمها بواسطة الأضلاع إلى ستة أقسام. كان من الصعب جدًا بناؤها، ولم يكن بإمكانها سوى عبور مساحة محدودة. نظرًا لأن كل قبو يغطي خليجين، فقد احتاجوا إلى دعم في الطابق الأرضي من أعمدة ودعامات بديلة. في البناء اللاحق، تم تبسيط التصميم، ولم يكن للأقبية سوى أربع حجرات. تم استبدال الصفوف المتناوبة من الأعمدة والدعامات البديلة التي تستقبل وزن الأقبية بأعمدة بسيطة، كل منها يحمل نفس الوزن. قبو واحد يمكن أن يعبر صحن الكنيسة. تم استخدام هذه الطريقة في كاتدرائية شارتر (1194-1220) وكاتدرائية أميان (التي بدأت عام 1220) وكاتدرائية ريمس. جعلت الأقبية المكونة من أربعة أجزاء من الممكن أن يكون المبنى أعلى. نوتردام دي باريس، بدأت عام 1163 بقبو من ستة أجزاء، وصل ارتفاعها إلى 35 مترًا (115 قدمًا). بدأت كاتدرائية أميان عام 1220 باستخدام الأضلاع الاحدث المكونة من أربعة أجزاء، وبلغ ارتفاعها 42.3 مترًا (139 قدمًا) في الجناح.

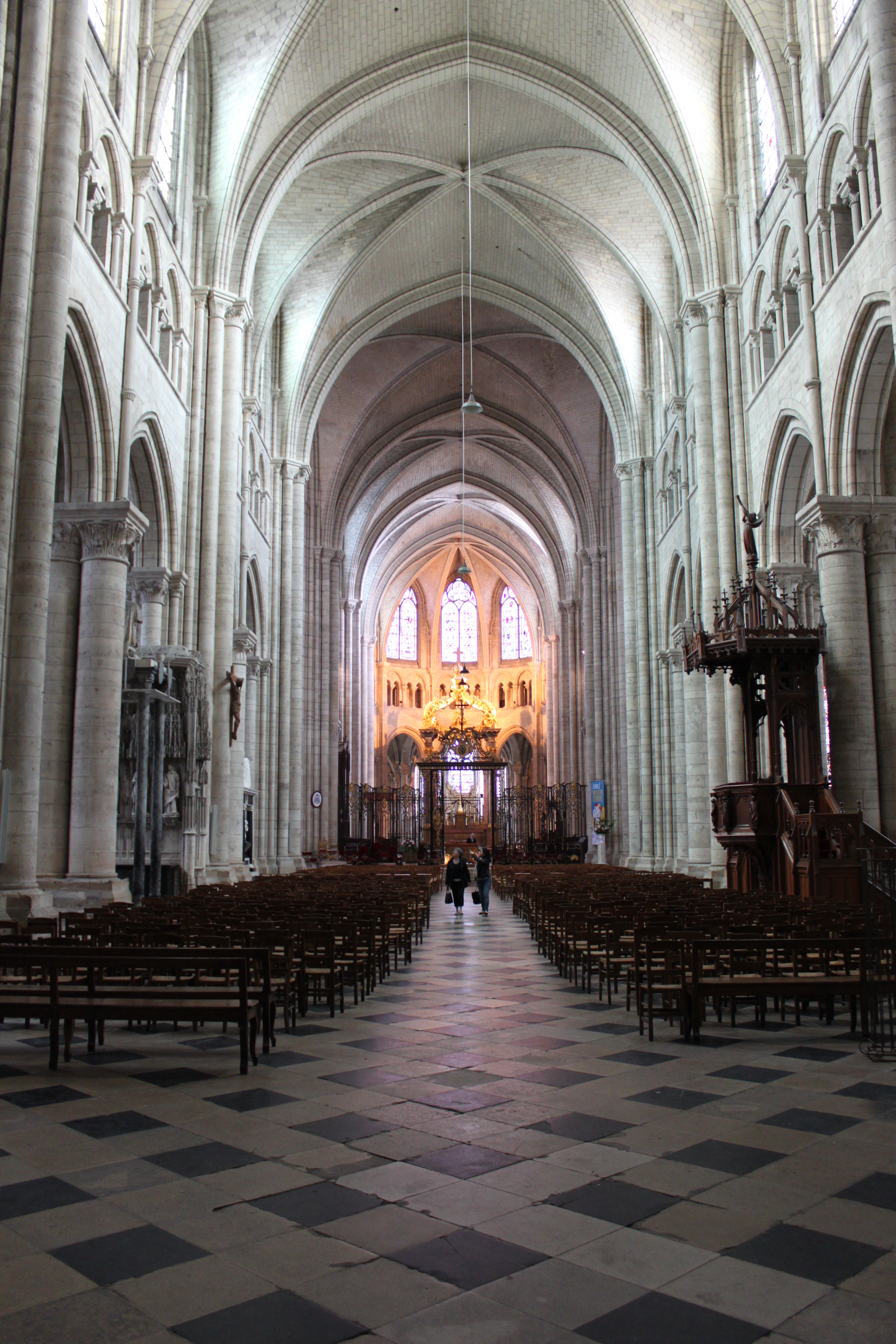
الأقبية المبكرة المكونة من ستة أجزاء في كاتدرائية سانس (1135-1164)
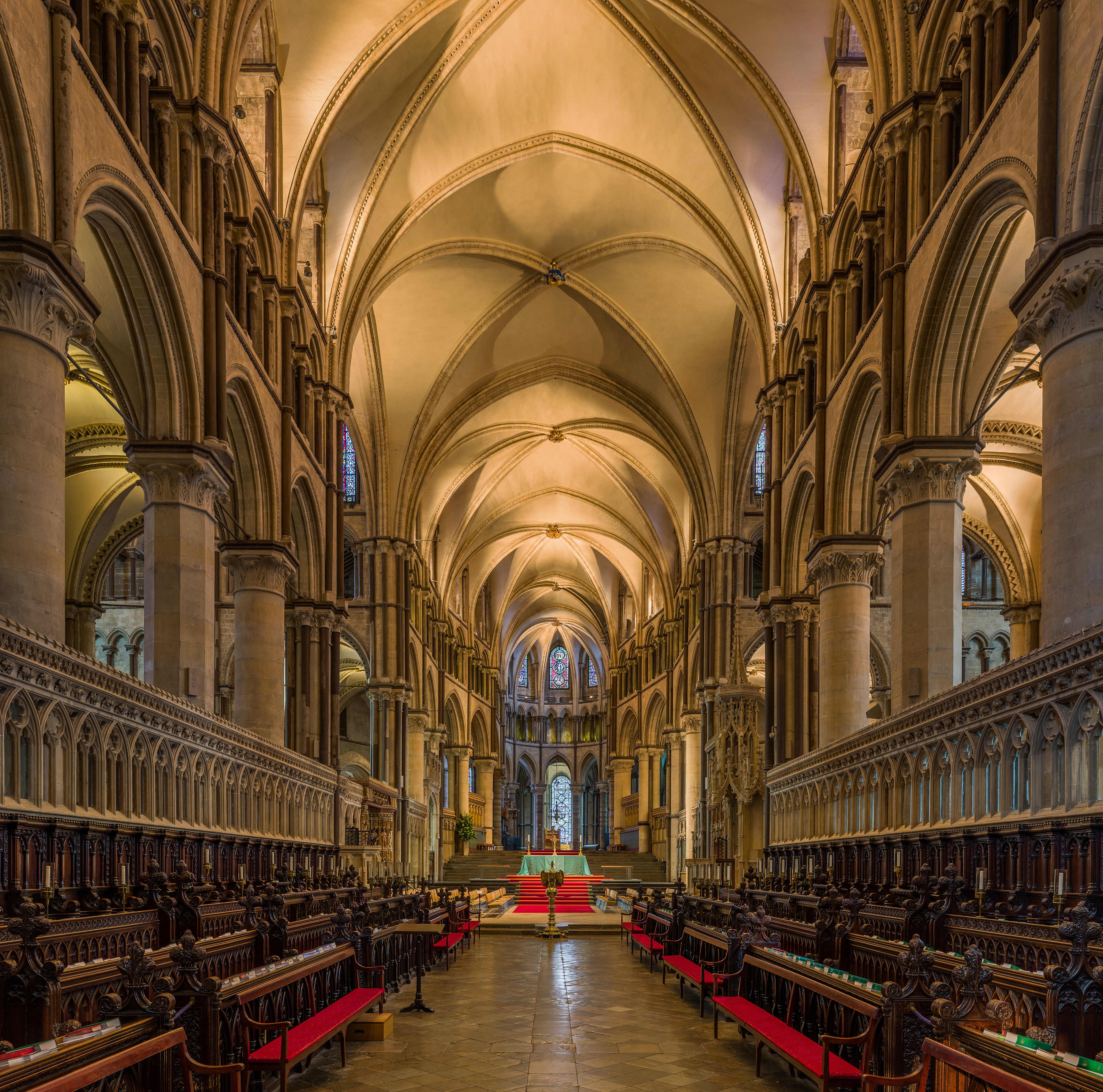
الأقبية المضلعة لجوقة كاتدرائية كانتربري (1174-1177)
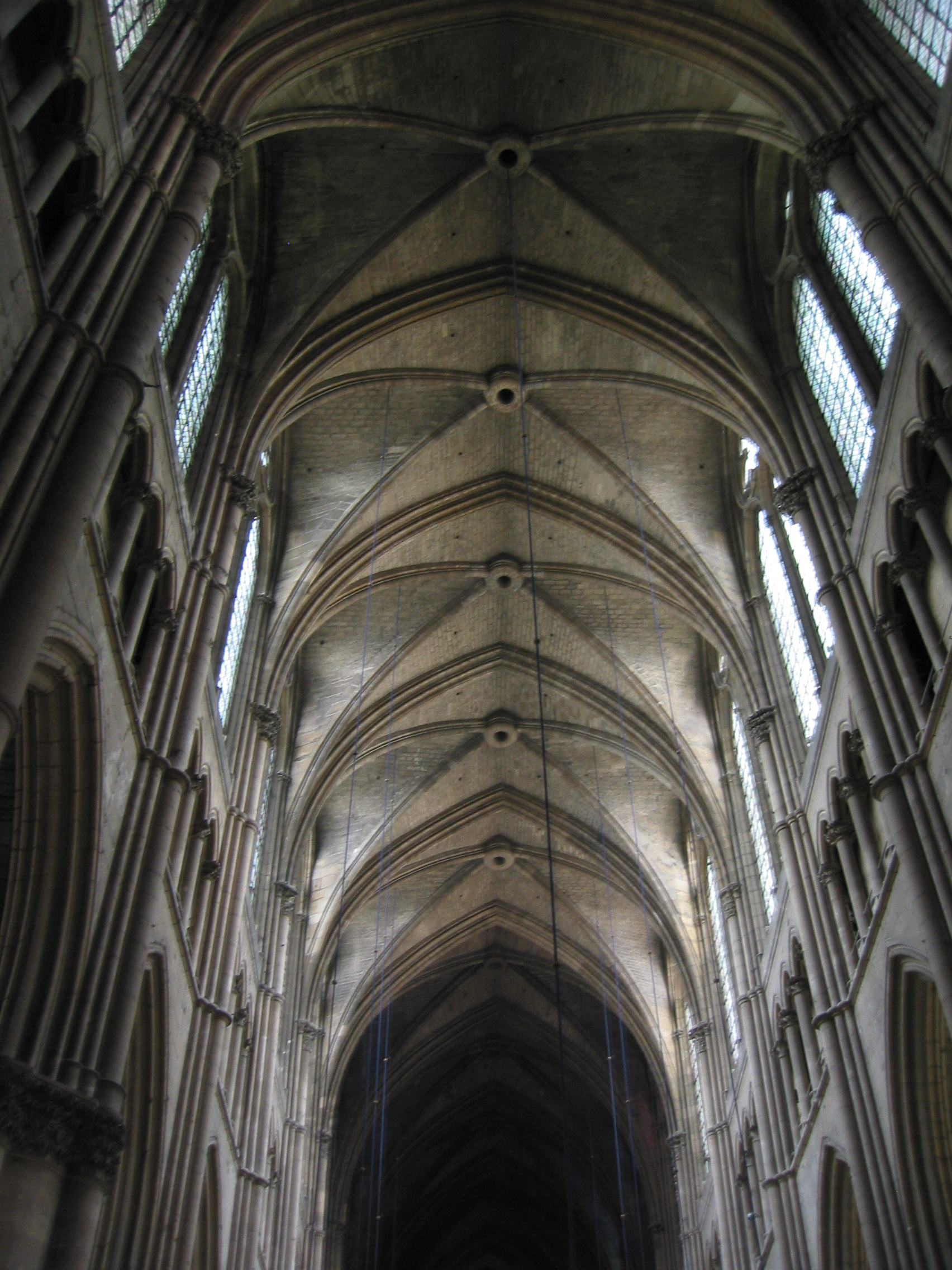
قبو مضلع مكون من أربعة أجزاء في صحن كاتدرائية ريمس (1211-1275)
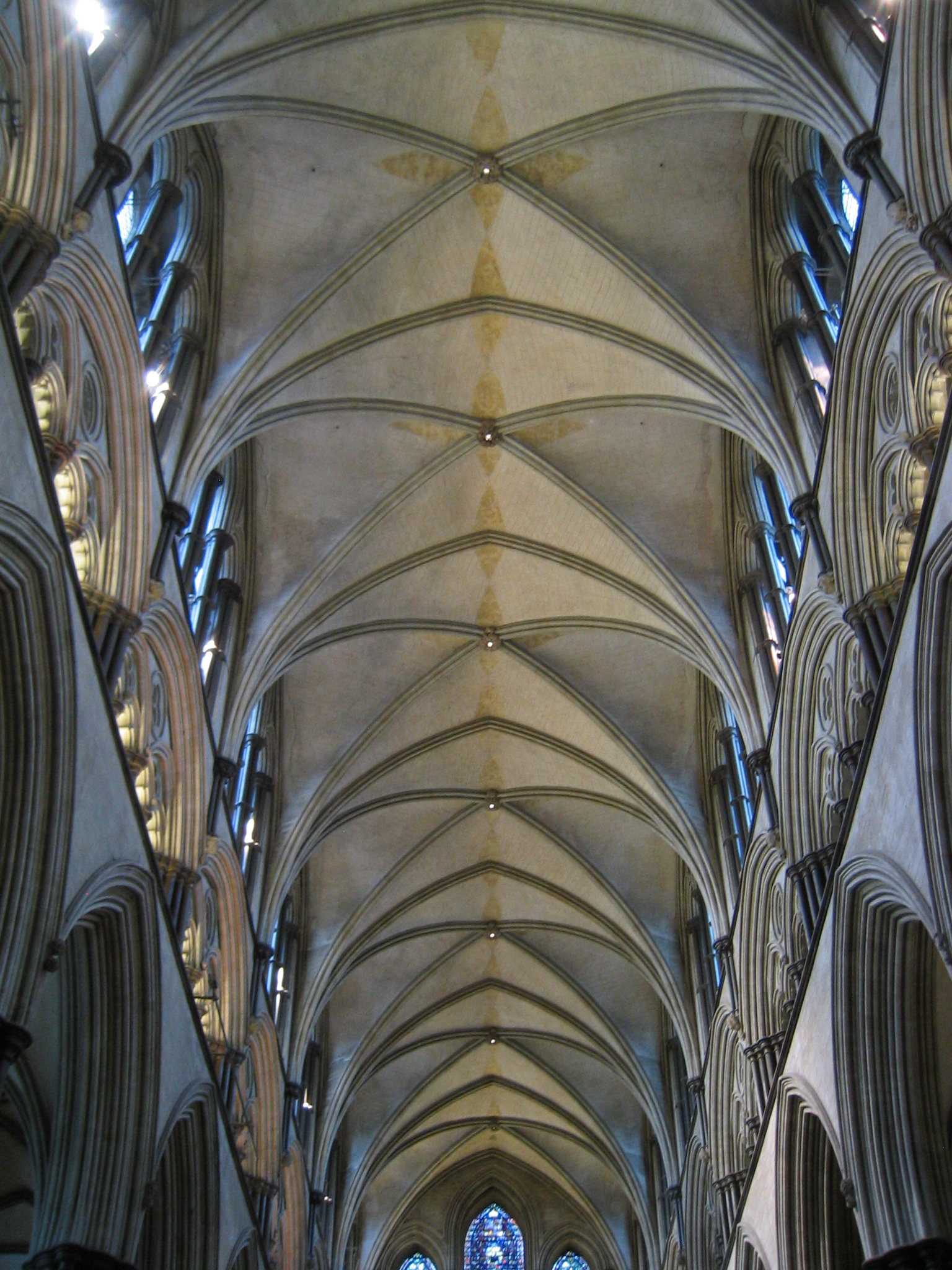
كاتدرائية سالزبوري - قبو مستطيل الشكل من أربعة أجزاء فوق خليج واحد (1220–1258)

### أقبية لاحقة (القرنين الثالث عشر والخامس عشر)
في فرنسا، كان القبو المُضلع المكون من أربعة أجزاء، مع قطرين متقاطعين في الوسط، هو النوع المستخدم بشكل حصري تقريبًا حتى نهاية الفترة القوطية. ومع ذلك، في إنجلترا، تم اختراع العديد من الأقبية الخيالية الجديدة التي كانت لها ميزات زخرفية أكثر تفصيلاً. وأصبحوا توقيعًا للأنماط القوطية الإنجليزية اللاحقة
كان أول هذه الأقبية الجديدة يحتوي على ضلع إضافي، يسمى تيرسرون، والذي يمر عبر منتصف القبو. ظهرت لأول مرة في أقبية جوقة كاتدرائية لينكولن في نهاية القرن الثاني عشر، وكاتدرائية وورسيستر عام 1224، ثم الجناح الجنوبي لكاتدرائية ليتشفيلد.
جلب القرن الرابع عشر اختراع عدة أنواع جديدة من الأقبية التي كانت تزين أكثر فأكثر.  غالبًا ما كانت هذه الأقبية تنسخ أشكال الزخرفة المتقنة للأنماط القوطية المتأخرة. وشمل ذلك القبو النجمي، حيث تُشكل مجموعة من الأضلاع الإضافية بين الضلوع الرئيسية تصميمًا نجميًا. تم العثور على أقدم أقبية من هذا النوع في سرداب القديس ستيفن في قصر وستمنستر، الذي بني حوالي عام 1320. النوع الثاني كان يسمى القبو الشبكي، والذي يحتوي على شبكة من الأضلاع الإضافية المزخرفة، من مثلثات وأشكال هندسية أخرى، موضوعة بين أو فوق أضلاع التحويل. تم استخدام هذه لأول مرة في جوقة كاتدرائية بريستول في حوالي عام 1311. ظهر شكل قوطي آخر متأخر، قبو المروحة، مع انتشار الأضلاع للأعلى وللخارج، في وقت لاحق في القرن الرابع عشر. ومن الأمثلة على ذلك دير كاتدرائية جلوستر (حوالي 1370).
شكل جديد آخر هو قبو الهيكل العظمي، الذي ظهر بأسلوب الزخرفة الإنجليزية. يحتوي على شبكة إضافية من الأضلاع، مثل أضلاع المظلة، التي تتقاطع مع القبو ولكنها متصلة بها مباشرة فقط في نقاط معينة. ظهرت في كنيسة صغيرة بكاتدرائية لنكولن عام 1300.  ثم العديد من الكنائس الإنجليزية الأخرى. تم اعتماد هذا النمط من القبو في القرن الرابع عشر على وجه الخصوص من قبل المهندسين المعماريين الألمان، وخاصة بيتر بارلر، وفي أجزاء أخرى من وسط أوروبا. يوجد آخر في الشرفة الجنوبية لكاتدرائية براغ.

ظهرت الأقبية المتقنة أيضًا في العمارة المدنية. مثال على ذلك هو سقف القاعة الكبرى لفلاديمير في قلعة براغ في بوهيميا التي صممها بينيديكت ريد في عام 1493. تلتف الأضلاع وتتشابك في أنماط خيالية، والتي أطلق عليها النقاد فيما بعد «روكوكو جوثيك».

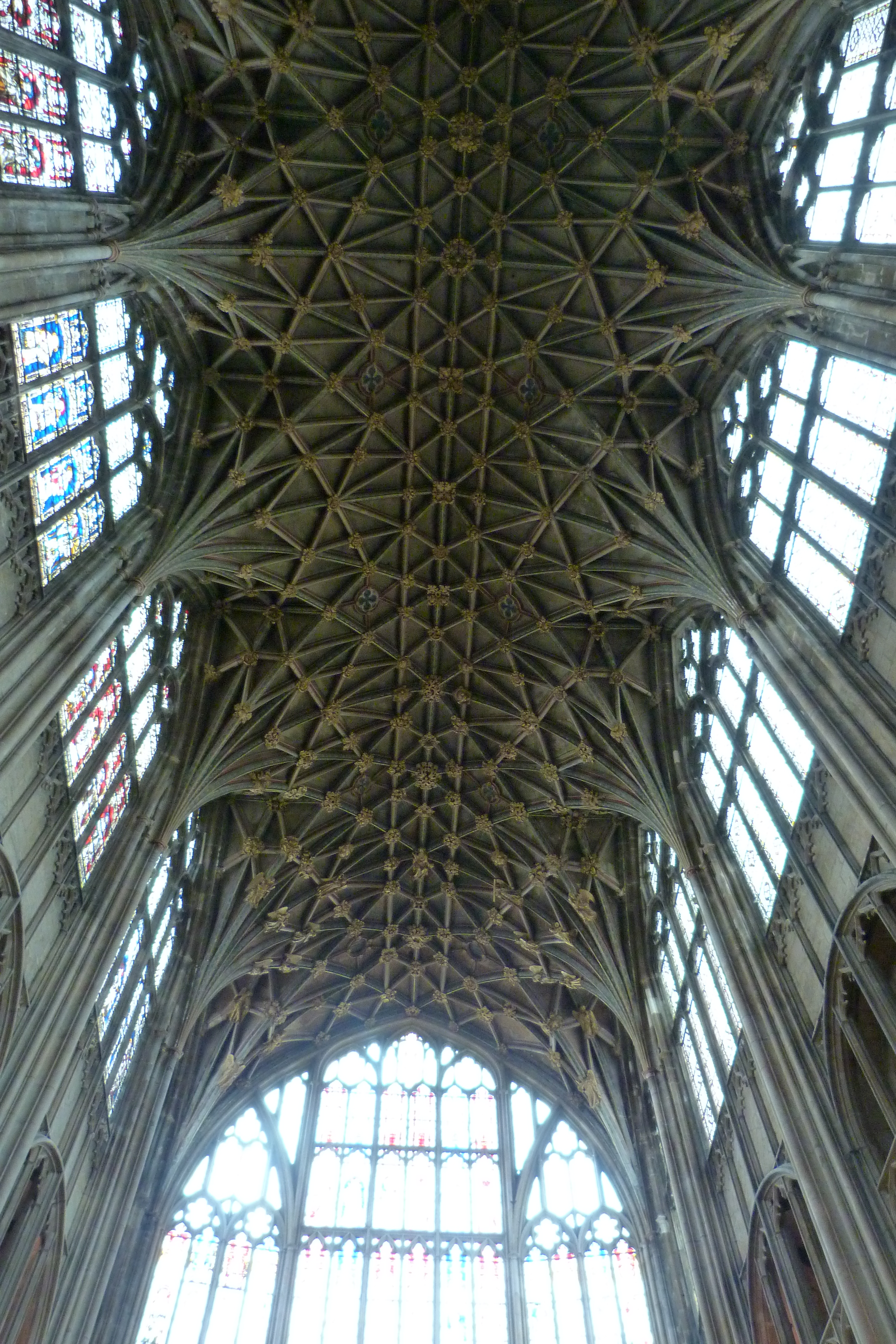
أقبية ليرن بكاتدرائية غلوستر (عمودي قوطي)
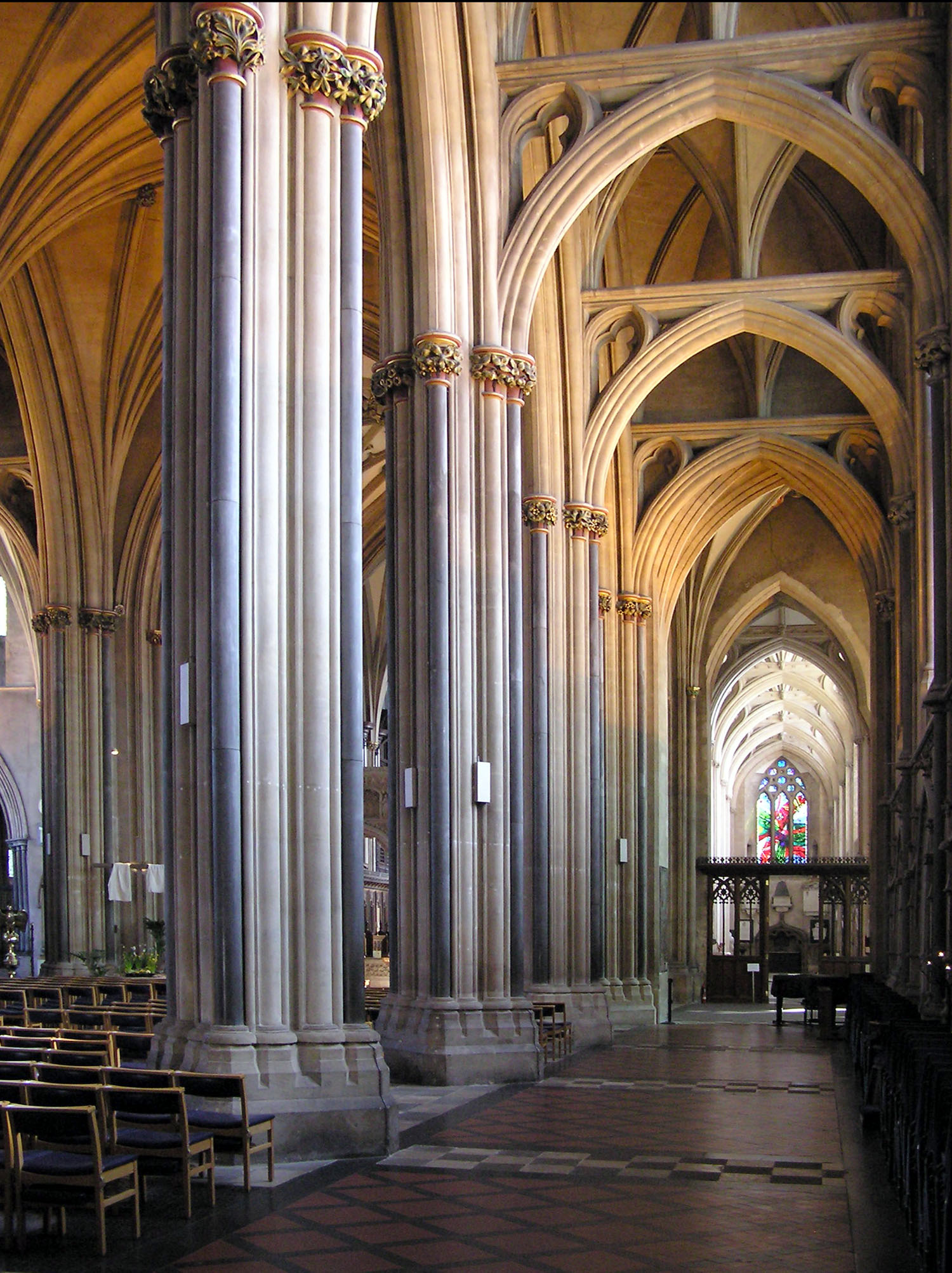
قبو هيكلي في ممر كاتدرائية بريستول (حوالي 1311-1340)
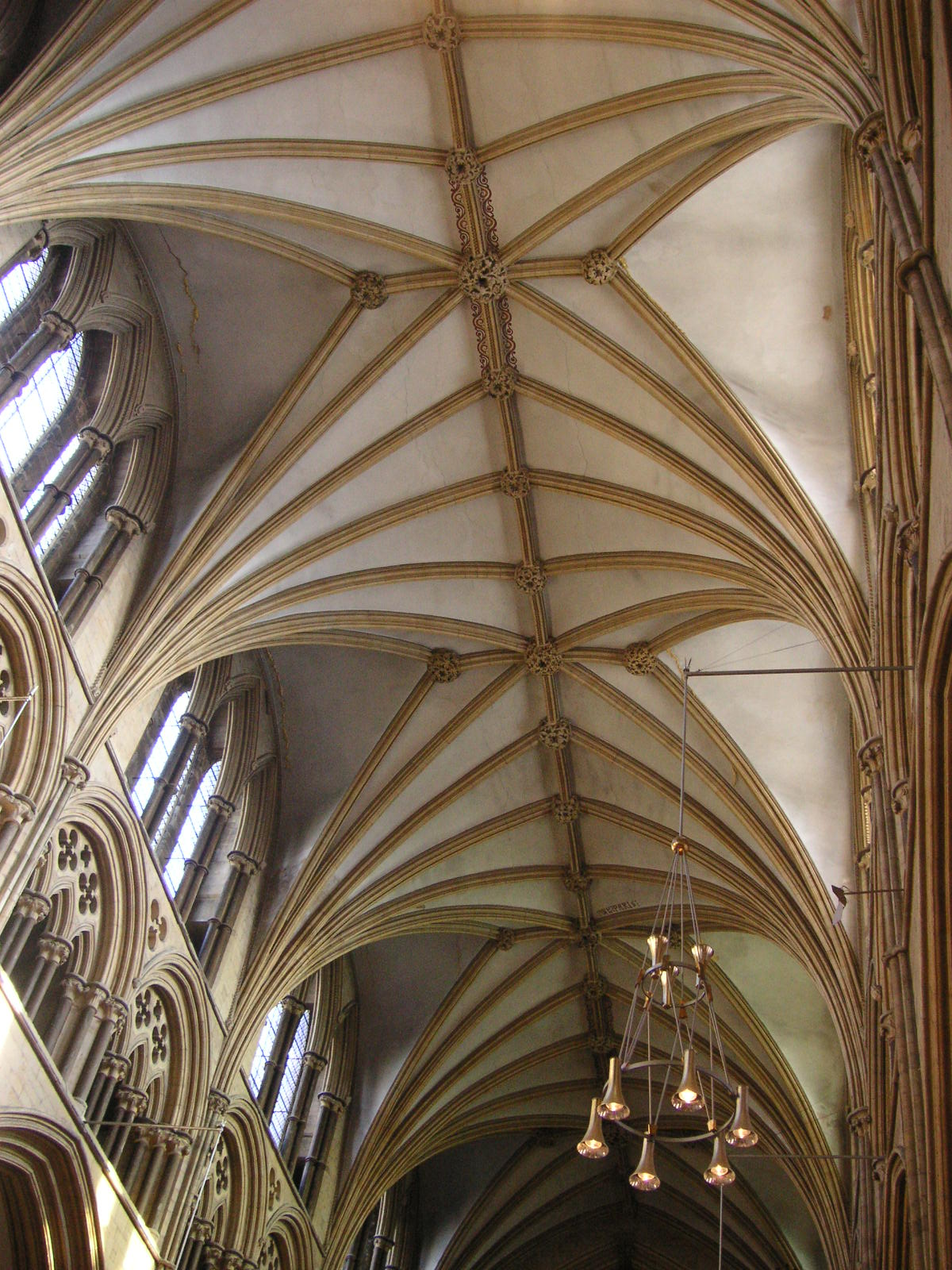
كاتدرائية لينكولن- شكل رباعي، مع أضلاع تيرسيرون وضلع الوسط المُنحني المحُدب.
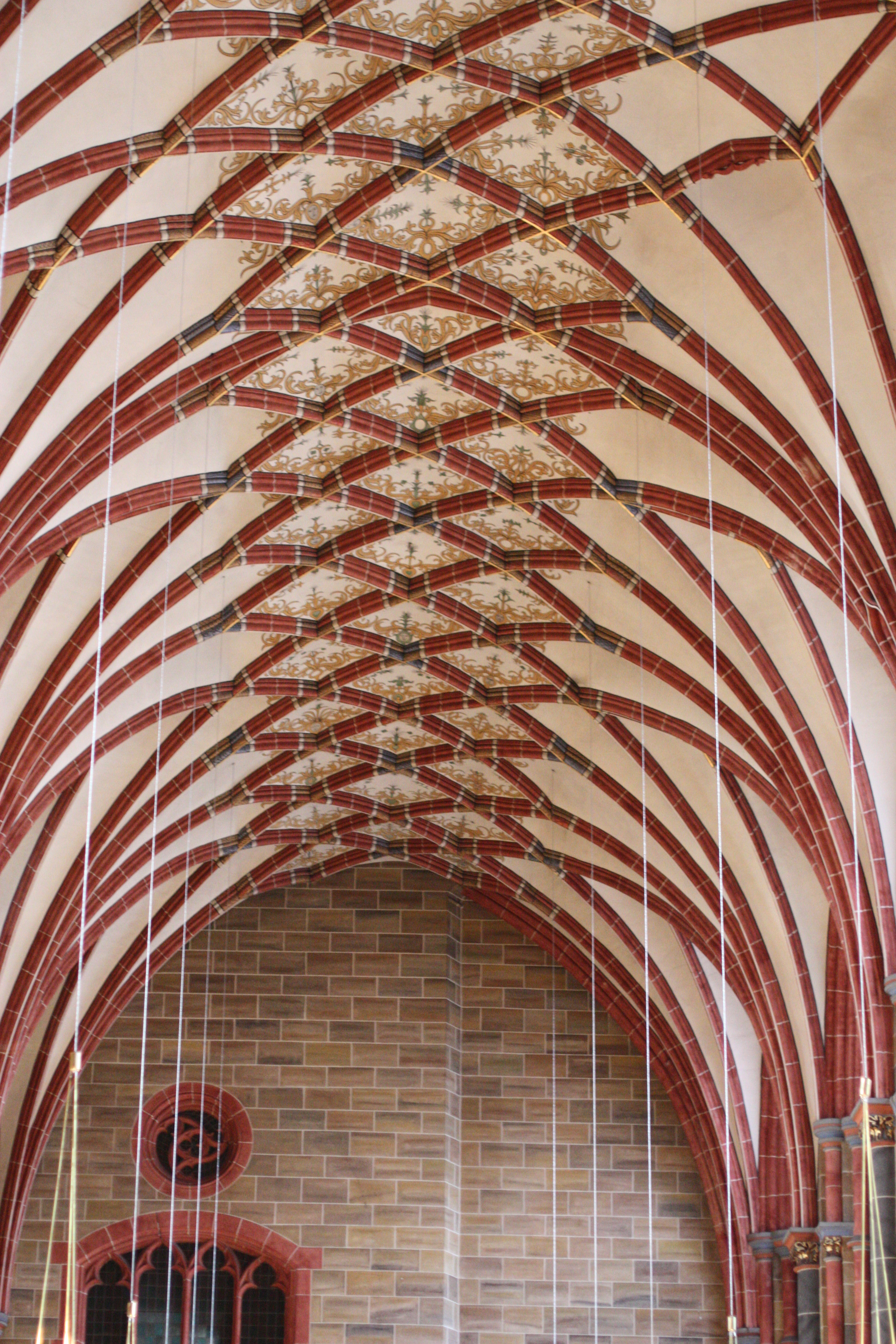
كاتدرائية بريمن- الممر الشمالي، قبو شبكي (شبكي) مع أضلاع متقاطعة.
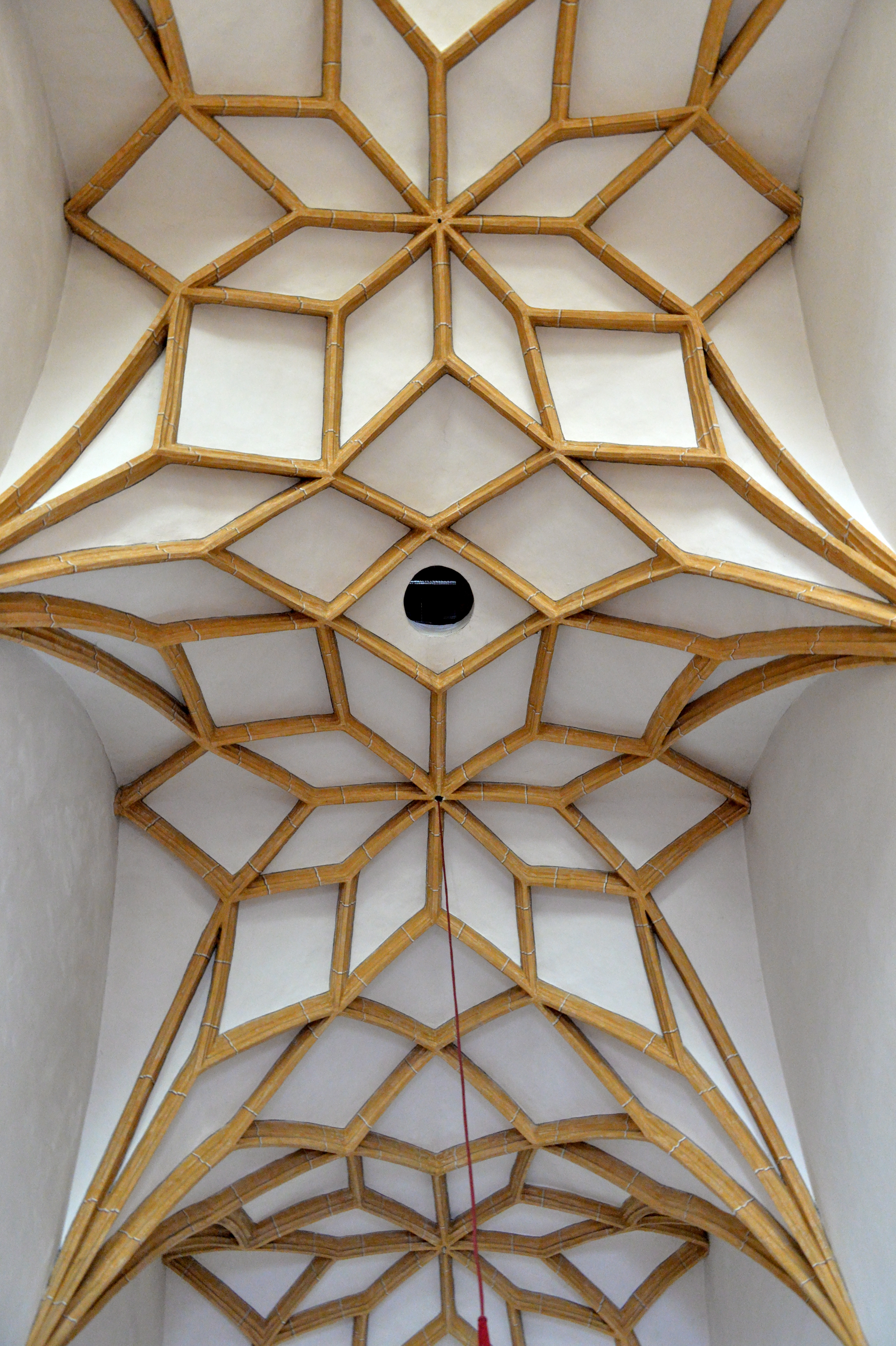
كنيسة العذراء، سانت مارين، النمسا- قبو نجمة مع أضلاع ليرن المتقاطعة.
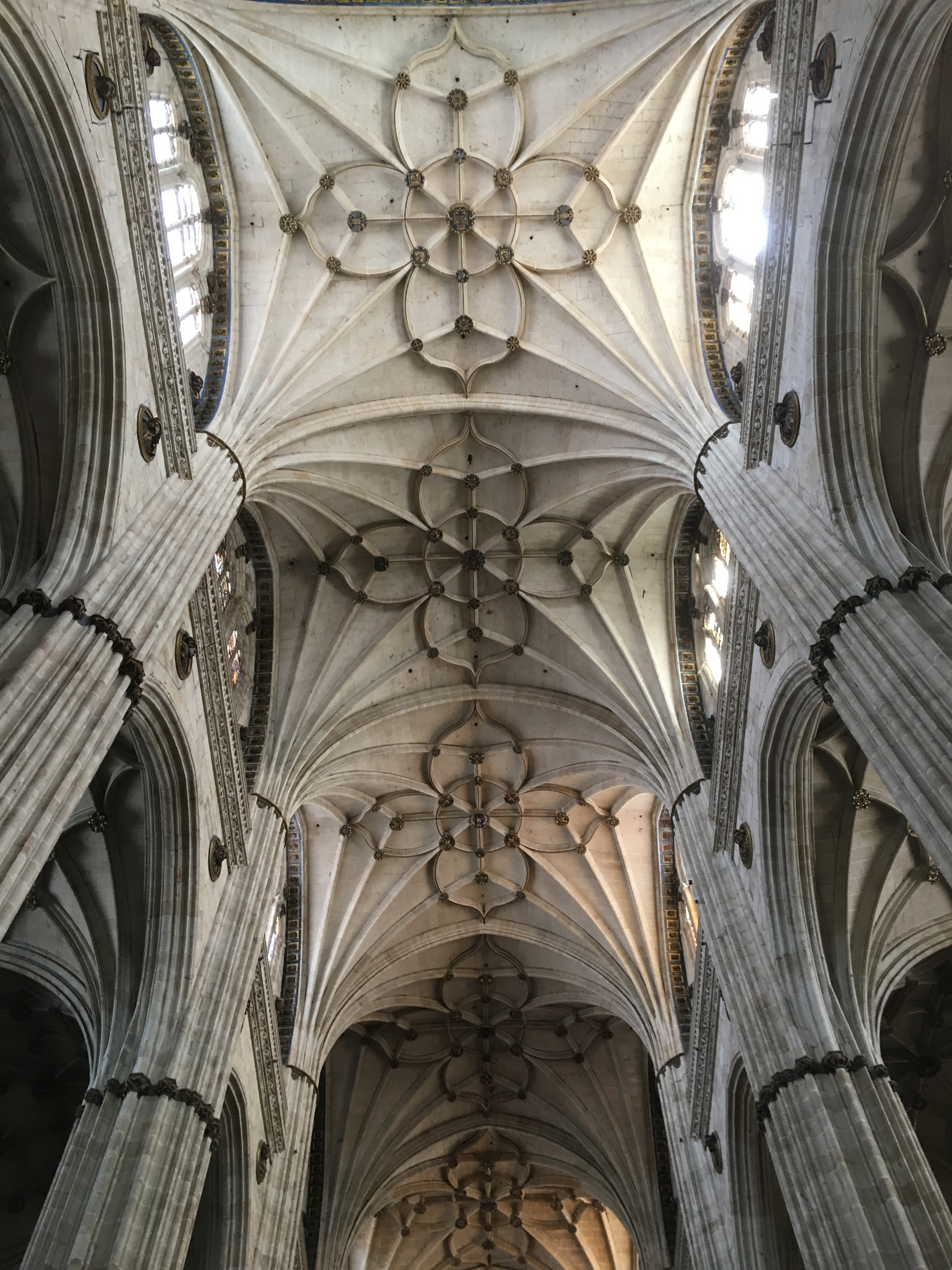
كاتدرائية سالامانكا، إسبانيا أضلاع مُبهرجة دائرية الشكل على شكل حرف S. (القرن السادس عشر- الثامن عشر)
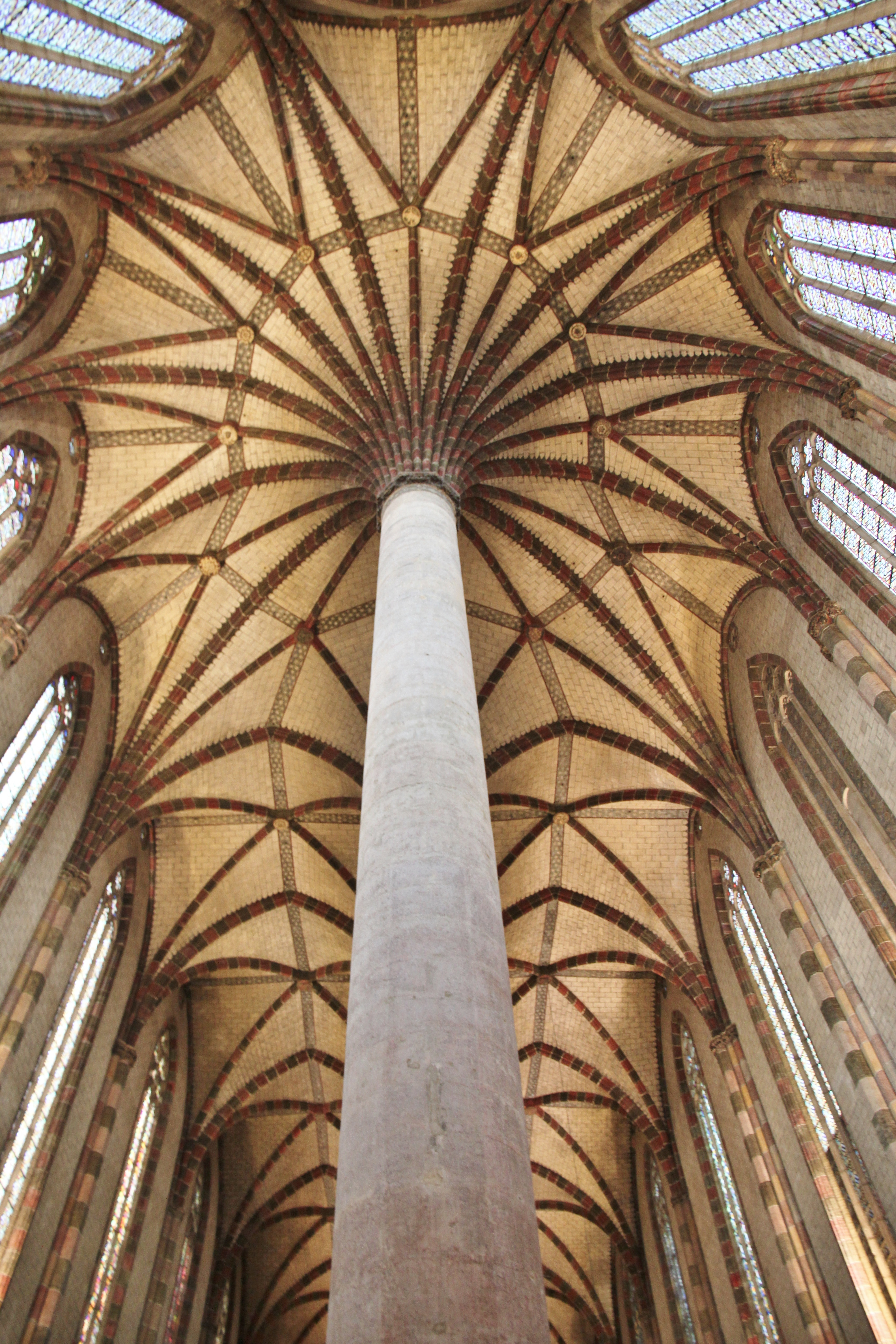
كنيسة اليعاقبة، تولوز - قبو شجرة النخيل (1275-1292)
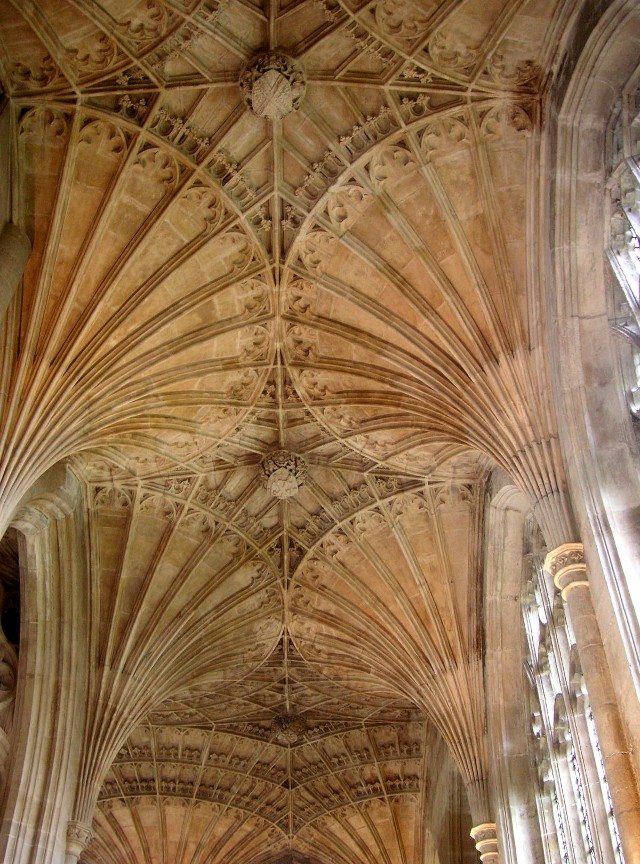
كاتدرائية بيتربورو، ريتروشوار- أقبية المروحة المتقاطعة
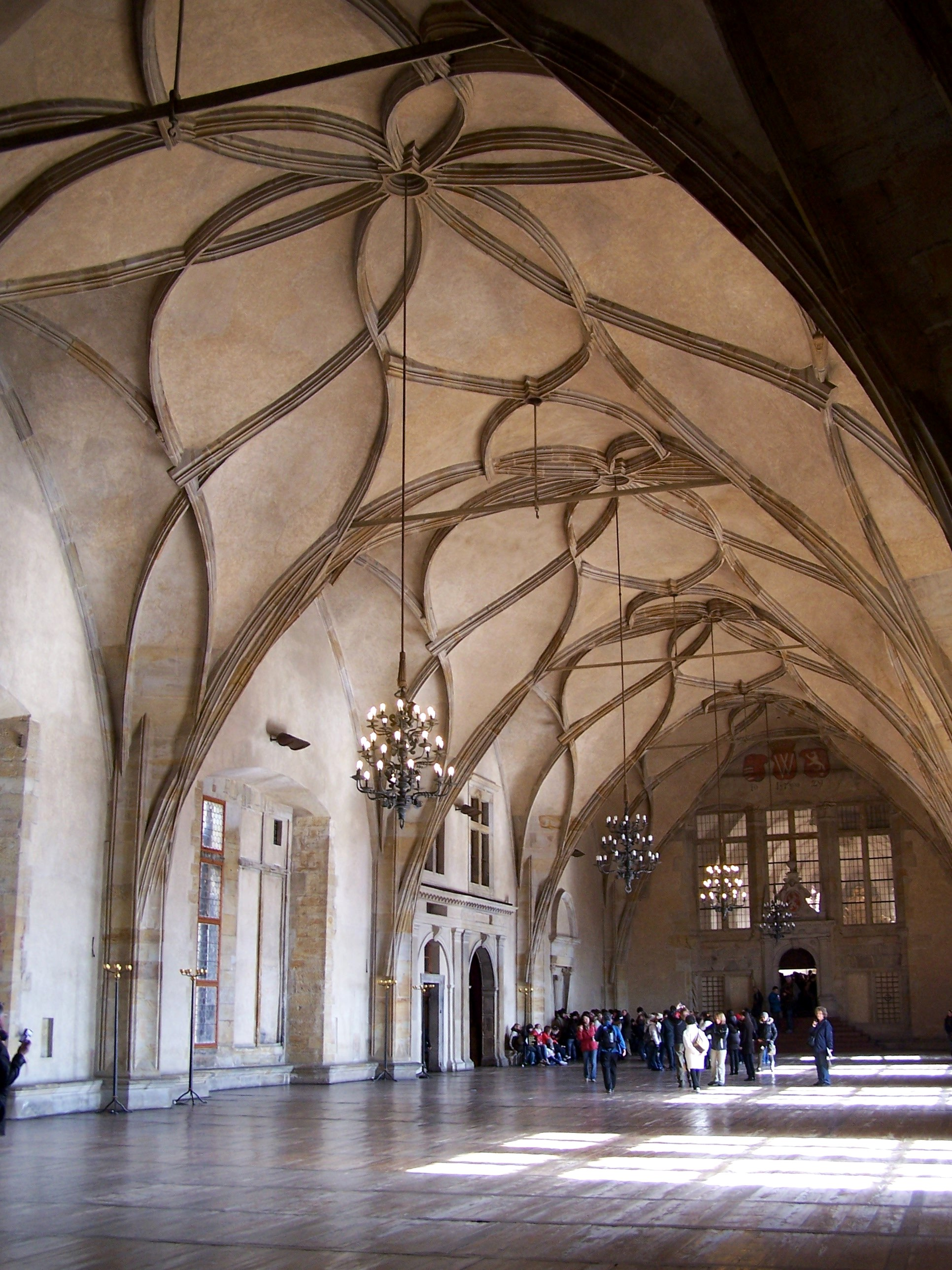
أقبية "روكوكو جوثيك" بقاعة فلاديسلاف بقلعة براغ (1493)

### الدعامات الطائرة
الدعامات الطائرة المقال الرئيسي: دعامة طائرة
كانت إحدى السمات المهمة للعمارة القوطية هي الدعامة الطائرة، وهي عبارة عن نصف قوس خارج المبنى يحمل وزن السقف أو الأقبية بالداخل فوق سقف أو ممر إلى عمود حجري ثقيل. تم وضع الدعامات في صفوف على جانبي المبنى، وغالبًا ما تعلوها قمم من الحجر الثقيل، لإعطاء وزن إضافي ولزخرفة إضافية.
كانت الدعامات موجودة منذ العصر الروماني، وعادة ما يتم وضعها مباشرة عكس المبنى، لكن الأقبية القوطية كانت أكثر تطوراً. في الهياكل اللاحقة، غالبًا ما كان للدعامات عدة أقواس، يصل كل منها إلى مستوى مختلف من الهيكل. سمحت الدعامات للمباني بأن تكون أطول، وأن يكون لها جدران أرق، مع مساحة أكبر للنوافذ.
بمرور الوقت، أصبحت الدعامات والقمم أكثر تفصيلاً لدعم التماثيل والديكورات الأخرى، كما في كاتدرائية بوفيه وكاتدرائية ريمس. كان للأقواس غرض عملي إضافي؛ كانت تحتوي على قنوات تصريف التي تنقل مياه الأمطار من السطح؛ ويخرج من أفواه الغرغرة الحجرية الموضوعة في صفوف على الدعامات.

تم استخدام الدعامات الطائرة بشكل أقل تواتراً في إنجلترا، حيث كان التركيز على الطول أكثر من الارتفاع. أحد الأمثلة على الدعامات الإنجليزية كانت كاتدرائية كانتربري، التي أعيد بناء جوقة ودعاماتها على الطراز القوطي من قبل ويليام أوف سينس وويليام الإنجليزي. ومع ذلك، فقد حظيت بشعبية كبيرة في ألمانيا: تم تزيين الدعامات في كاتدرائية كولونيا ببذخ بتماثيل وزخارف أخرى، وكانت سمة بارزة في المظهر الخارجي.

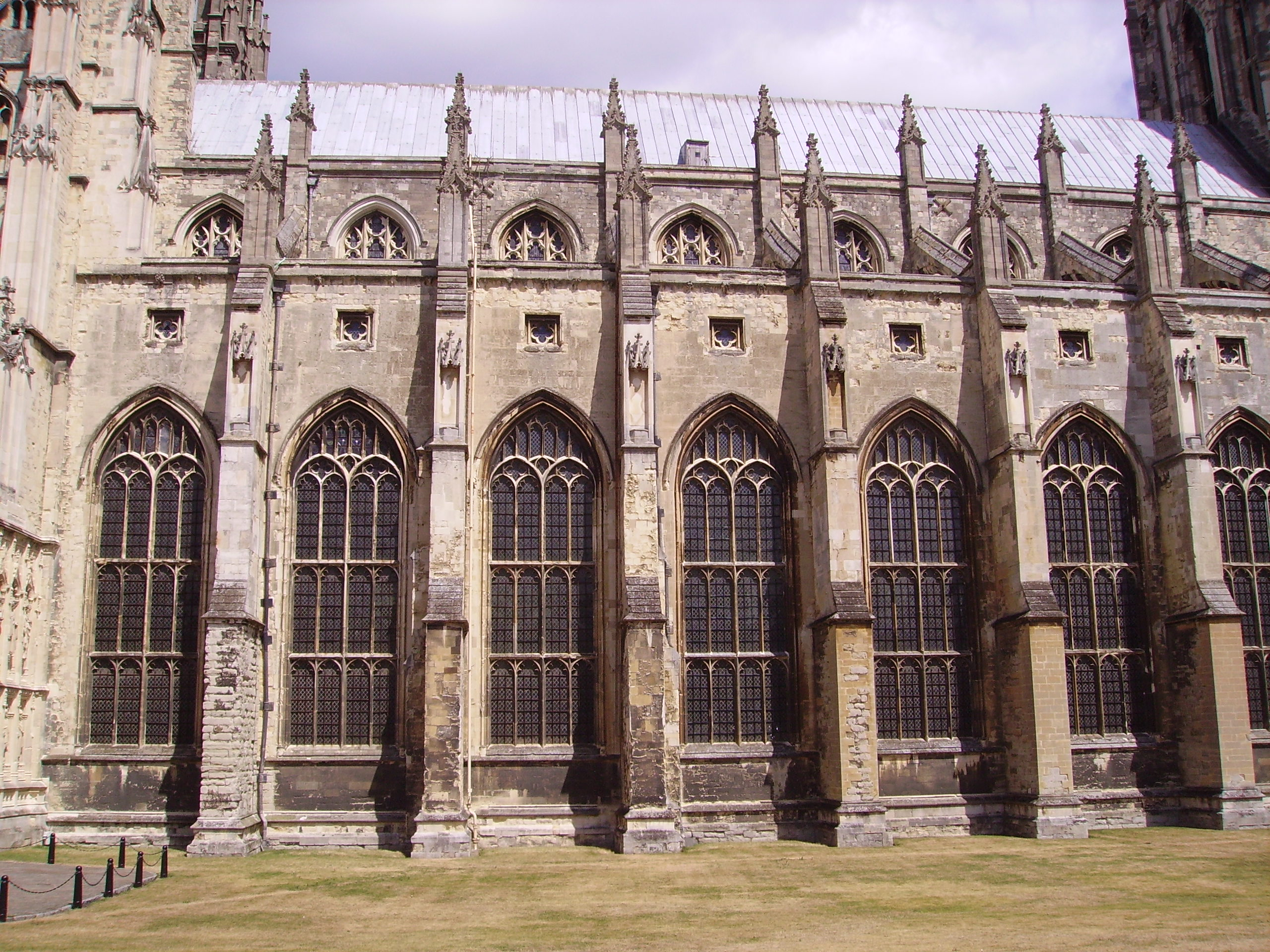
كاتدرائية كانتربري ذات دعامات حائط بسيطة ودعامات طائرة (أعيد بناؤها إلى الطراز القوطي 1174-1177)
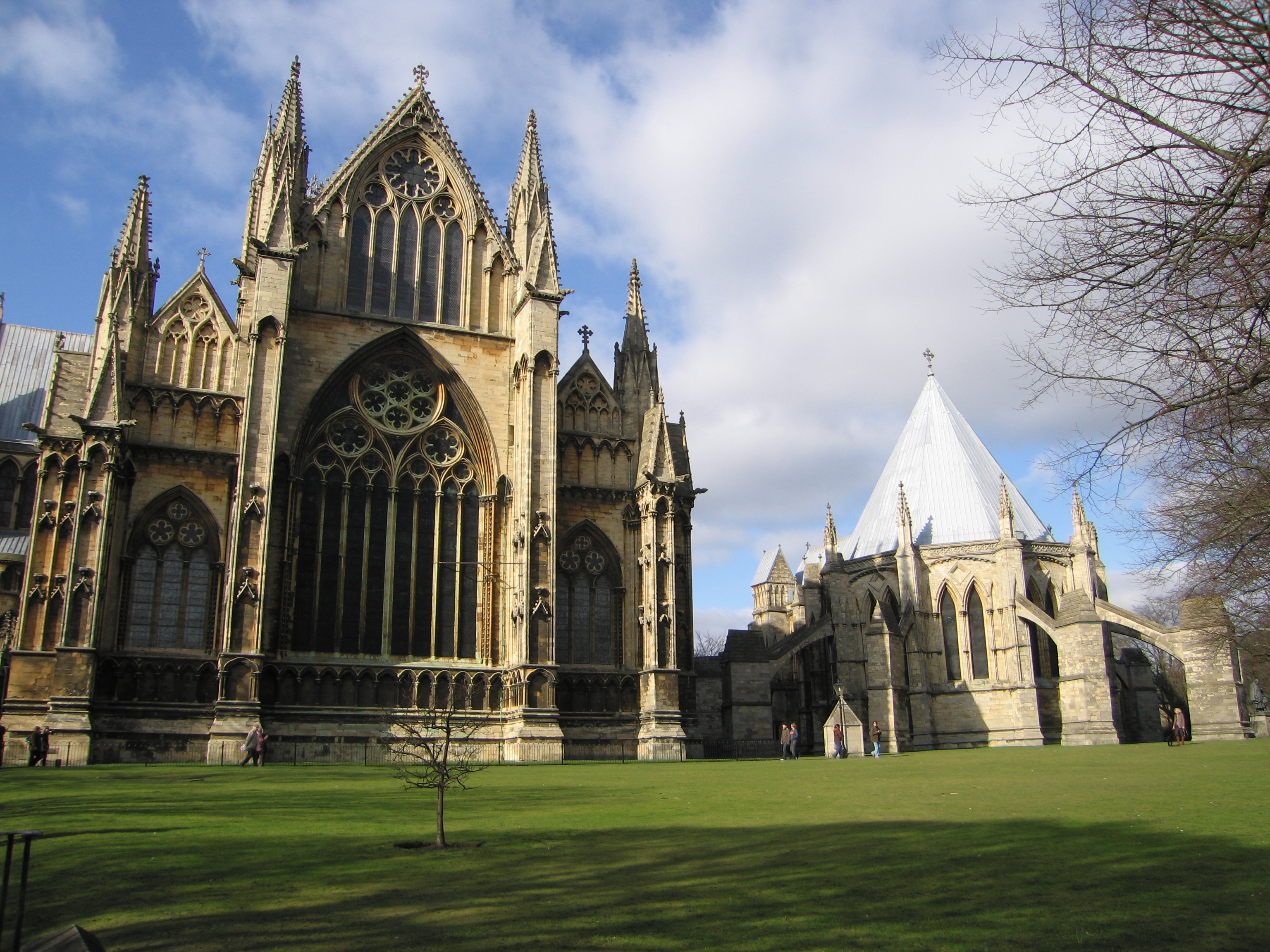
الطرف الشرقي من كاتدرائية لينكولن، مع دعامة جدارية، ومنزل منفصل به دعامات طائرة. (1185-1311)
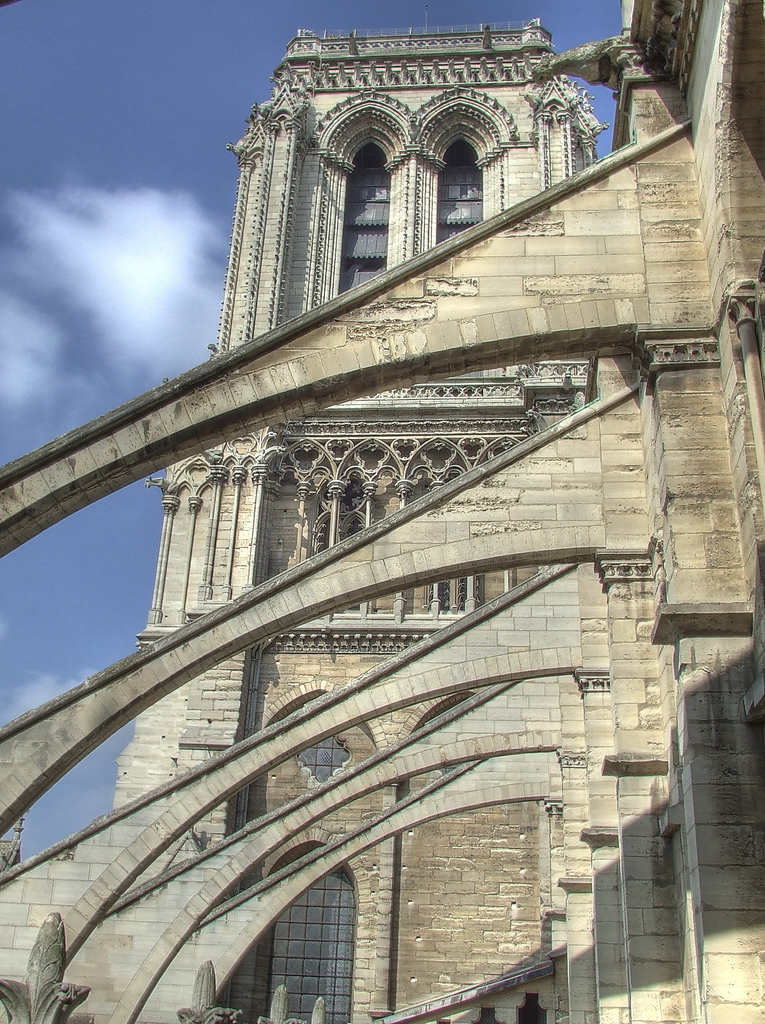
دعامات طائرة نوتردام دي باريس (حوالي 1230)
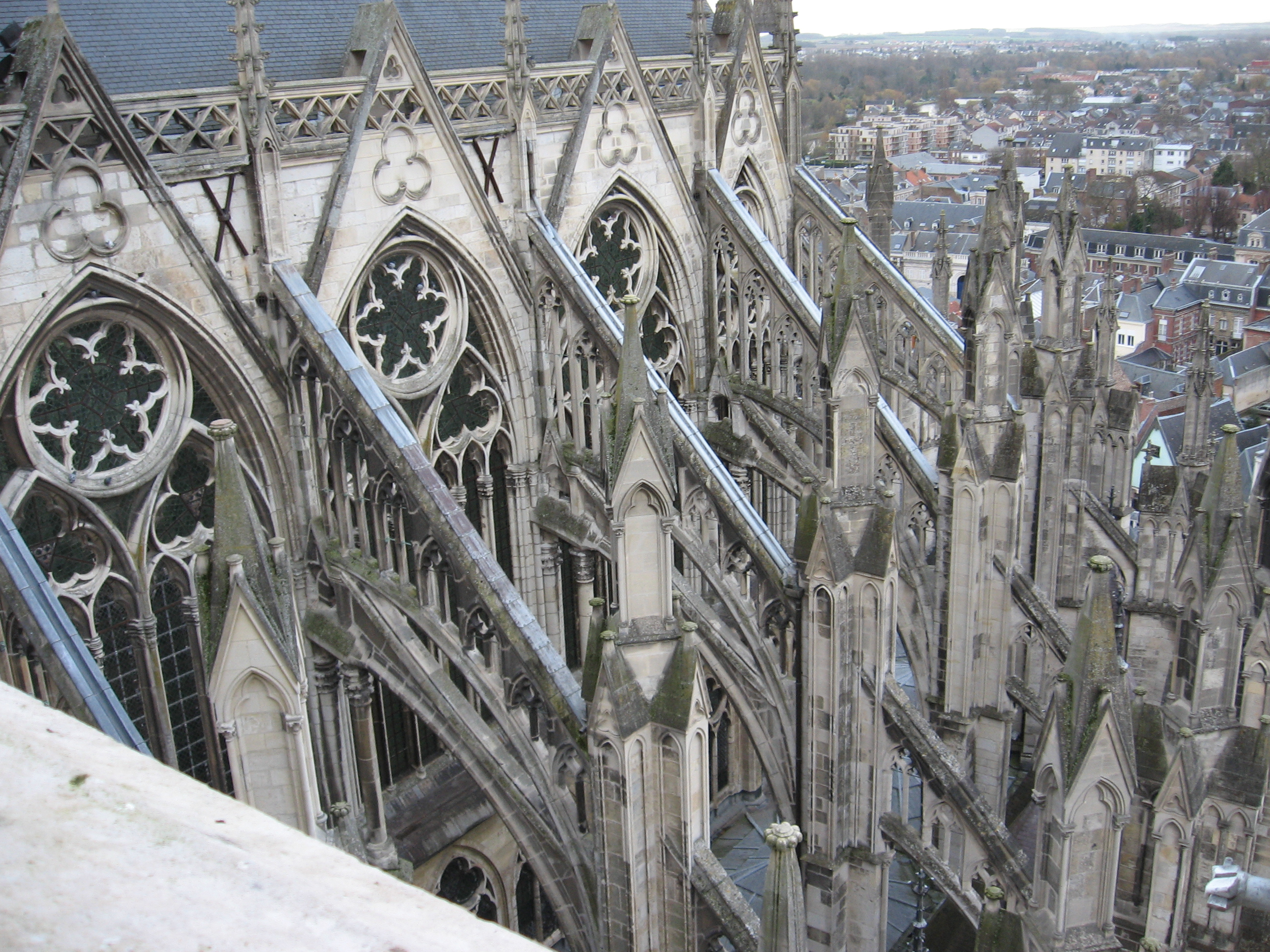
دعامات كاتدرائية أميان ذات القمم لمنحهم وزنًا إضافيًا (1220-1266)
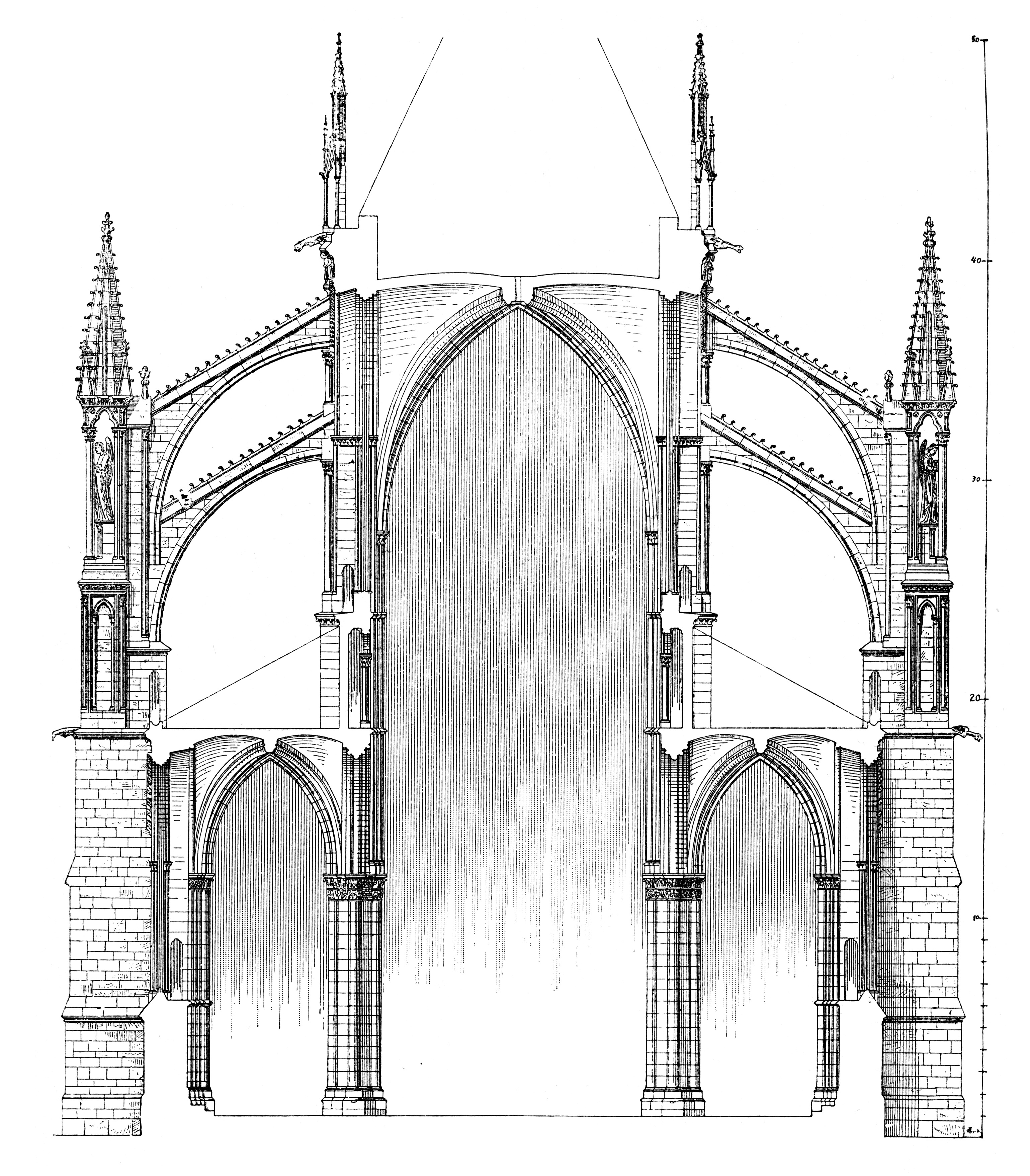
يُظهر قسم من كاتدرائية ريمس المستويات الثلاثة لكل دعامة (1211-1275)
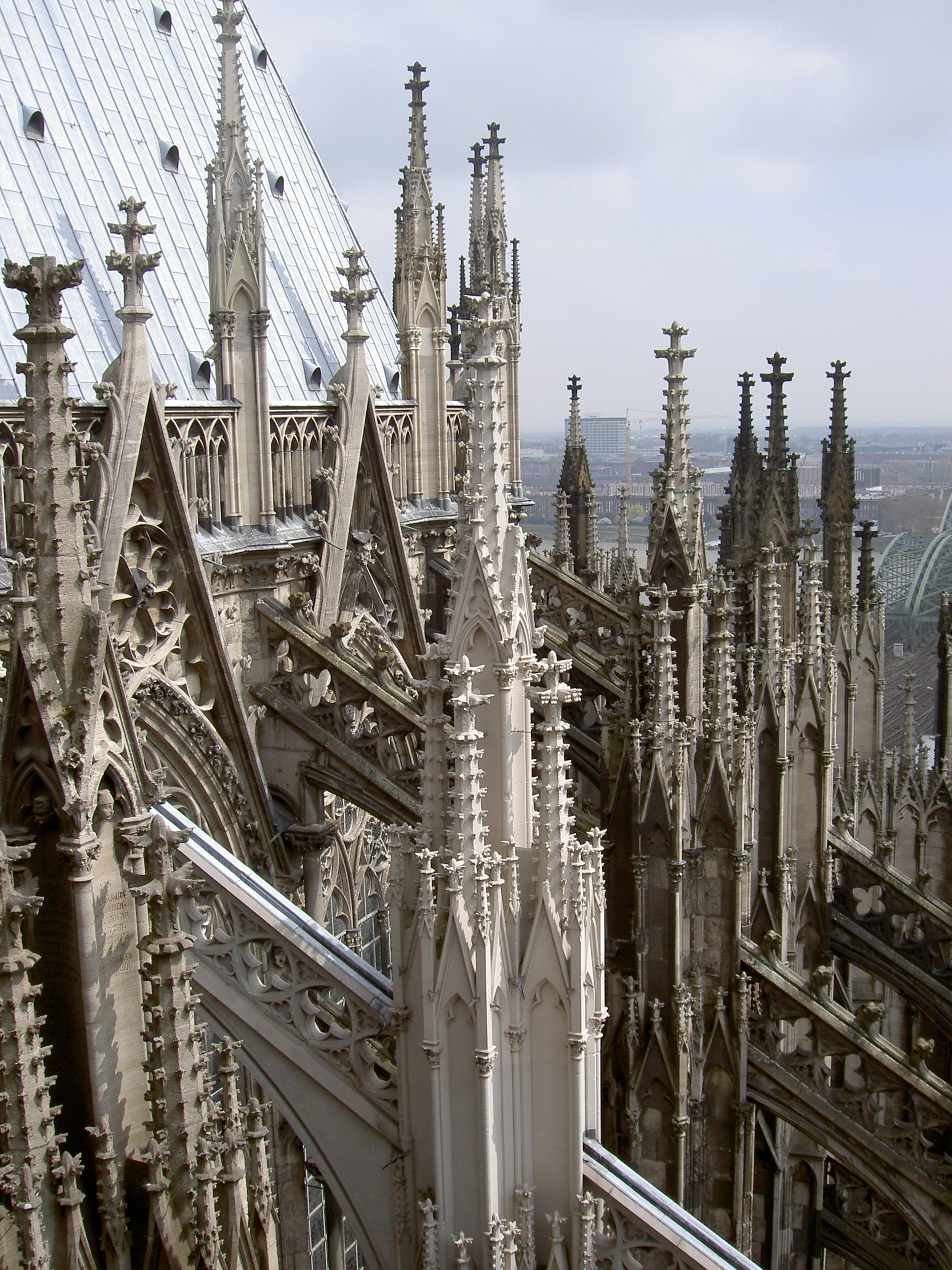
دعامات مزخرفة بكاتدرائية كولونيا (1248-1573)

### الأبراج والقمم المُستدقة

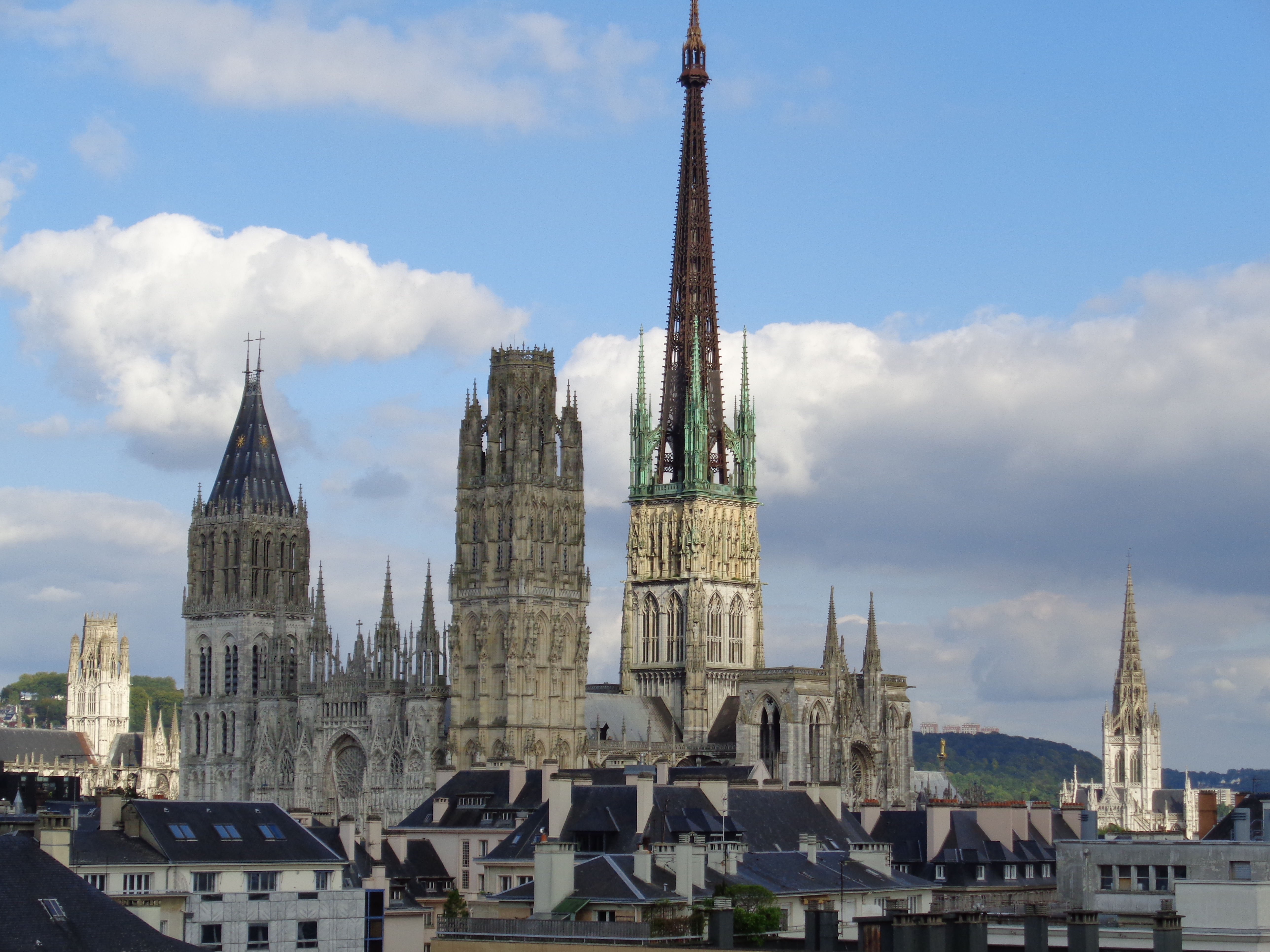
كاتدرائية روان من الجنوب الغربي - أبراج الواجهة من القرن الثاني عشر إلى القرن الخامس عشر، البرج الملتهب من القرن الخامس عشر، برج مستدق أعيد بناؤه في القرن السادس عشر

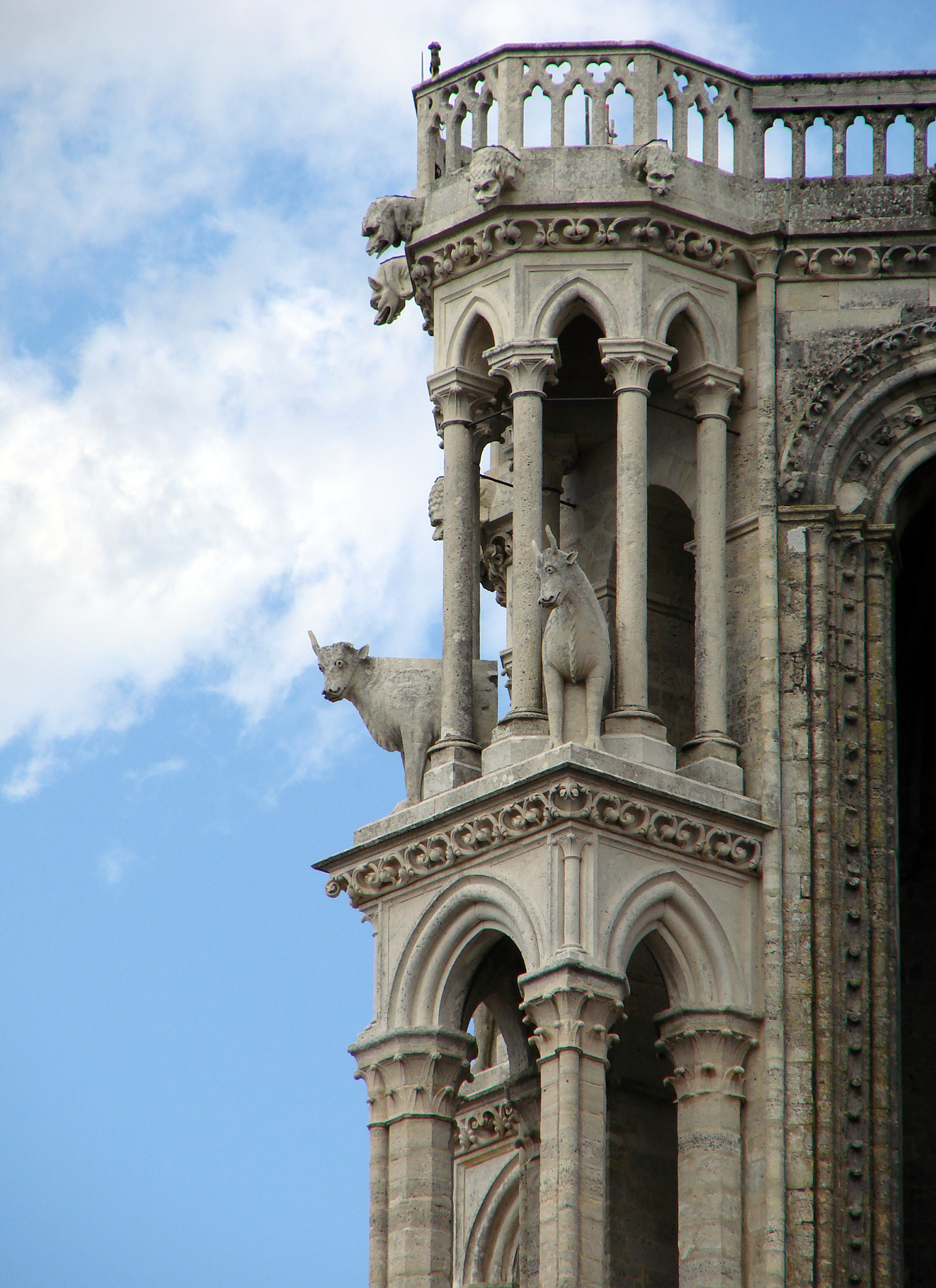
نحت الثيران في الأبراج القوطية العالية بكاتدرائية لاون (القرن الثالث عشر)

كانت الأبراج والقمم المُستدقة والفلشات سمة مهمة للكنائس القوطية. قدموا مشهدًا دراميًا من ارتفاع كبير، وساعدوا في جعل كنائسهم أطول المباني وأكثرها وضوحًا في مدينتهم، ورمزوا إلى تطلعات بنائهم نحو السماء. كان لديهم أيضًا غرض عملي؛ غالبًا ما كانوا بمثابة أبراج الجرس التي تدعم الأبراج، والتي كانت أجراسها تخبر الوقت عن طريق الإعلان عن الخدمات الدينية، وتحذر من إطلاق النار أو هجوم العدو، وتحتفل بالمناسبات الخاصة مثل الانتصارات العسكرية والتتويج. في بعض الأحيان يتم بناء برج الجرس منفصلاً عن الكنيسة؛ أشهر مثال على ذلك هو برج بيزا المائل.
كانت أبراج الكاتدرائيات عادة الجزء الأخير من الهيكل الذي سيتم بناؤه. نظرًا لأن بناء الكاتدرائية عادة ما يستغرق سنوات عديدة، وكان مكلفًا للغاية، بحلول الوقت الذي كان من المقرر أن يتم بناء البرج، تضاءل الحماس وتغيرت الأذواق. لم يتم بناء العديد من الأبراج المسقطة مطلقًا، أو تم بناؤها في أنماط مختلفة عن الأجزاء الأخرى من الكاتدرائية، أو باستخدام أنماط مختلفة على كل مستوى من مستويات البرج. في كاتدرائية شارتر، تم بناء البرج الجنوبي في القرن الثاني عشر، على الطراز القوطي المبكر الأبسط، في حين أن البرج الشمالي هو الطراز الأكثر توهجًا. كان شارتر سيكون أكثر غزارة لو تم اتباع الخطة الثانية؛ دعت إلى سبعة أبراج حول الجناح والحرم. 
في إيل دو فرانس، اتبعت أبراج الكاتدرائية التقليد الروماني لبرجين متطابقين، أحدهما على جانبي البوابات. أصبحت الواجهة الغربية لسانت دينيس نموذجًا للكاتدرائيات القوطية المبكرة والكاتدرائيات القوطية العالية في شمال فرنسا، بما في ذلك كاتدرائية نوتردام دي باريس وكاتدرائية ريمس وكاتدرائية أميان.
تحتوي كاتدرائية لاون المبكرة والعالية على برج فانوس مربع فوق عبور الجناح؛ برجان على الجبهة الغربية. وبرجين على طرفي المقصورة. أبراج لاون، باستثناء البرج المركزي، مبنية بغرفتين مقببتين مكدستين مثقوبتين بفتحات لانسيت. يحتوي البرجان الغربيان على تماثيل حجرية بالحجم الطبيعي لستة عشر ثوراً في أروقتهم العلوية، يقال إنها تكريماً للحيوانات التي نقلت الحجر أثناء بناء الكاتدرائية.

في نورماندي، غالبًا ما كان للكاتدرائيات والكنائس الكبرى أبراج متعددة تم بناؤها على مر القرون. يحتوي دير للرجال (بدأ عام 1066)، في مدينة كاين على تسعة أبراج وأبراج مستدقة، موضوعة على الواجهة، والمقصورة، والمركز. غالبًا ما كان برج الفانوس يوضع في وسط الصحن، عند نقطة الالتقاء مع الجناح، لإضاءة الكنيسة أدناه. في فترات لاحقة من القوطية، غالبًا ما كانت الأبراج المدببة التي تشبه الإبرة تضاف إلى الأبراج، مما يمنحها ارتفاعًا أكبر بكثير. كان هناك اختلاف في البرج المستدق، وهو مستدق رفيع يشبه الرمح، والذي كان يوضع عادة على الجناح حيث يعبر الصحن. غالبًا ما كان مصنوعاً من الخشب المغطى بالرصاص أو غيره من المعادن. في بعض الأحيان كانت لديهم إطارات مفتوحة، وتم تزيينهم بالنحت. كاتدرائية اميان بها فليش. وأشهر مثال على ذلك هو نوتردام دي باريس. تم بناء الفلشي الأصلي لنوتردام عند عبور الجناح في منتصف القرن الثالث عشر، وكان يضم خمسة أجراس. تمت إزالته في عام 1786 خلال برنامج لتحديث الكاتدرائية، ولكن تم إعادته في شكل جديد صممه يوجين فيوليت لو دوك. وزينت النشرة الجديدة من الخشب المغطى بالرصاص بتماثيل الرسل. شكل القديس توما يشبه فيوليت لو دوك. تم تدمير النثرية في حريق عام 2019، ولكن يتم ترميمها بنفس التصميم.

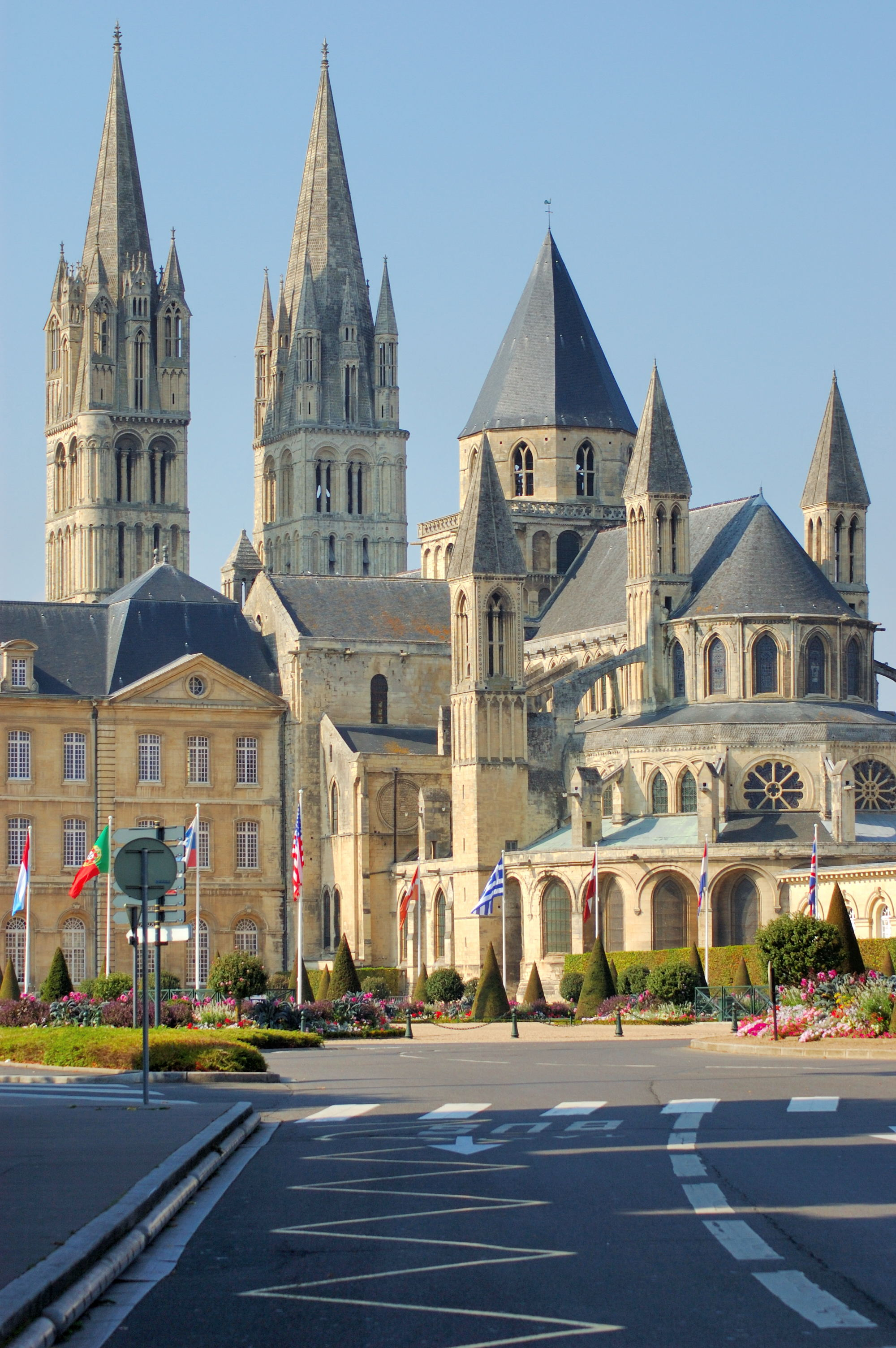
دير للرجال، كاين (أضيفت الأبراج الغربية الطويلة في القرن الثالث عشر)
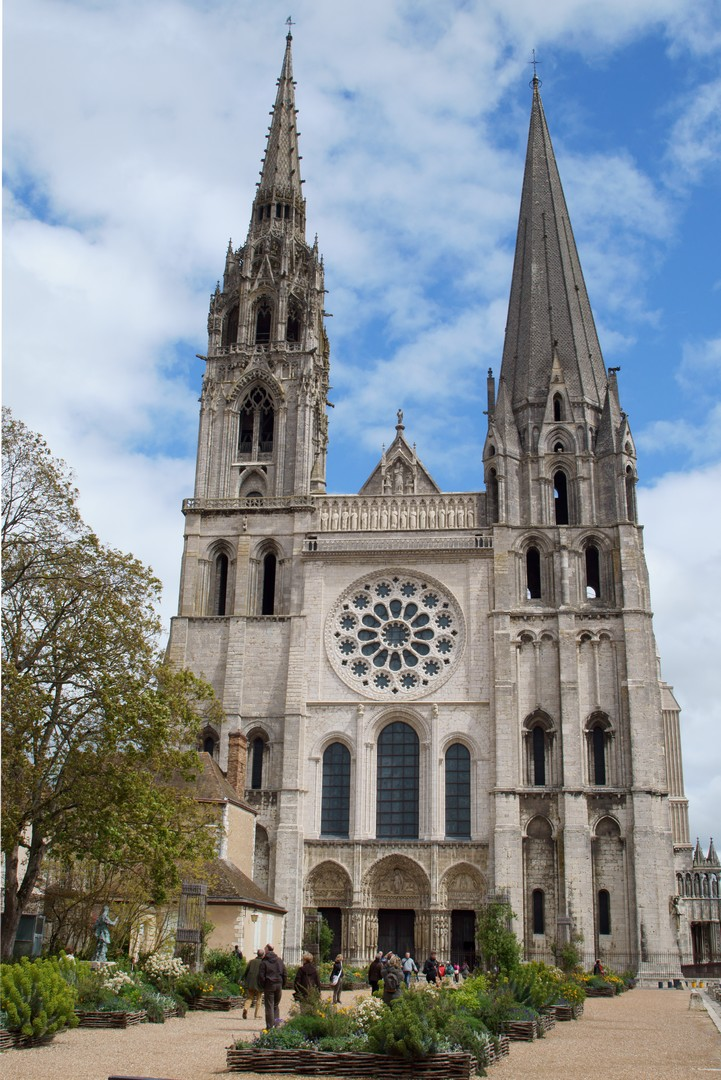
أبراج كاتدرائية شارتر؛ القوطية الملتهبة على اليسار، القوطية المبكرة على اليمين.
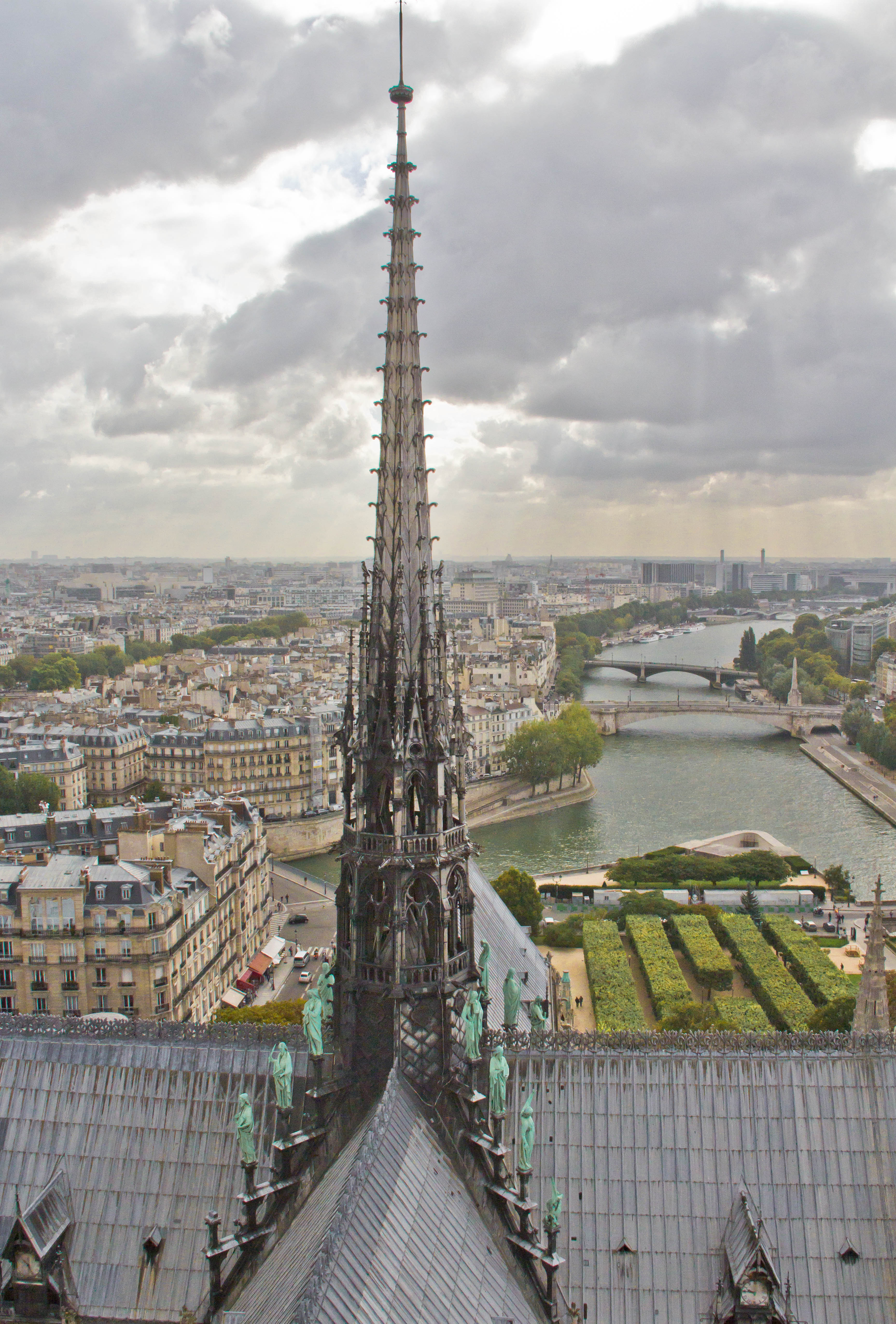
فلتش من القرن الثالث عشر لنوتردام، أعيد إنشاؤه في القرن التاسع عشر، ودمره حريق في عام 2019، ويجري الآن ترميمه

في اللغة القوطية الإنجليزية، غالبًا ما كان البرج الرئيسي يوضع عند معبر الجناح وصحن الكنيسة، وكان أعلى بكثير من البرج الآخر. وأشهر مثال على ذلك هو برج كاتدرائية سالزبوري، الذي اكتمل بناؤه عام 1320 على يد ويليام أوف فارلي. لقد كان إنجازًا رائعًا في البناء، حيث تم بناؤه على أعمدة الكنيسة السابقة.  تم بناء برج عبور في كاتدرائية كانتربري في 1493-1501 من قبل جون واستيل، الذي عمل سابقًا في كينجز كوليدج في كامبريدج. تم الانتهاء منه من قبل هنري إيفيل، الذي بنى أيضًا صحن كانتربري الحالي. تسبب البرج المركزي الجديد في كاتدرائية ويلز في حدوث مشكلة. كانت ثقيلة جدًا بالنسبة للهيكل الأصلي. كان لابد من بناء قوس مزدوج غير عادي في وسط المعبر لمنح البرج الدعم الإضافي الذي يحتاجه. تمتلك كنائس أبرشية إنجلترا القوطية والكنائس الجماعية عمومًا برجًا غربيًا واحدًا. [بحاجة لمصدر] عدد من أرقى الكنائس بها أبراج حجرية، مع أبراج كنيسة سانت جيمس، لاوث؛ كنيسة القديس ولفرام، جرانثام؛ سانت ماري ريدكليف في بريستول؛ وكاتدرائية كوفنتري. يتجاوز ارتفاع هذه الأبراج جميعًا 85 مترًا (280 قدمًا). [الصفحة مطلوبة] ظل برج عبور كنيسة وستمنستر غير مبني لعدة قرون، وقد اقترح العديد من المهندسين المعماريين طرقًا مختلفة لإكماله منذ خمسينيات القرن الماضي، عندما بدأ العمل في البرج تحت حكم هنري الثالث. بعد قرن ونصف، تم تركيب فانوس ذي سقف مثمن الأضلاع يشبه ذلك الموجود في كاتدرائية إيلي، والذي تم هدمه في القرن السادس عشر. بدأ البناء مرة أخرى في عام 1724 لتصميم نيكولاس هوكسمور، بعد أن اقترح كريستوفر رين تصميمًا لأول مرة في عام 1710، لكنه توقف مرة أخرى في عام 1727. لا يزال المعبر مغطى بقاعدة الفانوس وسقف «مؤقت».

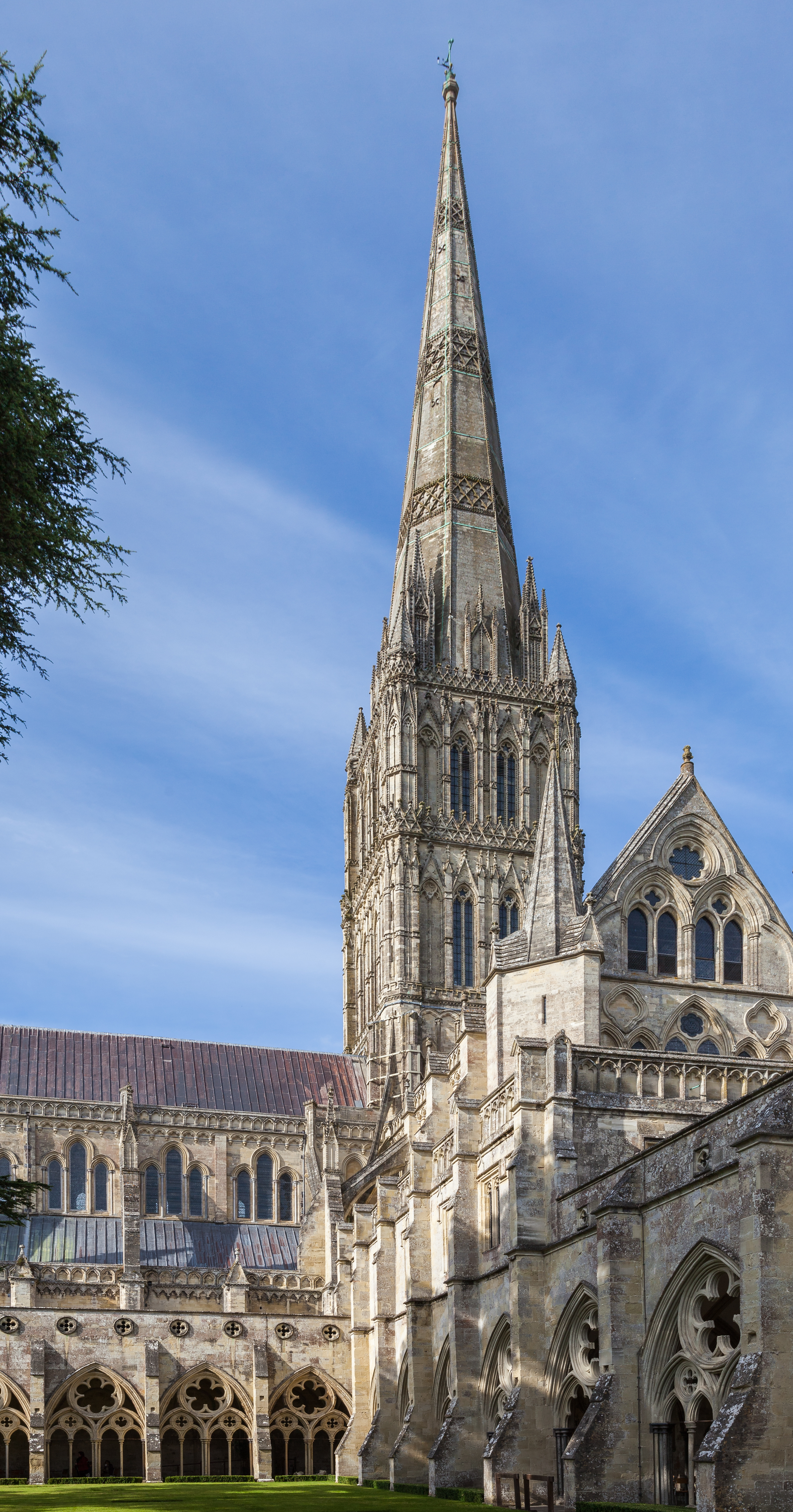
برج كاتدرائية سالزبوري ومستدقة فوق المعبر (1320)
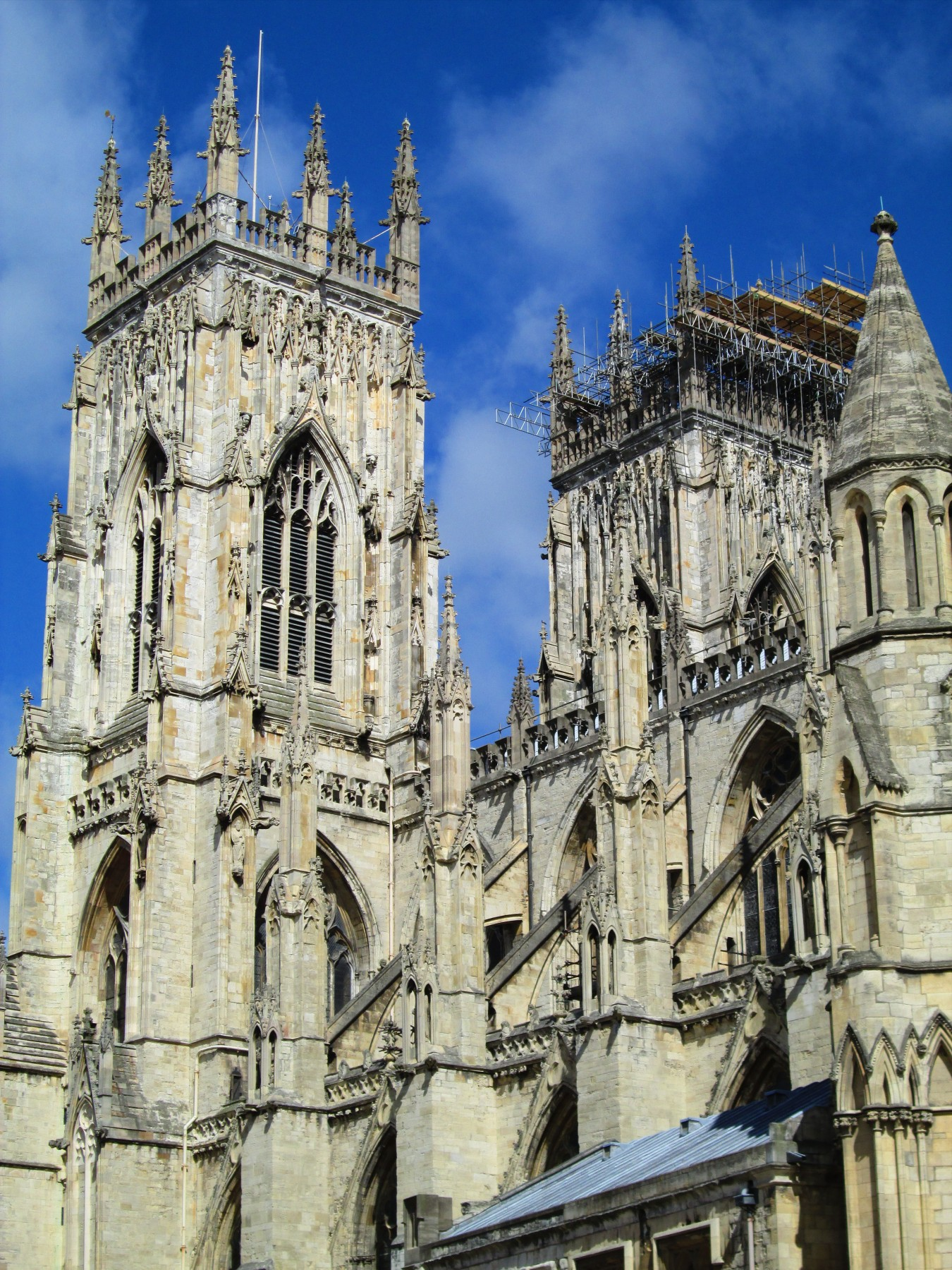
أبراج يورك مينستر الغربية، على الطراز القوطي المتعامد.
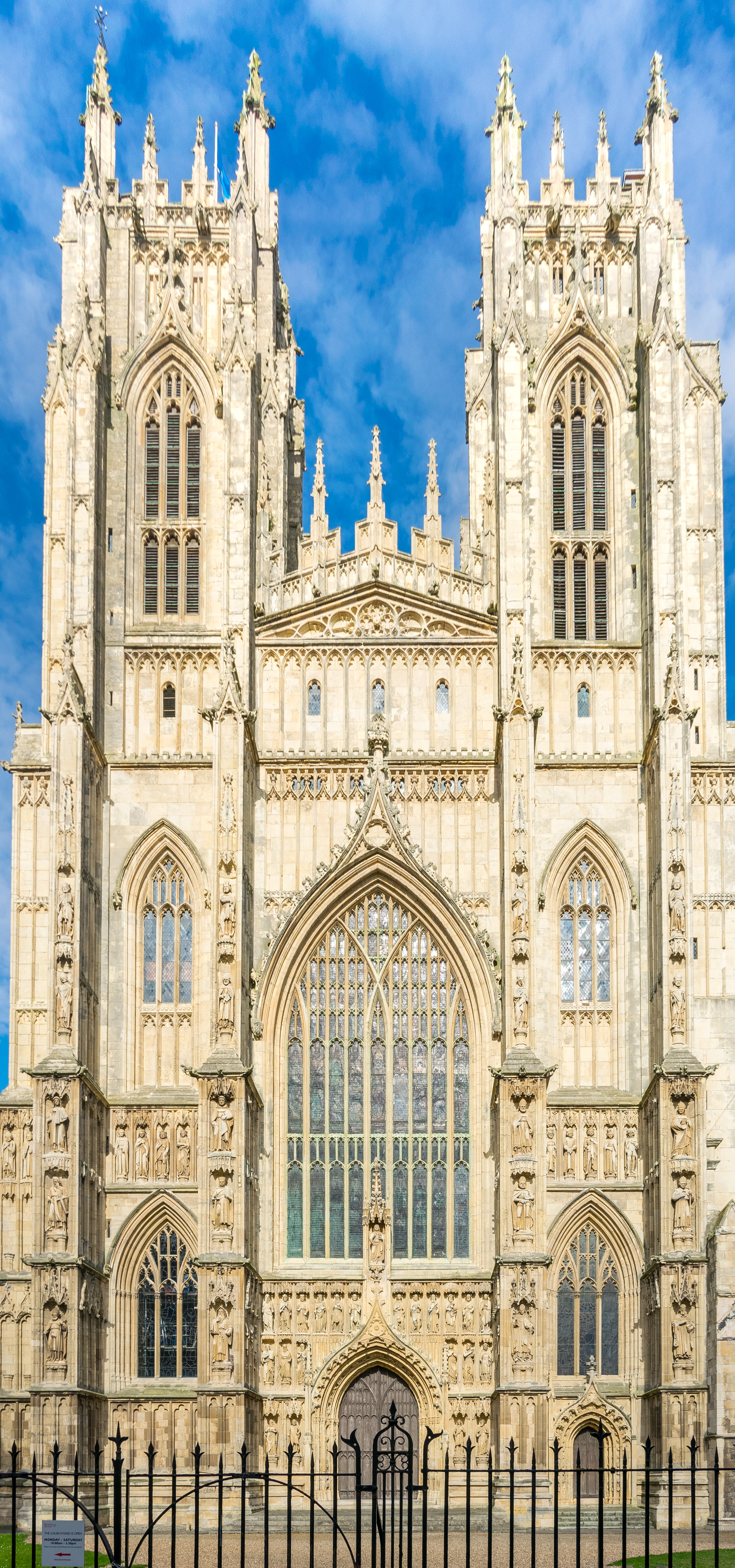
الأبراج الغربية العمودية في بيفرلي مينستر (حوالي 1400)
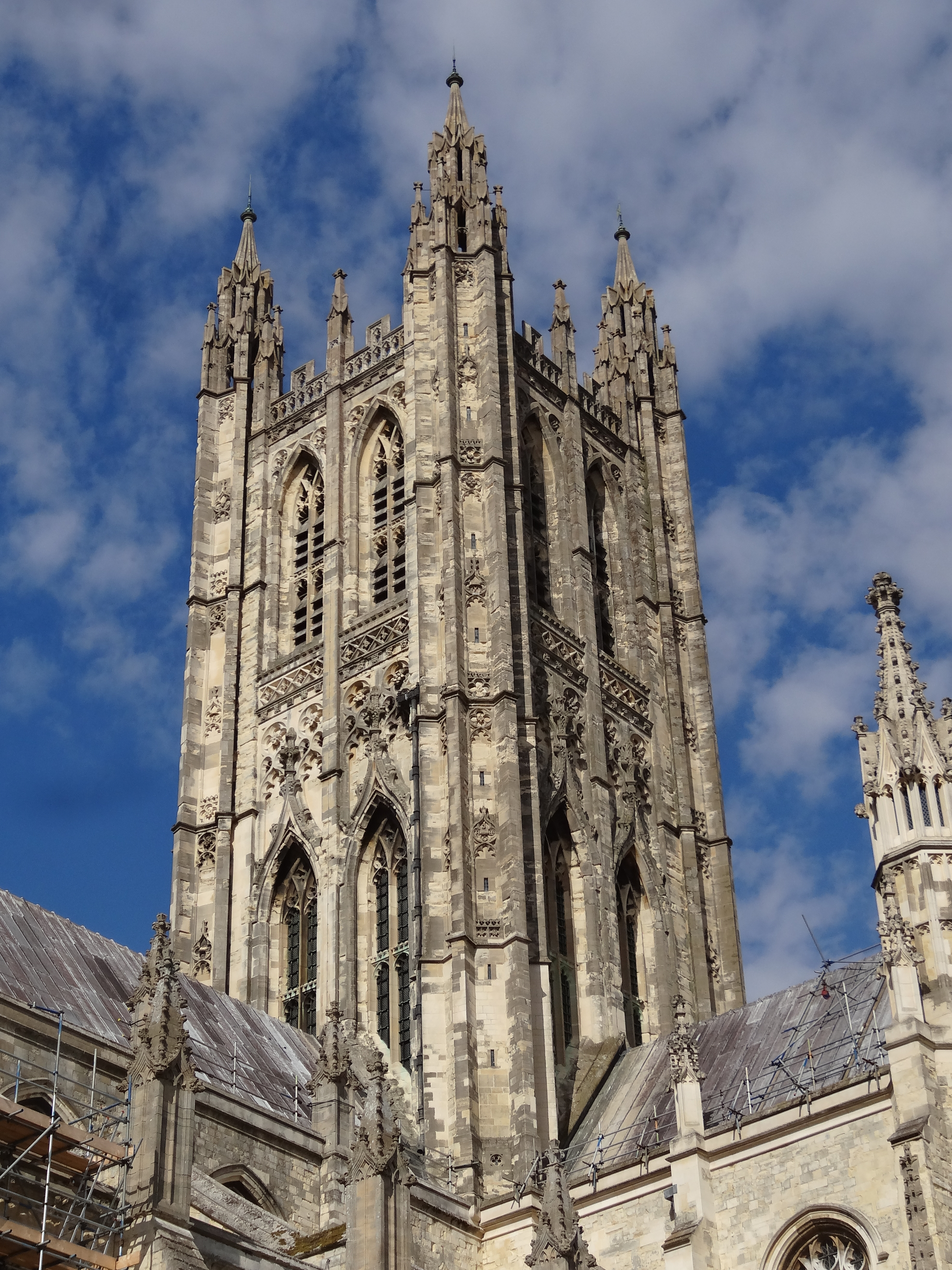
برج عبور كاتدرائية كانتربري (1493-1505)

غالبًا ما اتبعت الأبراج القوطية اللاحقة في أوروبا الوسطى النموذج الفرنسي، لكنها أضافت زخارفًا زخرفية أكثر كثافة. بدأت كاتدرائية كولونيا في القرن الثالث عشر، وفقًا لخطة كاتدرائية أميان، ولكن تم الانتهاء فقط من حنية وقاعدة برج واحد في الفترة القوطية. تم حفظ المخططات الأصلية وإعادة اكتشافها في عام 1817، واكتمل المبنى في القرن العشرين وفقًا لتصميم الأصل. يحتوي على برجين مزخرفين بشكل مذهل، مغطيان بالأقواس والجملونات والقمم والأبراج المخرمة التي تشير إلى الأعلى. برج أولم مينستر له تاريخ مشابه، بدأ عام 1377، وتوقف عام 1543، ولم يكتمل حتى القرن التاسع عشر.

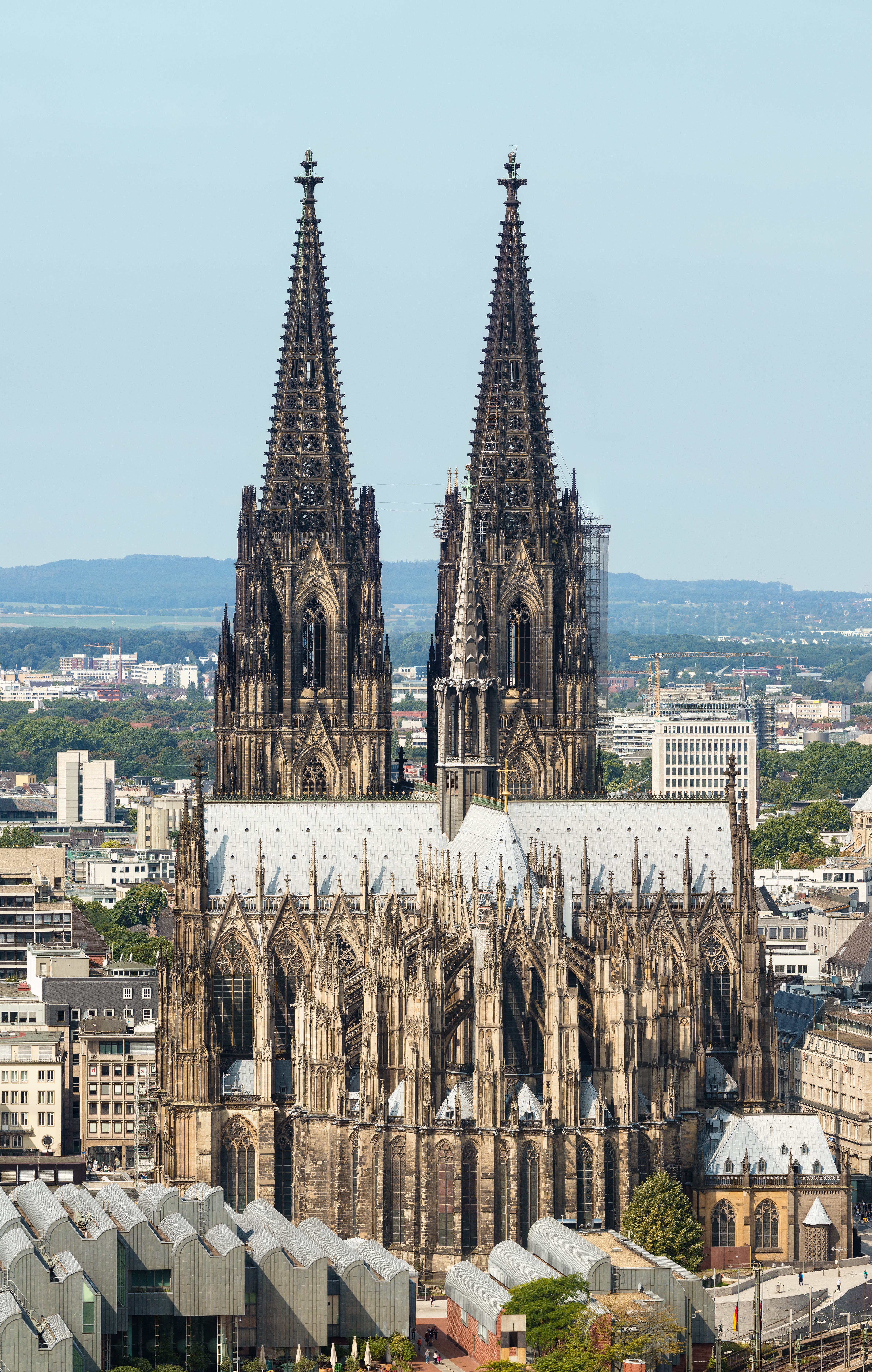
أبراج كاتدرائية كولونيا (التي بدأت في القرن الثالث عشر، واستكملت القرن العشرين
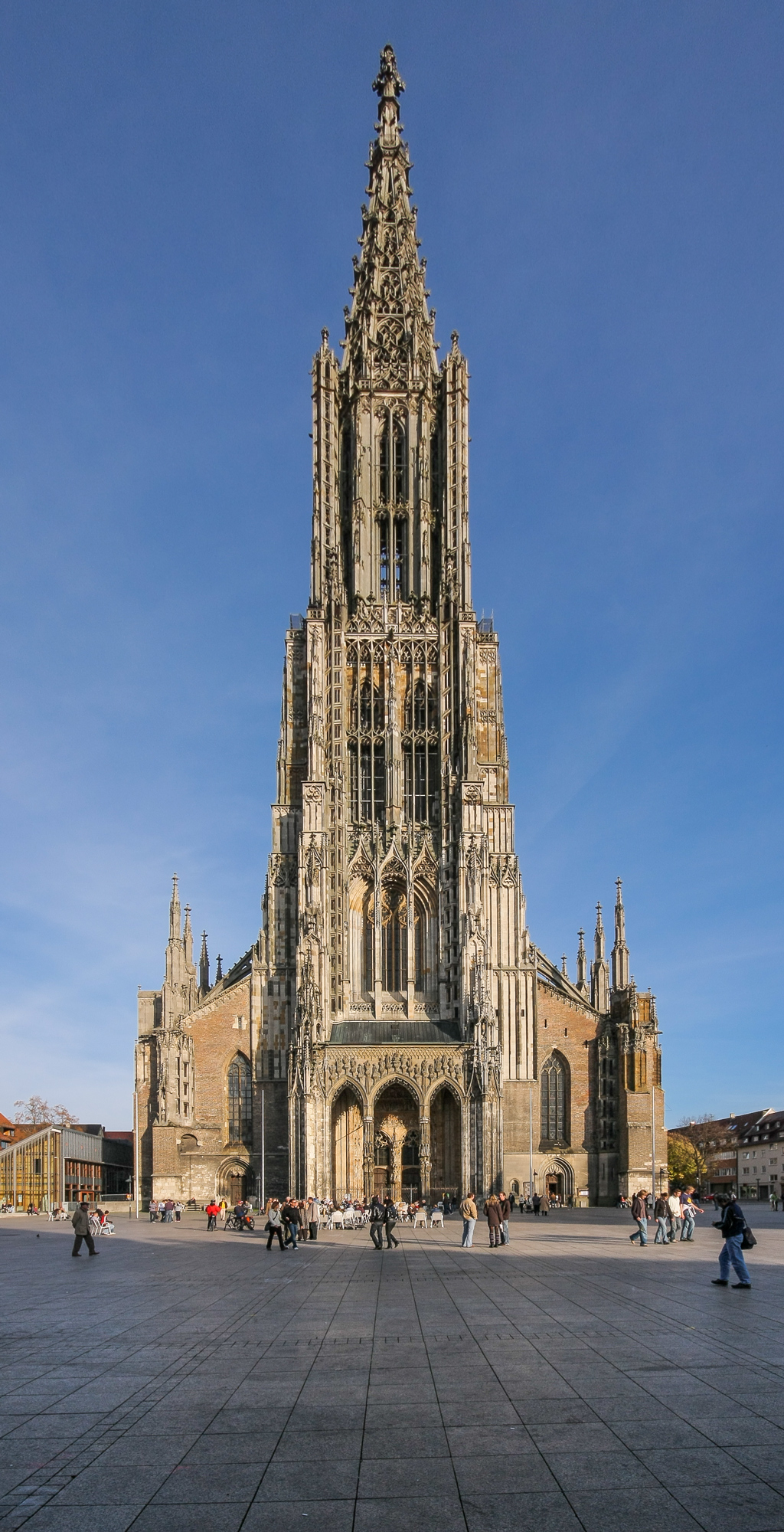
برج أولم مينستر (بدأ عام 1377، اكتمل القرن التاسع عشر)
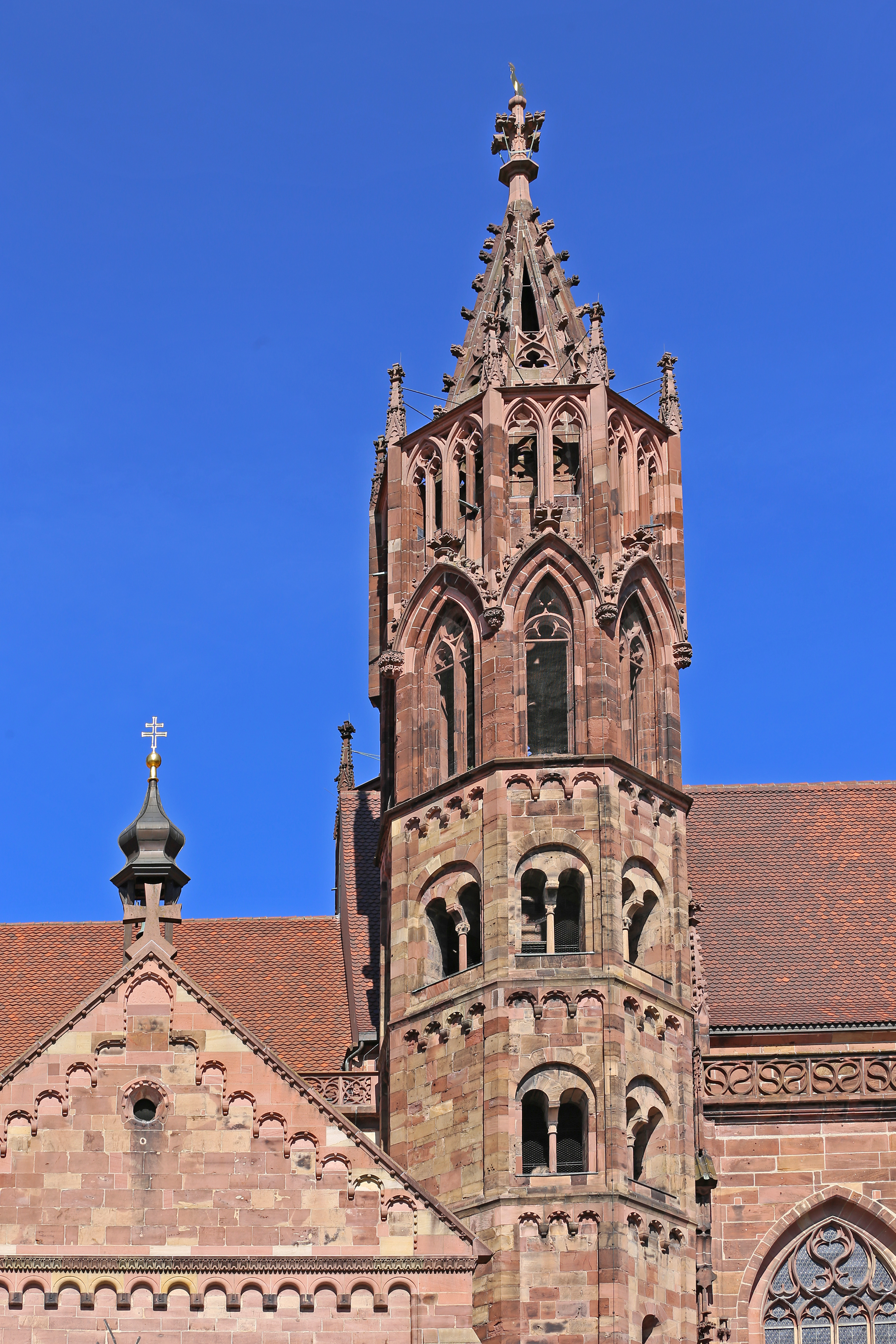
اشتهر برج فرايبورغ مينستر (بدأ عام 1340) ببرجه المخرم الذي يشبه الرباط
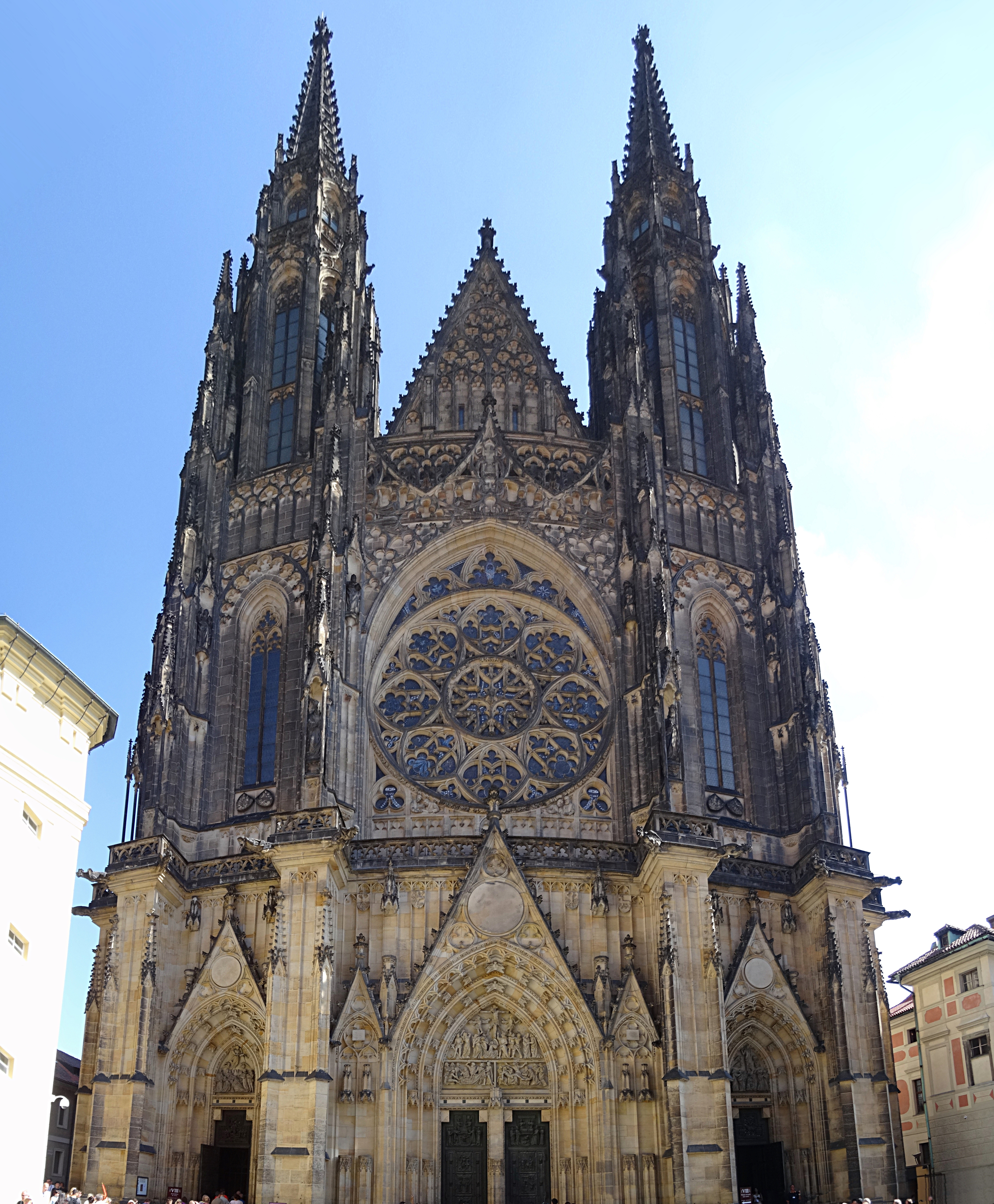
كاتدرائية براغ (بدأت عام 1344)

ظهرت المتغيرات الإقليمية للأبراج القوطية في إسبانيا وإيطاليا. كان برج كاتدرائية إشبيلية، المسمى جيرالدا، جزءًا مما كان آنذاك أكبر كاتدرائية في أوروبا. كانت كاتدرائية بورغوس مستوحاة من شمال أوروبا. يحتوي على مجموعة استثنائية من الأبراج والأبراج والقمم المخرمة المنقوعة بالزخرفة. بدأ في عام 1444 من قبل المهندس المعماري الألماني خوان دي كولونيا (جون كولوني) وانتهى في النهاية ببرج مركزي (1540) بناه حفيده.

كانت الأبراج في إيطاليا منفصلة أحيانًا عن الكاتدرائية؛ وعادة ما حافظ المهندسون المعماريون على بعدهم عن أسلوب شمال أوروبا. أشهر مثال على ذلك هو برج كاتدرائية بيزا المائل الذي بني بين عامي 1173 و1372. تم بناء كاتدرائية كامبانيل فلورنسا من قبل جيوتو على الطراز القوطي الفلورنسي، وهي مزينة بطلاء من الرخام متعدد الألوان. تم تصميمه في الأصل ليكون له مستدقة.

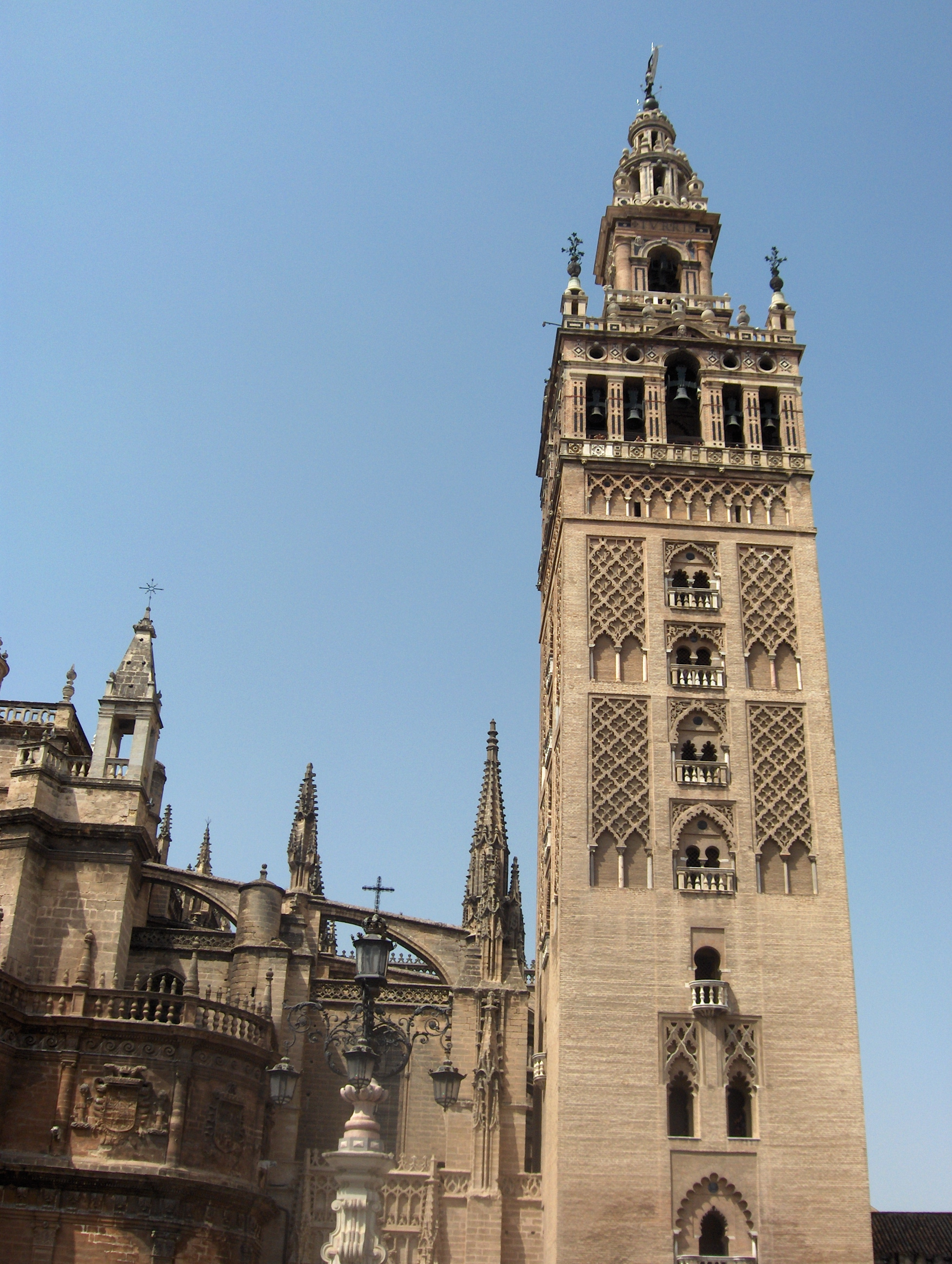
جيرالدا، برج الجرس بكاتدرائية إشبيلية (1401-1506)
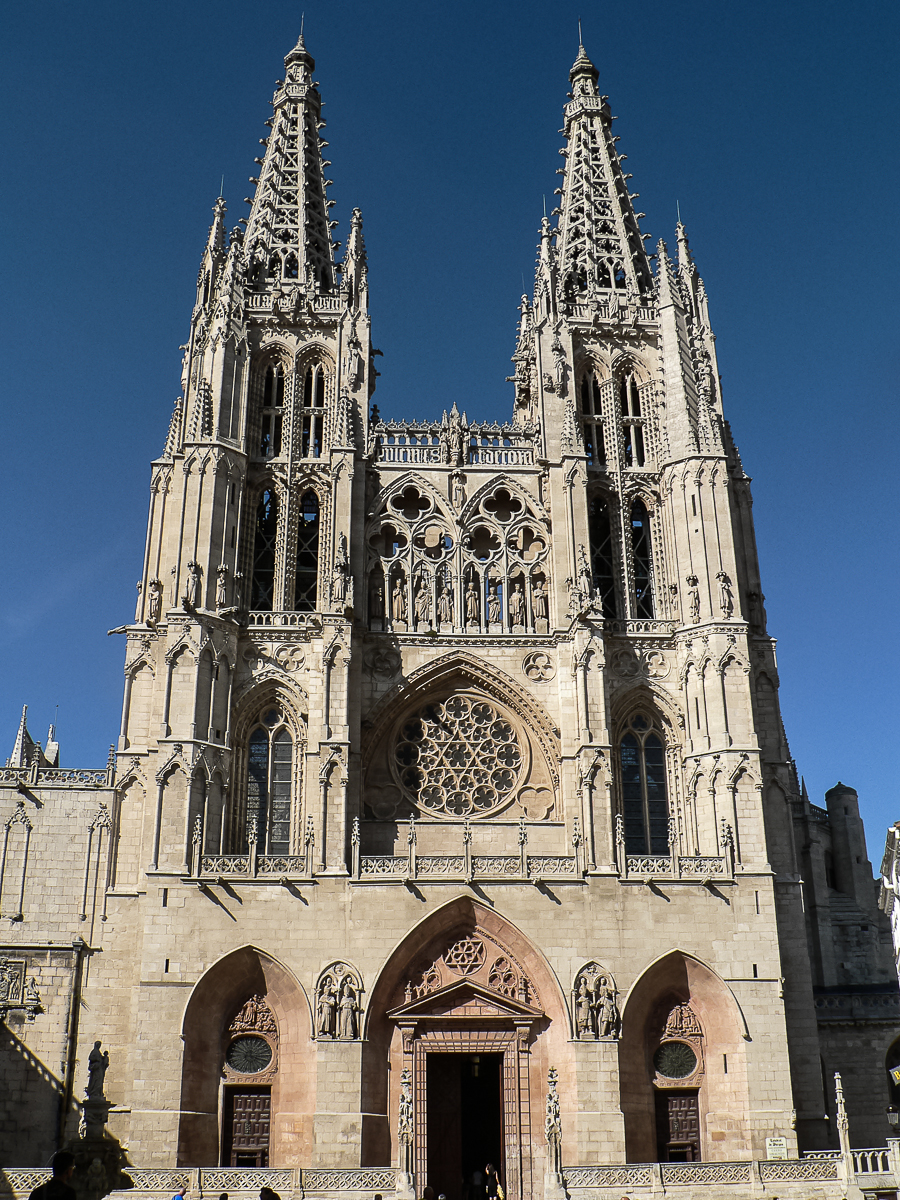
الأبراج الغربية لكاتدرائية برغش (1444-1540)
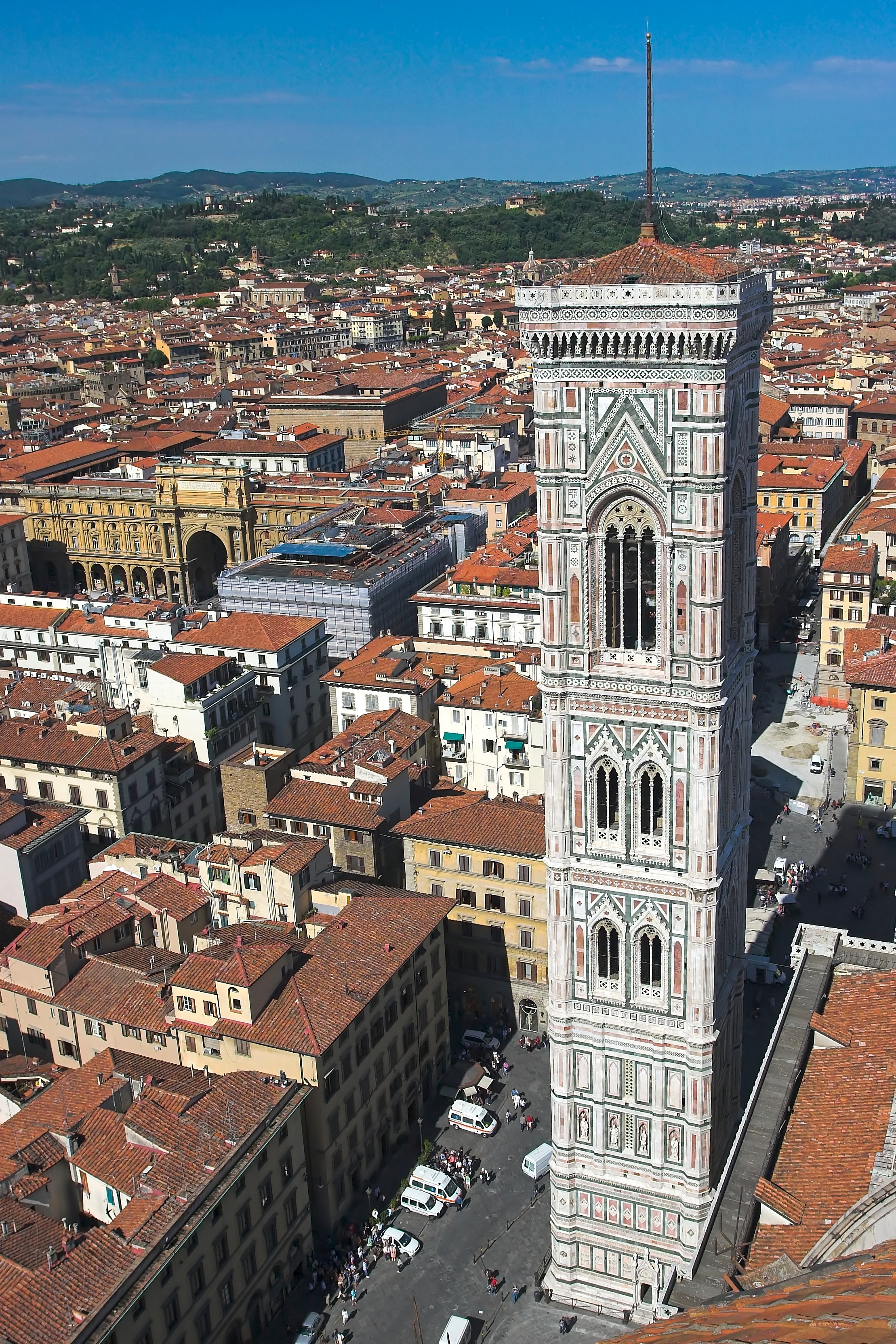
جيوتو كامبانيل بكاتدرائية فلورنسا (1334-1359)

### المخططات الاُفقية

مخطط أُفقي لكاتدرائية قوطية

كان مخطط الكاتدرائيات والكنائس القوطية مبنيًا على مخطط الصليب اللاتيني (أو «الصليب») المأخوذة من البازيليكا الرومانية القديمة. ومن كنائس الرومانيسك اللاحقة.وكان لديهم صحن طويل يصنع جسد الكنيسة؛ وذراع تحميل عرضية تسمى ترانسبت، وخلفها إلى الشرق، الجوقة، والمعروفة أيضًا باسم المذبح أو الكاهن، والتي كانت عادةً مخصصة لرجال الدين. تم تقريب الطرف الشرقي للكنيسة في الكنائس الفرنسية، واحتلت العديد من الكنائس المشعة، مما سمح بإقامة احتفالات متعددة في وقت واحد. في الكنائس الإنجليزية، كان الطرف الشرقي يحتوي أيضًا على كنائس صغيرة، ولكنه كان مستطيلًا في العادة. هناك ممر يسمى أمبلوتري يدور حول الجوقة. سمح هذا لاعضاء الأبرشية، وخاصة الحجاج، بالسير عبر المصليات لرؤية الآثار المعروضة هناك دون إزعاج الخدمات الأخرى الجارية. 
شكل كل قبو في الصحن خلية منفصلة، مع أعمدة داعمة خاصة بها. كانت الكاتدرائيات المبكرة، مثل نوتردام، تحتوي على أقبية من ستة أجزاء، مع أعمدة ودعامات متناوبة، في حين أن الكاتدرائيات اللاحقة كانت تحتوي على أقبية أبسط وأقوى من أربعة أجزاء، مع أعمدة متطابقة.
وفقًا لنموذج عمارة الرومانيسك وكنيسة القديس دينيس، كان للكاتدرائيات عادة برجان يحيطان بالواجهة الغربية. كانت الأبراج فوق المعبر شائعة في إنجلترا (كاتدرائية سالزبوري)، يورك مينستر) ولكنها نادرة في فرنسا. كانت الممرات القصيرة عادة قصيرة في أوائل العمارة القوطية الفرنسية، لكنها أصبحت أطول وأعطيت نوافذ وردية كبيرة في فترة رايونانت. أصبحت الجوقات أكثر أهمية. غالبًا ما كانت الجوقة محاطة بجناح مزدوج، توج بحلقة من الكنائس الصغيرة. في إنجلترا، كانت الممرات أكثر أهمية، وكانت مخططات الطوابق عادةً أكثر تعقيدًا بكثير من الكاتدرائيات الفرنسية، مع إضافات ملحقة ليدي تشابلز، ومبنى الفصول مثمن الأضلاع، وهياكل أخرى (انظر مخططات كاتدرائية سالزبوري ويورك مينستر أدناه). يعكس هذا الاتجاه في فرنسا للقيام بوظائف متعددة في نفس المكان، بينما قامت الكاتدرائيات الإنجليزية بتقسيمها. يظهر هذا التباين في الاختلاف بين كاتدرائية أميان، مع الحد الأدنى من المدرجات والحنية نصف الدائرية، المليئة بالمصليات، على الطرف الشرقي، مقارنة بالمقصورات المزدوجة، والشرفة الشمالية البارزة، والنهاية الشرقية المستطيلة لسالزبوري ويورك.

### الجروتسك والمتاهات

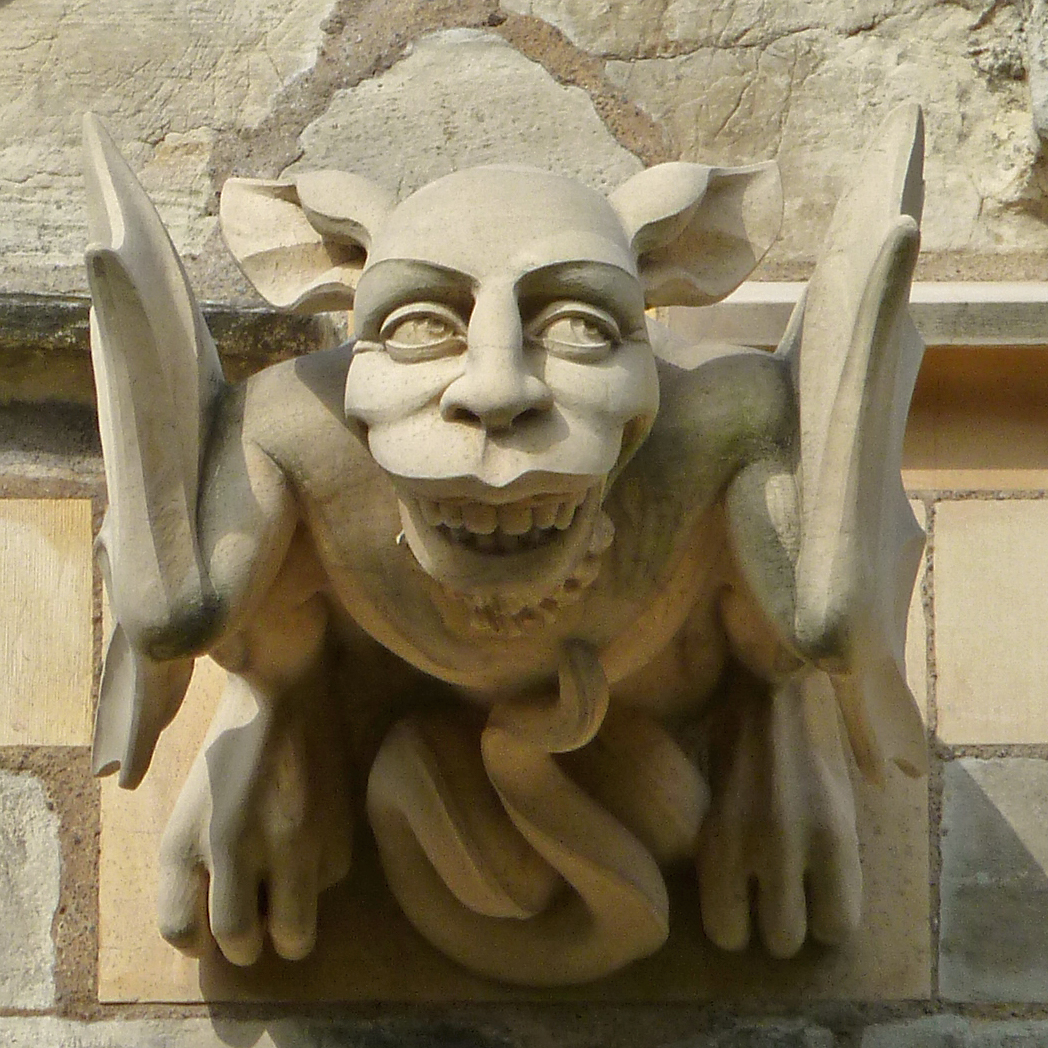
غرغول من دير سيلبي (القرن ال14)

بجانب القديسين والرسل، تم تزيين واجهات الكنائس القوطية بمنحوتات لمجموعة متنوعة من الوحوش أو الوحوش الرائعة والمخيفة. وشمل ذلك الكيميرا، وهو مخلوق أسطوري هجين كان عادة ما يكون له جسد أسد ورأس ماعز، وستريكس أو ستريج، وهو مخلوق يشبه البومة أو الخفاش، ويقال إنه يأكل لحم الإنسان. ظهر الستريكس في الأدب الروماني الكلاسيكي. وصفه الشاعر الروماني أوفيد، الذي كان يُقرأ على نطاق واسع في العصور الوسطى، بأنه طائر كبير الرأس بعيون ثابتة ومنقار جشع وأجنحة بيضاء رمادية. [مصدر أفضل مطلوب] كانوا جزءًا من الصورة المرئية. رسالة للمصلين الأميين، رموز للشر والخطر الذي هدد من لم يتبع تعاليم الكنيسة. 
كان للغرغول، الذي أضيف إلى نوتردام حوالي عام 1240، غرضًا عمليًا أكثر. كانت عبارة عن مصارف مطر للكنيسة، صُممت لتقسيم سيل المياه المتدفقة من السطح بعد هطول الأمطار، وإخراجها إلى الخارج قدر الإمكان من الدعامات والجدران والنوافذ حتى لا تؤدي إلى تآكل رابط الملاط الحجر. لإنتاج العديد من التيارات الرقيقة بدلاً من سيل من المياه، تم استخدام عدد كبير من الغرغول، لذلك تم تصميمها أيضًا لتكون عنصرًا زخرفيًا في العمارة. كانت مياه الأمطار تتدفق من السقف إلى مزاريب الصّرف، ثم تنزل الي القنوات على الدعامات الطائرة، ثم على طول قناة مقطوعة في الجزء الخلفي من الجرغول وتخرج من الفم بعيدًا عن الكنيسة.
تمت إزالة العديد من التماثيل في نوتردام، ولا سيما الجروتسك، من الواجهة في القرنين السابع عشر والثامن عشر، أو تم تدميرها خلال الثورة الفرنسية. تم استبدالهم بأشكال على الطراز القوطي، صممها يوجين فيوليت لو دوك خلال ترميم القرن التاسع عشر. تظهر شخصيات مماثلة في الكنائس القوطية الرئيسية الأخرى في فرنسا وإنجلترا.

من السمات الشائعة الأخرى للكاتدرائيات القوطية في فرنسا وجود متاهة أو متاهة على أرضية صحن الكنيسة بالقرب من الجوقة، والتي كانت ترمز إلى الرحلة الصعبة والمعقدة في كثير من الأحيان للحياة المسيحية قبل بلوغ الجنة. تمت إزالة معظم المتاهات بحلول القرن الثامن عشر، ولكن تم إعادة بناء القليل منها، مثل تلك الموجودة في كاتدرائية أميان، ولا تزال المتاهة الموجودة في كاتدرائية شارتر موجودة بشكل أساسي في شكلها الأصلي.

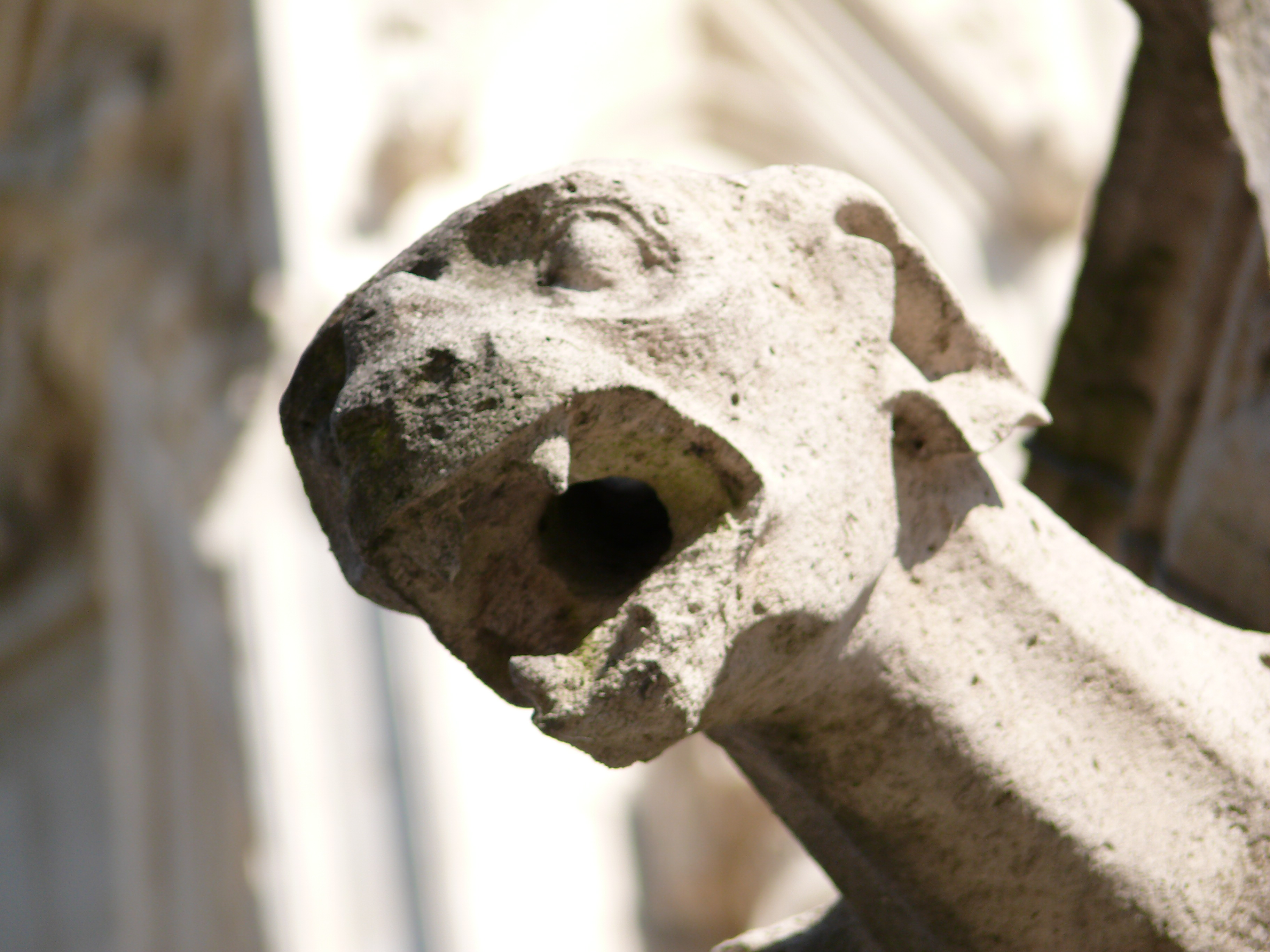
غرغول من كاتدرائية أميان (القرن الثالث عشر)
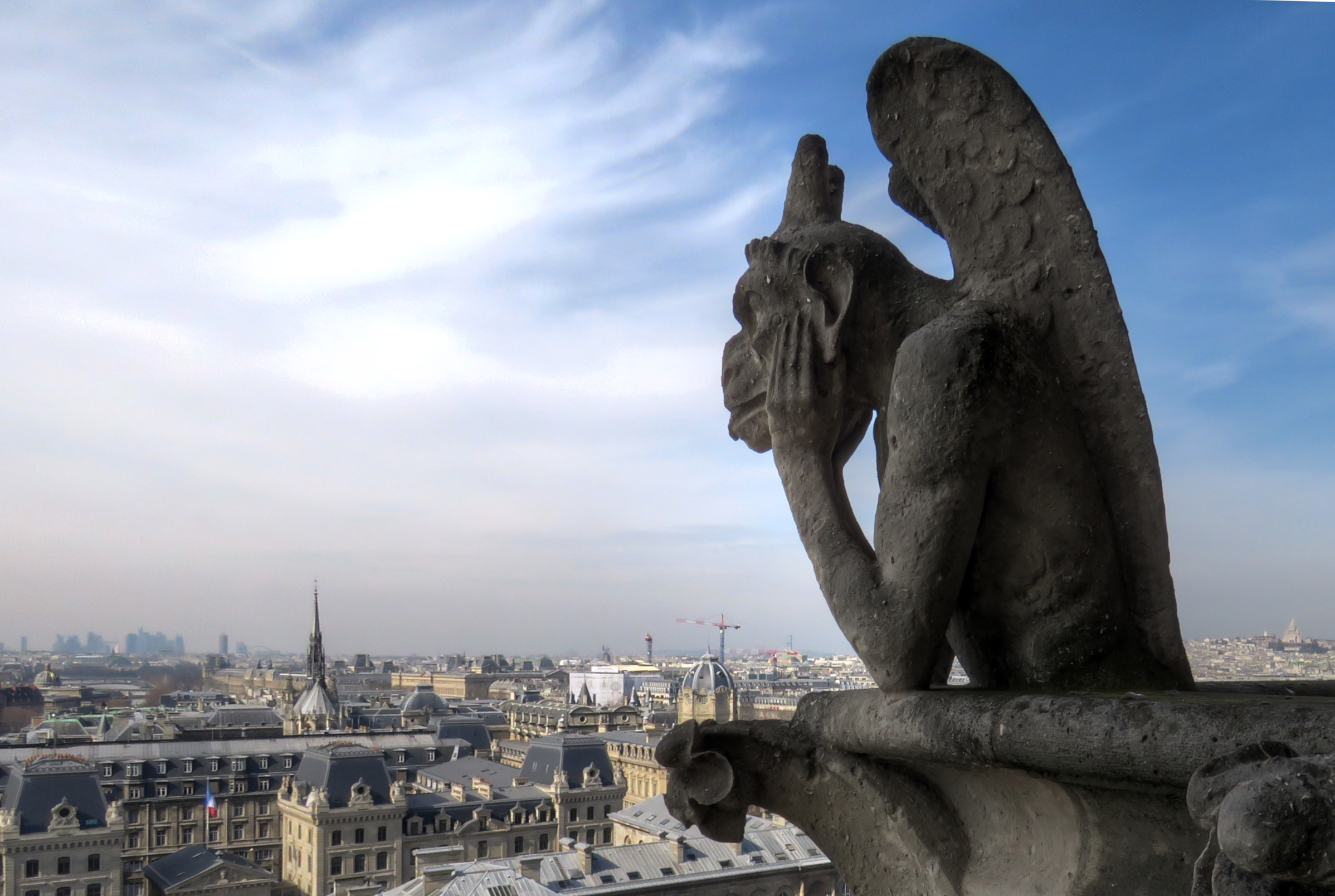
أستريكس في نوتردام دي باريس (نسخة القرن ال19)
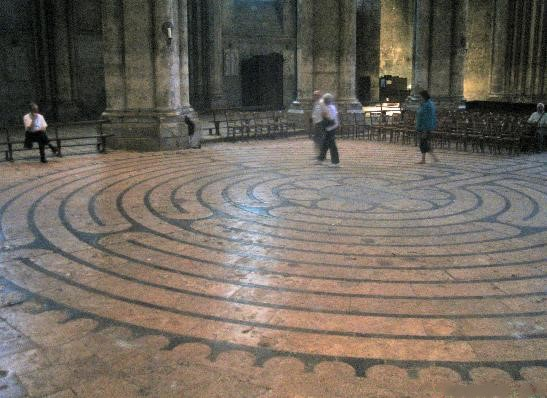
متاهة كاتدرائية شارتر (القرن الثالث عشر)
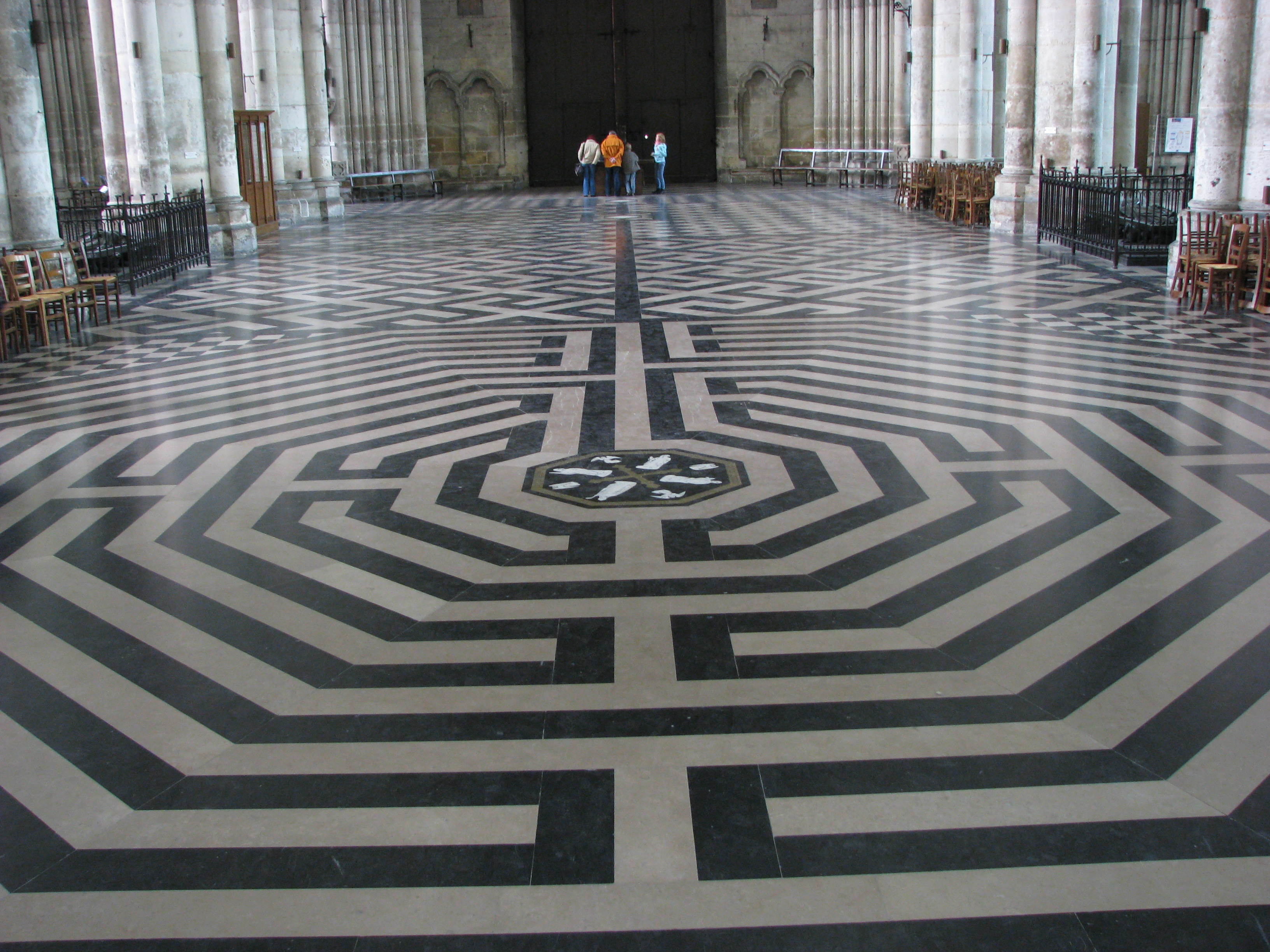
متاهة بنمط شارتر في كاتدرائية أميان

## معرض صور

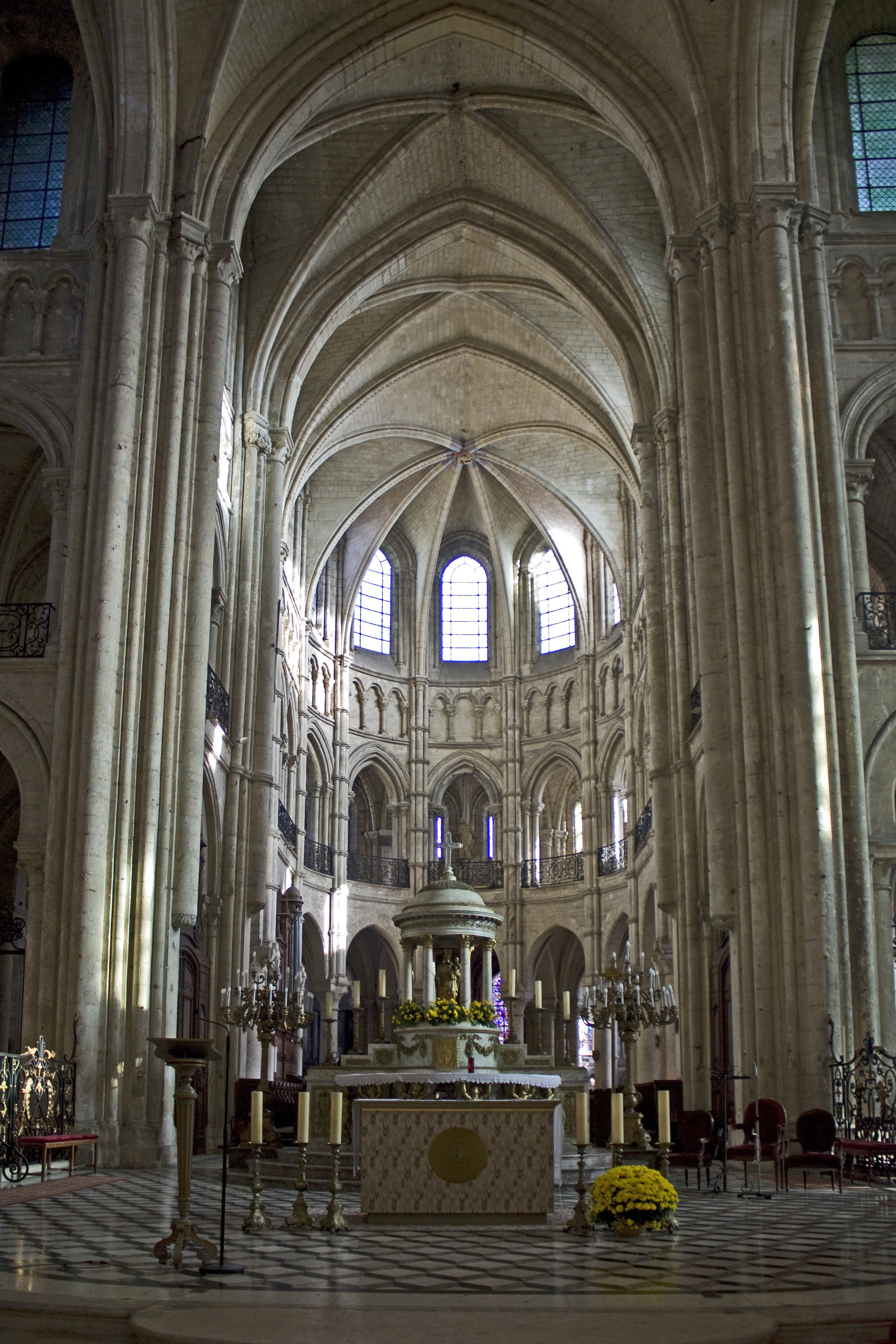
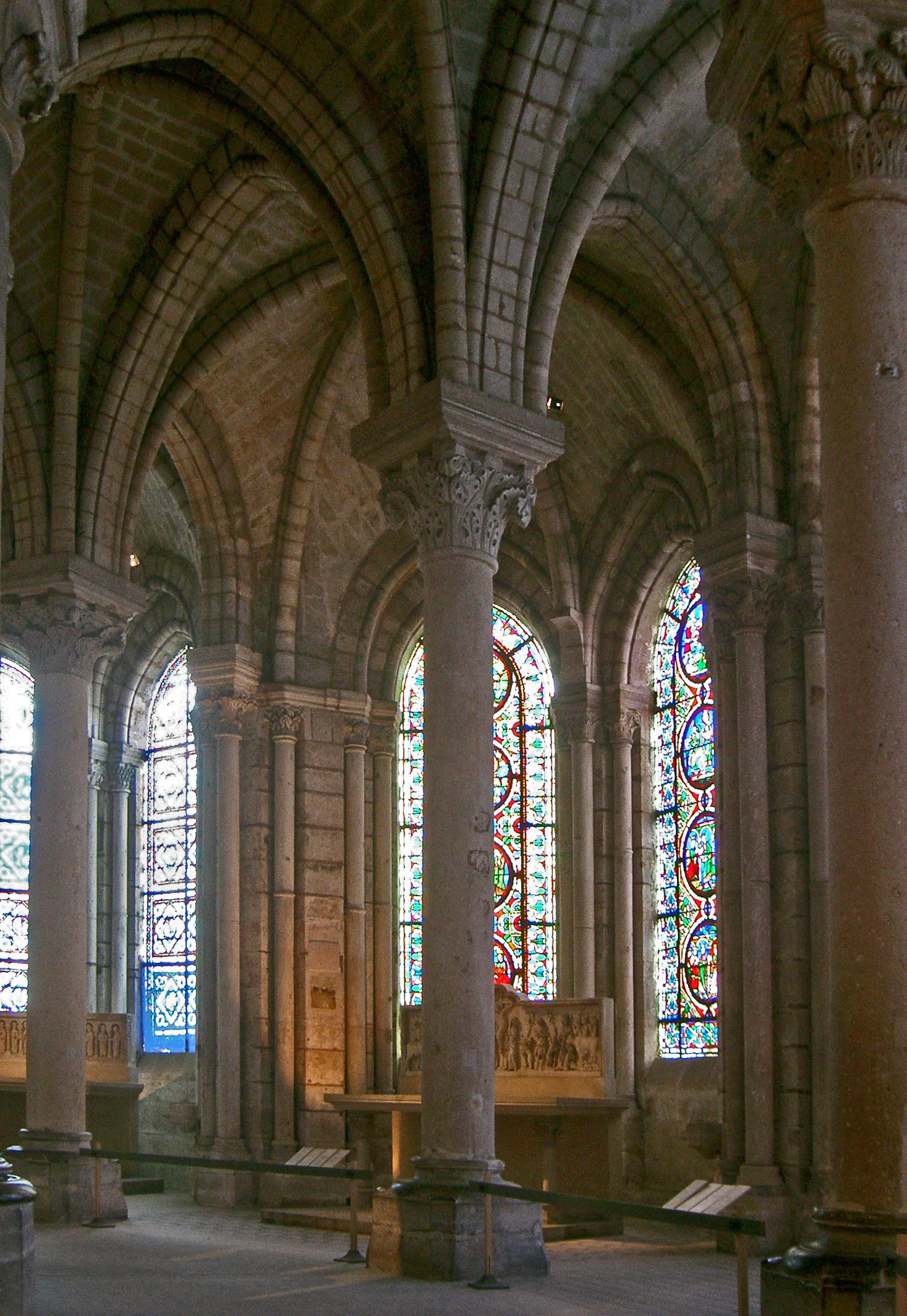
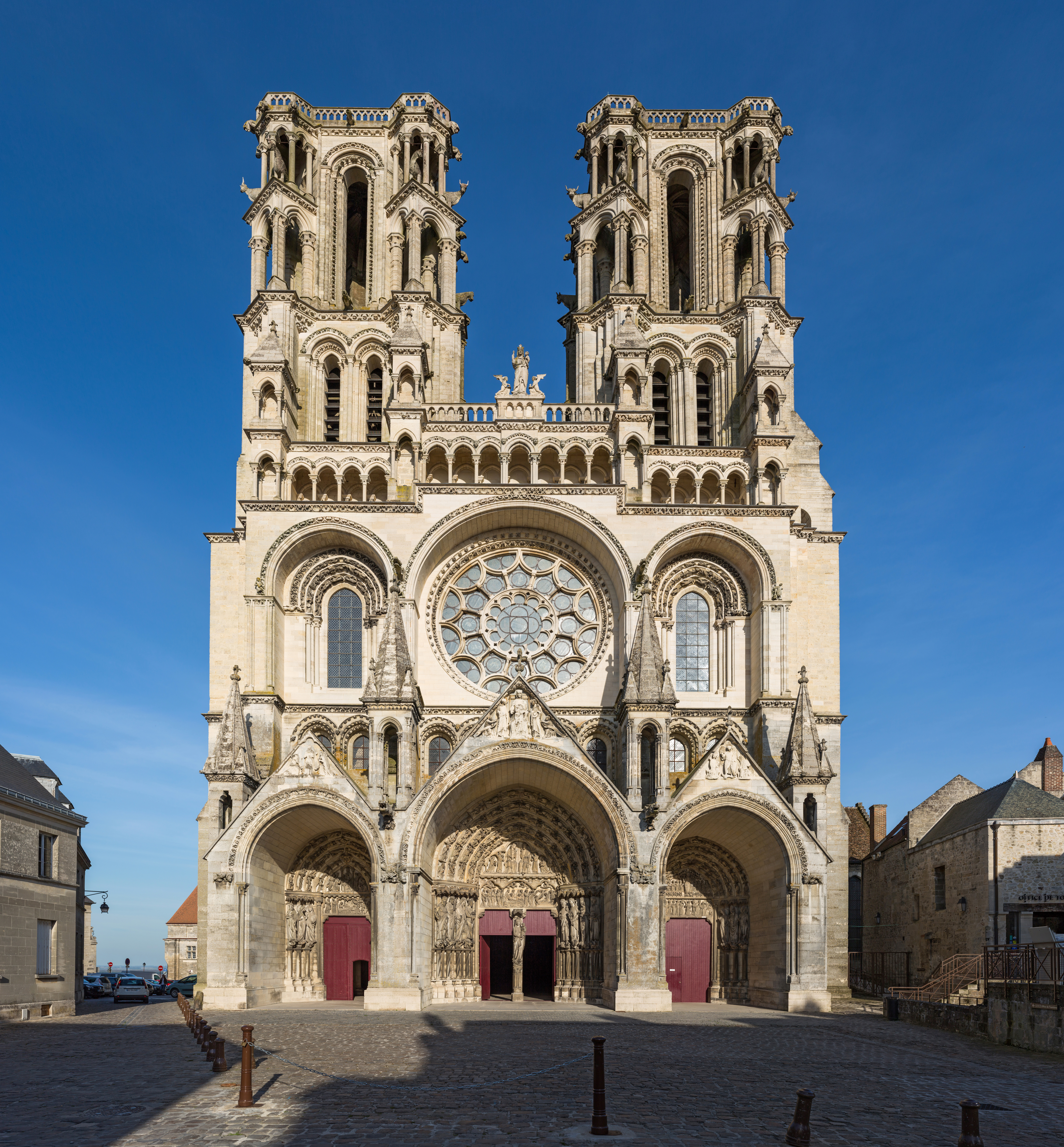
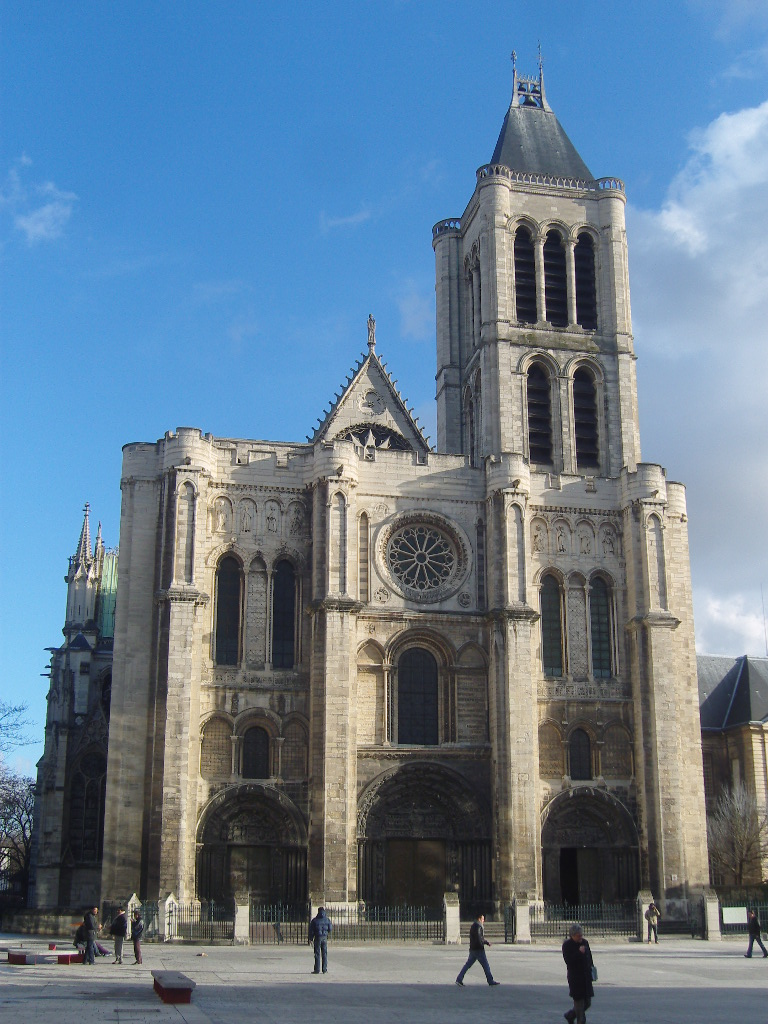
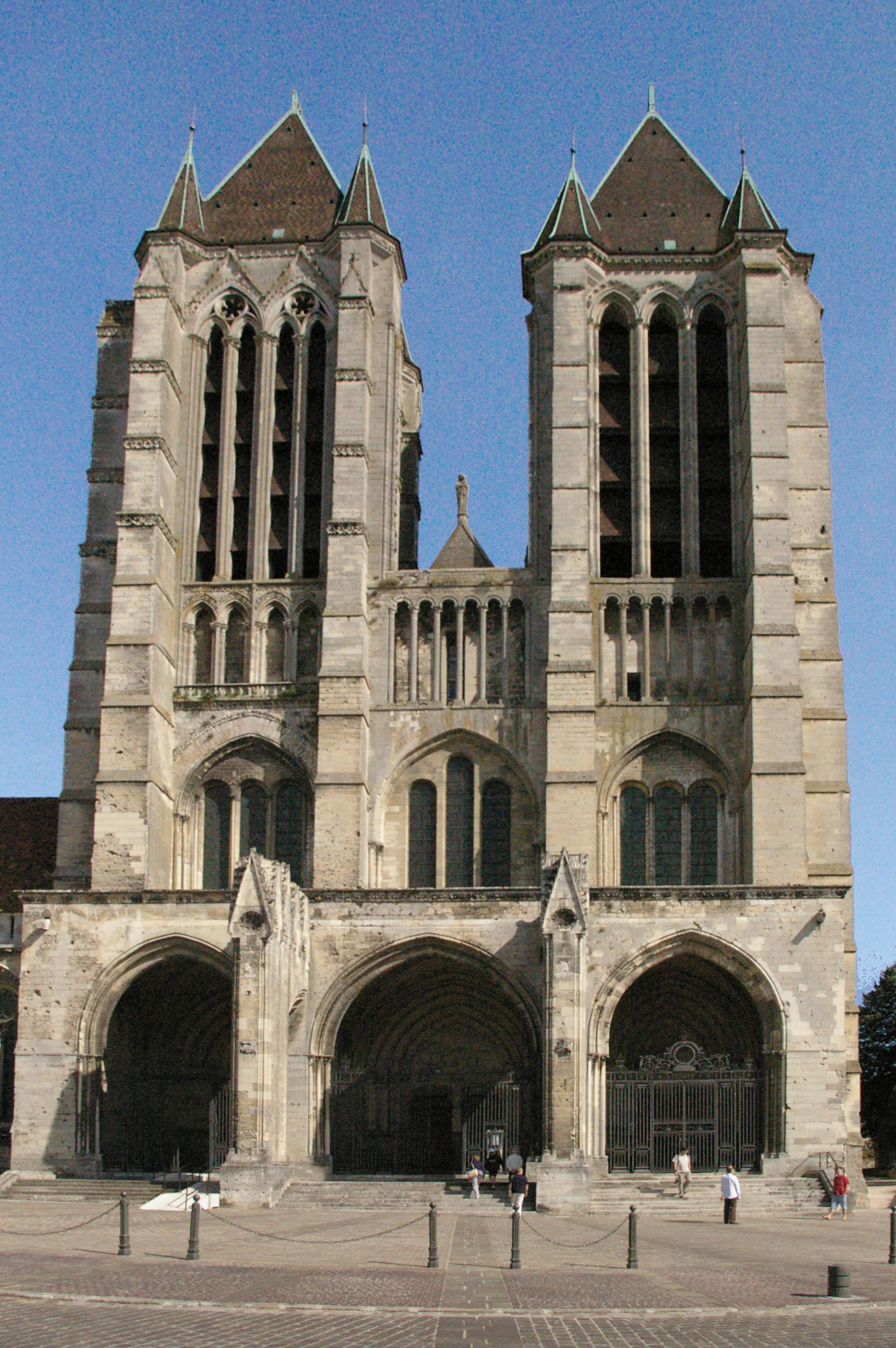